# 声優と夜あそび
『声優と夜あそび』（せいゆうとよあそび　英題：SAY YOU TO YOASOBI）は、インターネットテレビ局ABEMAのアニメLIVEチャンネルで2018年4月2日から配信されているトークバラエティ番組。

## 概要
AbemaTVアニメLIVEチャンネル開局にあわせてスタートした生配信レギュラー番組。月曜日から週末まで帯で配信し、曜日別に日替わりで声優がMCを務める。
スタジオは全曜日同一のセットが組まれるが、椅子の有無や種類など曜日によって差異もある。『2022』からは下手側にMCのパネルが飾られている。
4月から翌年3月までを1シーズンとしており、シーズンが変わる毎に大幅なリニューアルが行われる。
『2020』から『2024』まで、月に1回程度休止週があり収録番組も含め全て休止となっていた。休止週は各曜日ごとにテーマに沿った回の再放送を行っていた。『2025』では休止週の代わりにコネクトWEEKが編成される。
『2021』から『2023』まで、「生放送延長ウィーク」と題し、本編生放送終了後の23時35分からPPVにて15分間アフタートーク番組を生放送していた。『2021』では不定期、『2022』『2023』では毎月1回実施。延長ウィーク実施時、23時30分からの番組は30分後ろ倒しの深夜0時からの放送となっていた。

### 歴史
1st season（2018年4月 - 2019年3月）
初週となる4月2日週はスペシャルウィークとして120分生配信。ABEMAビデオでは本編映像全編（CM分カット）のほかコーナーごとに分けた「見どころ」も配信。2018年7月16日の週より本編終了後のオマケ映像を「声優と夜あそび 延長戦」として5分程度追加してABEMAビデオ限定で配信を開始した。
2018年8月9日(木) - 「テレビ朝日・六本木ヒルズ 夏祭り SUMMER STASION」内で声優と夏まつりフェスが実施された。
8月14日(火)・15日(水) - MCシャッフルとして、火曜は三上枝織・大坪由佳、水曜は小野友樹・五十嵐裕美で生放送を行った。
2019年3月4日週にて、現行スタッフ、キャストでの配信を終え、スタジオセット含めて大幅リニューアルすることが発表された。
2nd season（2019年4月 - 2020年3月）
2019年4月から9月まで浪川大輔のみペアが毎月変わるマンスリーMCとなる。2019年は4月8日のみ120分生配信。また、ABEMAビデオ内でのアーカイブ表示は「声優と夜あそび 2nd season」となる。なお、同月から海外配信も開始した。
4月15日(月) - ニコニコ生放送にて月曜 - 金曜の20時40分より1週遅れで配信を開始した。なお、タイムシフトには対応していない。
4月29日(月)～5月3日(金) - 「AbemaTV開局3周年スペシャルウィーク」と題し、月曜MCの安元洋貴が5日間毎日出演。また、30日（火）は平成最後の生放送として30分後ろ倒しの22時30分から24時までの放送となり、番組終了と同時に令和を迎えた。
12月13日(金) - 番組初の公開生収録イベント「夜あそびヒーローショー」を開催。
2020年2月～2023年3月 - 生放送後に再放送を行っていた。
2020年3月、昨年同様3月27日で現行キャストでの配信を終え新キャストを迎えての『声優と夜あそび 2020』の制作が発表された。また、新シーズンより番組終了後に放送される『声優と夜あそび 繋(コネクト)』の制作も発表された。
3月30日(月)～4月10日(金) - 視聴者の投票を元に選ばれた回が再放送された。
2020（2020年4月 - 2021年3月）
2020年4月13日から生放送が始まる予定だったが新型コロナウイルスの影響で4月20日に延期。4月13日週は新MC陣による過去放送のTwitter実況を行った。
4月20日週～6月1日週 - 特別編として各曜日リモートでの生放送になった。なお、リモート場所は各曜日ごとに違う。また、4月27日週は「12日間連続生放送！声優とみんなでステイホームウィーク！」として5月2日(土)・3日(日)も放送。2日は安元洋貴、下野紘、浪川大輔、関智一、森久保祥太郎、3日は金田朋子、木村昴で90分生放送を行った。
6月6日(土) - 緊急生放送で関智一、金田朋子、木村昴と共に新セットが公開され、8日からソーシャルディスタンスをとりつつ新セットでの放送がスタート。なお、ゲストはしばらくリモートでの出演となっていたが、8月10日週からはパーテーションが導入されたためスタジオに迎えることが出来るようになった。その際、MCは席をアルコール除菌してから画面右の席に移動してゲストを迎える。
『2nd』まで無料で視聴できた「声優と夜あそび 延長戦」は、『2020』から「声優と夜あそび プレミアム」に名前を変え、プレミアム会員限定のコンテンツになった。
12月26日(土) - 「声優と夜あそび2020 大忘年会SP」が放送され、『2020』MC12人中10人が参加。
2021年2月7日(日) - 「声優と夜あそび THE WEEKEND 緊急！フィギュアSP」を放送。安元洋貴、上坂すみれの2人で90分の生放送を行った。
3月18日(木) - 「合同ロケSP」として、木曜MCの浪川大輔・石川界人に加え、月曜MCの安元洋貴・仲村宗悟の4人で120分の生放送を行った。
3月19日(金) - 「声優と夜あそび」の継続決定が発表された。また、3月22日週にて4月3日（土）に新シーズンの詳細発表の特番が行われることが告知された。特番では新キャストの発表に加え、月に1回放送される『声優と夜あそび WEEKEND』の開始も発表された。
2021（2021年4月 - 2022年3月）
2021年4月12日から生放送がスタート。水曜日は番組初の3人体制(3人目が4ヶ月ごとに変更)。平日分のスタジオセットイメージはホームパーティ風である。
4月26日週 - 「12日間連続生放送！声優と夜あそび ゴールデンSPウィーク！」として5月1日(土)・2日(日)も放送。1日・2日はWEEKENDによる生放送。ゲストとして1日には金田朋子、2日には前野智昭、徳井青空、畠中祐が登場。
6月1日(火)～4日(金) - 月曜MCの安元洋貴が各曜日にSPゲストとして登場。安元が月曜も含め5日間出演するのは『2nd』以来2度目。
6月14日(月) - 通算放送1000回記念スペシャルとして120分に拡大して放送。ゲストとして『1st』からMCを務める浪川大輔と関智一が登場。
6月21日(月) - 日本中央競馬会（JRA）は本番組とコラボした特設サイトを同日開設し、出演者が同月27日に開催された宝塚記念に纏わる企画にチャレンジすることを発表した。
6月25日(金) - 月1回放送される「ザ・セッション from 声優と夜あそび」の放送がスタート。WEEKENDでMCを務める森久保祥太郎と「声優と夜あそび」がタッグを組み、音楽番組の放送を始めた。初回ゲストとして『1st』『2nd』の木曜日を担当した谷山紀章が登場した。
7月28日(水) - 4ヶ月間水曜MCを務めた徳井青空が番組を卒業。
8月4日(水) - 新水曜MCとして愛美が登場。
8月9日週 - 『2021』では2度目となる12日間連続生放送を実施。8月14日(土)は金田朋子、畠中祐、15日(日)はWEEKENDによる生放送。
10月9日(土) - パシフィコ横浜にてWEEKENDによる2時間の公開生放送。ゲストとして畠中祐、岩田光央、小山剛志、石川界人、斎賀みつき、たかはし智秋が登場。
12月22日(水) - 5ヶ月間水曜MCを務めた愛美が番組を卒業。1月からは徳井青空が再び水曜MCを担当。
12月27日(月) - 「声優と夜あそび2021 大忘年会SP」が放送され、『2021』MC16人中15人が参加。やらかし大賞や金田朋子の余興、内田真礼のサプライズバースデー、二次会では夜あそび選手権トーナメントが行われ、繋が優勝し22万円を獲得した。
2022年1月29日(土) - 「声優と夜あそびフェスティバル」を開催。夜あそびメンバーから前野智昭、浪川大輔、石川界人、関智一、畠中祐、金田朋子、森久保祥太郎、仲村宗悟が登場。公式テーマソングの完成版がお披露目された。また来年度の番組継続も発表された。
3月7日週 - MC陣の去就が発表され、26日(土)のWEEKENDで新体制を発表することも告知された。WEEKENDでは新キャストの発表に加え、毎週土曜21時から放送される『声優と夜あそび ウォーカーズ』の開始も発表された。
2022（2022年4月 - 2023年3月）
2022年4月11日(月)からスタート。繋の時間移動により『2022』は繋からのスタートとなる。平日分のスタジオセットイメージはブロードウェイ風である。
4月25日(月)～5月6日(金) - 12日間連続生放送。4月30日(土)と5月1日(日)はWEEKENDの生放送。30日は森久保祥太郎、安元洋貴に加え、『1st』水曜MCの三上枝織が登場。1日は金田朋子、仲村宗悟に加え、『2021』水曜クォーターMCの徳井青空が登場。
5月13日(金) - 公式マスコットキャラクターの名前が「そびー」に決定した。
7月24日(日) - ワンダーフェスティバルにてコラボステージ「夏だ！フィギュアだ！ワンフェススペシャルステージ from 声優と夜あそび」の公開生放送。MCに安元洋貴・徳井青空、ゲストに藤田咲が登場。
8月20日(土)～21日(日) - 番組5周年を記念して「声優と夜あそび 28時間テレビ大感謝祭～Say You Thank You～」を生放送。「ビスポークプラットフォーム上の声優番組ビデオにおける24時間の最多視聴回数」としてギネス世界記録に認定された。また、番組の終盤でそびーが初めて声を発した（CVはここでは未発表）。以降、通常回にも度々登場（但し、主に安元・仲村等一部の男性出演者からイジられるようになり、後述の「～フェスティバル2022」では大人の事情による途中退出関係についてまでもイジられた）。
11月7日(月) - カタールワールドカップの生中継でたくさんのスタジオが必要になったため夜あそびMC陣全員常駐スタジオから追い出されることが発表され、11月14日(月)から12月20日(火)まで『そびーの家』から生放送を行った。
12月26日(月) - 「声優と夜あそび2022 大忘年会SP」を放送。『2022』MC14人中12人が参加。
2023年2月12日(日) - ワンダーフェスティバルにて「声優とフィギュる スペシャルステージ」を公開生放送。ゲストとして戸谷菊之介が登場。
3月4日(土) - 「声優と夜あそびフェスティバル2022」を開催。安元洋貴、岡本信彦、上坂すみれ、森久保祥太郎、蒼井翔太、浪川大輔、仲村宗悟、金田朋子、石川界人、そびーが登場。また前回同様、夜の部の終盤で来年度の番組継続が発表された。
3月6日週 - MC陣の去就が発表され、最終回となる3月20日週に4月1日(土)のWEEKENDで新体制を発表することが告知された。
4月1日 - 新MCとして月曜日に白井悠介、水曜日に鈴木愛奈、木曜日に花江夏樹がそれぞれ加入、そして元木曜日MCの谷山紀章が火曜日MCとして復帰することを発表。白井は9月までの半年間限定のMCとなる。ウォーカーズは月曜から金曜の23:30〜23:50までの帯番組となり、MCは森久保1人で週替りゲストと共に行う。WEEKENDは月1放送はそのままで、夜あそび初の公開生放送となり、MCは石川1人となる。
2023（2023年4月 - 2024年3月）
2023年4月10日(月)からスタート。平日は繋→生放送→ウォーカーズの3番組体制となる。平日分のスタジオセットイメージはスポーティー風である。
8月11日(金)～12日(土) - 2年連続となる「声優と夜あそび 28時間テレビ大感謝祭」を生放送。今回のテーマは「Challenge Again」。また、フィナーレにてそびーのアニメ化が発表された。MC陣が考えたキャラクターも登場し、キャラクターデザインはなつめさんちが担当する。そびー以外のCVについては、キャラクターの原案を考えたMCがそのまま担当する。
9月25日(月) - 半年間月曜MCを務めた白井悠介が番組を卒業。
10月2日(月) - 新月曜MCとして八代拓が登場。
10月29日(日) - 番組初となるハロウィンイベント「声優と夜あそび ハロウィンミーティング」を開催。昼の部・夜の部共通で安元洋貴、白井悠介、浪川大輔、金田朋子、仲村宗悟、前野智昭、代永翼が出演。
12月26日(火) - 「声優と夜あそび2023 大忘年会SP」を放送。『2023』MC15人中13人が参加。
2024年3月3日(日) - 「声優と夜あそびフェスティバル2023」を開催。安元洋貴、白井悠介、浪川大輔、関智一、岡本信彦、金田朋子、仲村宗悟、石川界人、そびーが登場。また、今回も夜の部終盤で来年度の番組継続が発表された。
3月11日(月)～15日(金) - そびーのアニメ「行くだもも！そびー」が番組内（ウォーカーズは放送後）で公開。また、そびーのCVが佐藤はなであることが公表された。
3月11日週 - MC陣の去就が発表された。
3月24日(日) - 「声優とフィギュる」レギュラー放送最終回。以降は特番として放送される予定。
3月25日(月) - 新体制発表スペシャルを放送。火曜新MCに芹澤優、金曜新MCにファイルーズあいが加入。そして元金曜MCの畠中祐が繋MCとして復帰。さらにWEEKENDとウォーカーズが打ち切りになる代わりに新たに土曜日の枠が新設されることが発表された。関は7年目にして初の女性声優とタッグを組むことになった。
2024（2024年4月 - 2025年3月）
2024年4月15日(月)からスタート。この日のみ繋も生放送を行った。平日分のスタジオセットイメージはレトロ調、イギリス風である。
4月21日(日) - 「高知アニクリ祭2024」にて公開生放送を実施。森久保祥太郎、仲村宗悟、金田朋子、畠中祐が登場。
9月16日(月)～20日(金) - ABEMAアニメ祭の一企画として109シネマズプレミアム新宿から公開生放送。
9月22日(日)～23日(月) - 3回目となる「声優と夜あそび 28時間テレビ大感謝祭」を生放送。今回のテーマは「みんなの愛がてんこ盛り!!!!!!!」。ABEMAアニメ祭のグランドフィナーレを飾った。
12月26日(木) - 「声優と夜あそび2024 大忘年会SP」を放送。『2024』MC14人中13人が参加。
2025年3月9日(日) - 「声優と夜あそびフェスティバル2024」を開催。安元洋貴、八代拓、上坂すみれ、芹澤優、森久保祥太郎、石川界人、浪川大輔、関智一、岡本信彦、仲村宗悟、金田朋子、畠中祐、そびーが登場。また、昼の部で番組の継続、夜の部で日曜枠の新設が発表された。
3月10日週 - MC陣の去就が発表された。また、最終回となる3月17日週にて、新MCはクイズ形式での発表となることが告知された。4月5日(土)から11日(金)までヒントが出され、新MC及び組み合わせは新シーズン初回となる4月14日週に順次発表される。
2025（2025年4月 - ）
2025年4月13日(日) - コネクトによる新シーズンフライングSPを生放送。『2025』のコネクトを担当する金田朋子・そびーに加え、新MCの福西勝也・川島零士が生出演。また、コネクトが月に一度の休止週の代わりに「コネクトWEEK」として編成されることも発表された。
4月14日(月)からレギュラー放送スタート。土曜日のみ放送時間を1時間前倒し21:00 - 22:30 に変更。全曜日共通のオープニング映像・アイキャッチ、平日分のスタジオセットはゲームセンター風にアレンジされ、セット中央部分にモニターと2人用のソファーを配置に変更。新MC7人のうち、火曜日のMCで『2nd』から『2023』まで在籍した下野が2年ぶりに復帰。一方、前『2024』から継続したMC陣で番組開始から木曜日を担当した浪川が水曜日に移動。これで番組開始から曜日を移動していないMCは金曜日担当の関が唯一となったが、安元も『2nd』から一貫して月曜日担当をしている。土曜日は3人体制となり、MCの3人体制は『2021』水曜日以来、森久保が土曜日に移動したことで『2021』以来の土曜日出演となりともに4年ぶりとなった。日曜日は女性枠が火曜日から移動し、番組開始以来平日枠から女性MCが消滅。「曜日対抗！夜あそび選手権」の土日版として「土日対抗！夜あそび選手権」が誕生した。『2025』開始以降、声優の番宣ゲスト回は日曜日が一番多く、逆に水曜日は7月30日時点で一度もない。7月より『声優と夜あそびウォーカーズ』が1年3か月ぶりに復活するが月曜日から日曜日のいずれか月1回、レギュラー放送後にPPVにて放送する代わり、2022年から3回開催されている「声優と夜あそび　28時間テレビ大感謝祭」は今年は開催しない方向になった。。
生放送休止週（毎月10日前後の月曜日から1週間）は上記の概要通り「コネクトWEEK」として行うが、通常週と違い月曜から金曜までは30分間の収録放送、土日のいずれかは90分間の生放送となる。放送時間は土曜日も含めた全曜日が22:00スタートとなる。MCは上記の金田・そびーに加えマンスリーMCと、生放送はゲスト2人を追加する構成。
7月21日週～8月11日週 - 平日の各曜日共通でネスカフェのコラボ企画を実施。各曜日MCがランダムに選択したキャラクターをCMに乗せながらアテレコしていくもの。火曜・水曜・金曜は7月21日週、月曜は28日週、木曜は8月11日週に行われた。
8月11日週 - MC全員が浴衣を着る「納涼WEEK」を行った。また、当週から「夜あそびベスコメ賞」が新設された。毎曜日、視聴者のコメントの中からグッときたもの・面白かったものを2～3通選び、各曜日MCがベストコメントを決める。土曜日曜は収録のため翌週発表される。
9月15日(月)～19日(金) - 昨年に引き続き、ABEMAアニメ祭の一環として東京カルチャーカルチャーから公開生放送。
9月21日(日) - ABEMAアニメ祭の企画としてMIYASHITA PARK屋上で開催される無料ステージに参加。出演は下野紘、浪川大輔、関智一、川島零士、福西勝也、長縄まりあ、金田朋子、そびー。

## 出演者

### 現在
番組内ではよく「夜あそびMC」や「夜あそびメンバー」と呼ばれる。
※(MC)が主に番組進行を務める。
『2025』MC
月曜日「#安元小林と夜あそび」
- 安元洋貴（2019年4月8日 - ）
- 小林千晃 (MC)（2025年4月14日 - ）

火曜日「#下野入野と夜あそび」
- 下野紘 (MC)（2019年4月10日 - 2024年3月19日・2025年4月15日 - ）[注 19]
- 入野自由（2025年4月15日 - ）

水曜日「#浪川八代と夜あそび」
- 浪川大輔（2018年4月5日 - ）[注 20]
- 八代拓 (MC)（2023年10月2日 - ）[注 21]

木曜日「#小野花江と夜あそび」
- 小野賢章 (MC)（2025年4月17日 - ）
- 花江夏樹（2023年4月13日 - ）

金曜日「#関川島と夜あそび」
- 関智一（2018年4月6日 - ）
- 川島零士 (MC)（2025年4月18日 - ）

土曜日「#森久保岡本福西と夜あそび」
- 森久保祥太郎（2020年4月24日 - ）[注 22]
- 岡本信彦 (MC)（2022年4月11日 - ）[注 23]
- 福西勝也（2025年4月19日 - ）

日曜日「#芹澤長縄と夜あそび」
- 芹澤優 (MC)（2024年4月16日 - ）[注 24]
- 長縄まりあ（2025年4月20日 - ）

繋（コネクト）「#金田そびー○○と夜あそび」
- 金田朋子（2019年4月9日 - ）[注 25]
- そびー (MC)

『2022』から登場したモモンガの妖精。不定期で各曜日に登場し、コーナーに参加するだけでなく進行役を務めることもある。夜あそびメンバーのことは基本的に呼び捨てか愛称で呼ぶことが多い。『2025』ではコネクトMCに就任。
- 年齢：5歳
- 誕生日：5月13日
- 大好物：ラムレーズン
- CV：佐藤はな

- マンスリーMC

### 過去
※曜日は最後に担当した曜日。
1st season
- 佐藤拓也（金曜日、2018年4月6日 - 9月28日）
- 緒方恵美（月曜日、2018年4月2日 - 2019年3月18日）
- 内田彩（月曜日、2018年4月2日 - 2019年3月18日）
- 小野友樹（火曜日、2018年4月3日 - 2019年3月19日）
- 大坪由佳（火曜日、2018年4月3日 - 2019年3月19日）
- 五十嵐裕美（水曜日、2018年4月4日 - 2019年3月20日）
- 三上枝織（水曜日、2018年4月4日 - 2019年3月20日）

2nd season
- 江口拓也（月曜日、2019年4月8日 - 2020年3月23日）
- 大河元気（金曜日、2019年4月12日 - 2020年3月27日）

2021
- 前野智昭（月曜日、2021年4月12日 - 2022年3月21日）
- 小松未可子（水曜日、2020年4月22日 - 2022年3月23日）
- 木村昴（繋、2018年10月5日 - 2022年3月25日）[注 26]

2022
- たかはし智秋（火曜日、2022年4月12日 - 2023年3月21日）
- 蒼井翔太（水曜日、2022年4月13日 - 2023年3月22日）
- 細谷佳正（木曜日、2022年4月14日 - 2023年3月23日）
- 内田真礼（ウォーカーズ、2019年4月10日 - 2023年3月25日）[注 27]

2023
- 白井悠介（月曜日、2023年4月10日 - 9月25日）
- 谷山紀章（火曜日、2018年4月5日 - 2019年3月21日・2019年10月3日 - 2020年3月26日・2023年4月11日 - 2024年3月19日）[注 28]
- 鈴木愛奈（水曜日、2023年4月12日 - 2024年3月20日）

2024
- 上坂すみれ（火曜日、2020年4月22日 - 2025年3月18日）[注 29]
- 石川界人（水曜日、2020年4月23日 - 2025年3月19日）[注 30]
- ファイルーズあい（金曜日、2024年4月19日 - 2025年3月21日）
- 仲村宗悟（土曜日、2020年4月20日 - 2025年3月22日）[注 31]
- 畠中祐（繋、2021年4月16日 - 2022年3月25日・2024年4月15日 - 2025年3月21日）[注 32]

### MCの変遷
※並びはハッシュタグ順
| 期間       | 期間    | 期間   | 月曜MC   | 月曜MC   | 火曜MC       | 火曜MC     | 水曜MC       | 水曜MC       | 水曜MC     | 水曜MC       | 木曜MC   | 木曜MC       | 金曜MC | 金曜MC           | 土曜MC       | 土曜MC     | 土曜MC     | 土曜MC     | 日曜MC     | 日曜MC     | 繋MC       | 繋MC       | 繋MC         | WEEKEND MC   | WEEKEND MC   | ウォーカーズMC                 | ウォーカーズMC                 |
| ---------- | ------- | ------ | -------- | -------- | ------------ | ---------- | ------------ | ------------ | ---------- | ------------ | -------- | ------------ | ------ | ---------------- | ------------ | ---------- | ---------- | ---------- | ---------- | ---------- | ---------- | ---------- | ------------ | ------------ | ------------ | ------------------------------ | ------------------------------ |
| 1st season | 2018.4  | 2018.9 | 緒方恵美 | 内田彩   | 小野友樹     | 大坪由佳   | 五十嵐裕美   | 五十嵐裕美   | 三上枝織   | 三上枝織     | 浪川大輔 | 谷山紀章     | 関智一 | 佐藤拓也         | （枠なし）   | （枠なし） | （枠なし） | （枠なし） | （枠なし） | （枠なし） | （枠なし） | （枠なし） | （枠なし）   | （枠なし）   | （枠なし）   | （枠なし）                     | （枠なし）                     |
| 1st season | 2018.10 | 2019.3 | 緒方恵美 | 内田彩   | 小野友樹     | 大坪由佳   | 五十嵐裕美   | 五十嵐裕美   | 三上枝織   | 三上枝織     | 浪川大輔 | 谷山紀章     | 関智一 | 木村昴           | （枠なし）   | （枠なし） | （枠なし） | （枠なし） | （枠なし） | （枠なし） | （枠なし） | （枠なし） | （枠なし）   | （枠なし）   | （枠なし）   | （枠なし）                     | （枠なし）                     |
| 2nd season | 2019.4  | 2019.9 | 安元洋貴 | 江口拓也 | 金田朋子     | 木村昴     | 下野紘       | 下野紘       | 内田真礼   | 内田真礼     | 浪川大輔 | マンスリーMC | 関智一 | 大河元気         | （枠なし）   | （枠なし） | （枠なし） | （枠なし） | （枠なし） | （枠なし） | （枠なし） | （枠なし） | （枠なし）   | （枠なし）   | （枠なし）   | （枠なし）                     | （枠なし）                     |
| 2nd season | 2019.10 | 2020.3 | 安元洋貴 | 江口拓也 | 金田朋子     | 木村昴     | 下野紘       | 下野紘       | 内田真礼   | 内田真礼     | 浪川大輔 | 谷山紀章     | 関智一 | 大河元気         | （枠なし）   | （枠なし） | （枠なし） | （枠なし） | （枠なし） | （枠なし） | （枠なし） | （枠なし） | （枠なし）   | （枠なし）   | （枠なし）   | （枠なし）                     | （枠なし）                     |
| 2020       | 2020.4  | 2021.3 | 安元洋貴 | 仲村宗悟 | 下野紘       | 内田真礼   | 小松未可子   | 上坂すみれ   | 上坂すみれ | （不在）     | 浪川大輔 | 石川界人     | 関智一 | 森久保祥太郎     | （枠なし）   | （枠なし） | （枠なし） | （枠なし） | （枠なし） | （枠なし） | 金田朋子   | 木村昴     | 木村昴       | （枠なし）   | （枠なし）   | （枠なし）                     | （枠なし）                     |
| 2021       | 2021.4  | 2022.3 | 安元洋貴 | 前野智昭 | 下野紘       | 内田真礼   | 小松未可子   | 上坂すみれ   | 上坂すみれ | クォーターMC | 浪川大輔 | 石川界人     | 関智一 | 畠中祐           | （枠なし）   | （枠なし） | （枠なし） | （枠なし） | （枠なし） | （枠なし） | 金田朋子   | 木村昴     | 木村昴       | 森久保祥太郎 | 仲村宗悟     | （枠なし）                     | （枠なし）                     |
| 2022       | 2022.4  | 2023.3 | 安元洋貴 | 岡本信彦 | たかはし智秋 | 上坂すみれ | 森久保祥太郎 | 森久保祥太郎 | 蒼井翔太   | 蒼井翔太     | 浪川大輔 | 細谷佳正     | 関智一 | 仲村宗悟         | （枠なし）   | （枠なし） | （枠なし） | （枠なし） | （枠なし） | （枠なし） | 金田朋子   | 石川界人   | 石川界人     | MCシャッフル | MCシャッフル | 下野紘                         | 内田真礼                       |
| 2023       | 2023.4  | 2023.9 | 安元洋貴 | 白井悠介 | 谷山紀章     | 下野紘     | 上坂すみれ   | 上坂すみれ   | 鈴木愛奈   | 鈴木愛奈     | 浪川大輔 | 花江夏樹     | 関智一 | 岡本信彦         | （枠なし）   | （枠なし） | （枠なし） | （枠なし） | （枠なし） | （枠なし） | 金田朋子   | 仲村宗悟   | 仲村宗悟     | 石川界人     | 石川界人     | 森久保祥太郎                   | 森久保祥太郎                   |
| 2023       | 2023.10 | 2024.3 | 安元洋貴 | 八代拓   | 谷山紀章     | 下野紘     | 上坂すみれ   | 上坂すみれ   | 鈴木愛奈   | 鈴木愛奈     | 浪川大輔 | 花江夏樹     | 関智一 | 岡本信彦         | （枠なし）   | （枠なし） | （枠なし） | （枠なし） | （枠なし） | （枠なし） | 金田朋子   | 仲村宗悟   | 仲村宗悟     | 石川界人     | 石川界人     | 森久保祥太郎                   | 森久保祥太郎                   |
| 2024       | 2024.4  | 2025.3 | 安元洋貴 | 八代拓   | 上坂すみれ   | 芹澤優     | 森久保祥太郎 | 森久保祥太郎 | 石川界人   | 石川界人     | 浪川大輔 | 花江夏樹     | 関智一 | ファイルーズあい | 岡本信彦     | 岡本信彦   | 仲村宗悟   | 仲村宗悟   | （枠なし） | （枠なし） | 金田朋子   | 畠中祐     | 畠中祐       | （枠なし）   | （枠なし）   | （枠なし）                     | （枠なし）                     |
| 2025       | 2025.4  | 2025.6 | 安元洋貴 | 小林千晃 | 下野紘       | 入野自由   | 浪川大輔     | 浪川大輔     | 八代拓     | 八代拓       | 小野賢章 | 花江夏樹     | 関智一 | 川島零士         | 森久保祥太郎 | 岡本信彦   | 岡本信彦   | 福西勝也   | 芹澤優     | 長縄まりあ | 金田朋子   | そびー     | マンスリーMC | （枠なし）   | （枠なし）   | （枠なし）                     | （枠なし）                     |
| 2025       | 2025.7  |        | 安元洋貴 | 小林千晃 | 下野紘       | 入野自由   | 浪川大輔     | 浪川大輔     | 八代拓     | 八代拓       | 小野賢章 | 花江夏樹     | 関智一 | 川島零士         | 森久保祥太郎 | 岡本信彦   | 岡本信彦   | 福西勝也   | 芹澤優     | 長縄まりあ | 金田朋子   | そびー     | マンスリーMC | （枠なし）   | （枠なし）   | （『2025』MCが月替わりで担当） | （『2025』MCが月替わりで担当） |

## おもなコーナー

### 全曜日共通
曜日対抗！ 夜あそび選手権
月曜から金曜まで各曜日MCが週替わりで同じ競技に挑戦するコーナー。優勝した曜日の応援ツイートの中から抽選で3名に、優勝MCのサイン（ゲストが追加で入る場合もある）入りミニ色紙をプレゼント。複数の曜日が1位の場合は同時優勝扱いとなりプレゼントの数も増えるが、全曜日記録なし（失格や記録0）の場合プレゼントなしとなる。また、ミニ色紙以外にもAbemaくん人形や番組ロゴをあしらった特製パネルにMC全員のサインが入ったものなどがプレゼントされるケースもある。
本編中にできなかった場合、もしくはセッティングに不備などがあった場合はプレミアム（『2nd』以前は延長戦）で行う。アンケート機能を用いた競技の場合は翌週（休止週（コネクトWEEK）の場合は翌々週）に持ち越し。
ロケ場所の関係でできないときは棄権になる場合もある。
2023年8月7日週は金曜日に28時間テレビが放送されるため金曜日の通常放送が休止となり、それに伴い月曜から木曜の夜あそび選手権も休止となった。
アニメ告知
ABEMAで配信されるおすすめアニメを選手権の前に告知。
声優と夜あそびプレミアム
生放送後に収録するアフタートーク動画。ABEMAプレミアム会員のみ視聴できる。生放送翌日の20時頃まで（土曜・日曜は放送直後）に配信される。
シーズンごとに異なる企画を行っており、『2025』では主に視聴者からのリクエストに応える。本編でできなかった夜あそび選手権はここで行う。
そびーのよく観たモモンガチ！／知ったももんがち！
不定期に行われる、そびーが企業や商品の紹介をする案件コーナー。そびーの紹介後、クイズに挑戦する場合もある。
『2021』では「CMで学ぼう」として行われていた。

### 土曜日・日曜日共通
土日対抗！ 夜あそび選手権
『2025』で日曜が加わったのと、土日ともに収録放送のためにできた「曜日対抗！」の土日版。土曜MCと日曜MCで月ごとのテーマを出し、週替わりで同じ競技に挑戦するコーナー。週ごとにポイントを集計し、最終週で集計ポイントが多い方が月間優勝となる。

### 各曜日別のコーナー

#### 月曜日（安元洋貴・小林千晃）
通称「ドルチェの月曜日」
アンケート Hit The Target Exciting Gunshot Shooting！
アンケート機能を使った企画。視聴者に4択の質問に答えてもらい順番を予想。1つ正解につき1ポイント獲得。全ての質問終了後に「Hit The Target Exciting Gunshot Shooting」（射的）に挑戦する。ポイントと同じ数だけ弾を撃ち、当たれば景品獲得となる。

#### 火曜日（下野紘・入野自由）
通称「みんなの火曜日」
CDライク！ライク！
テーマに沿った好きなものベスト3をカウントダウン形式で発表するコーナー。
プロから学べ！幅ひろくやってみゆ
幅広いジャンルのプロを呼び、教えてもらうコーナー。
秒で表現！1文字劇場
お題となるひらがな1文字だけで様々なシチュエーションを演じるコーナー。
狙いを定めてピッタリ当てろ！1択アンケート
アンケート機能を使った企画。視聴者に4択の質問に答えてもらい、2人は当てられそうな選択肢を1つだけ選んでそのパーセンテージを予想。ピッタリ当たればパーセンテージ×1000円獲得。ハズレの場合、正解と予想の誤差の秒数だけ、アンケートのお題にちなんだ「エア○○」をする。

#### 水曜日（浪川大輔・八代拓）
通称「ポンコツの水曜日」
反省ダミヘ
スタジオの向かいの別室にてダミヘに向かってその日の放送を振り返るミニコーナー。反省を記録しておくために、第6回(5月28日)から浪川に、第7回(6月4日)から八代にメモ帳が渡された。また、アニメ告知はスタジオに移動中に行われる。
お前が下だ！浪川・八代 ザ・バトル
ポンコツ疑惑が出ている浪川と八代が、どちらがよりポンコツなのか1年かけて決定する対決企画。
拓のはどれだ？八択クイズ！
問題に対する8択の中から八代のものを浪川が当てるコーナー。
目指せ日本代表！スポ根しようぜ！
運動神経抜群の浪川・八代が、今からでも日本代表になれそうなスポーツを探し体験するコーナー。

#### 木曜日（小野賢章・花江夏樹）
すごろくトーク
すごろく形式でコマを動かし、止まったマス目に書かれたトークテーマでトークする。
小野・花江 ○○なのはどっちだ!?
毎回テーマに沿った対決を行う。
小野・花江 ピッタリチャレンジ
大の仲良しの小野・花江が、ピッタリを目指すチャレンジに挑戦するコーナー。

#### 金曜日（関智一・川島零士）
視聴者さんおススメ！Y級グルメ
視聴者から地元のおススメグルメ・自分だけのアレンジグルメを募集し、関・川島がY級グルメ(夜あそびグルメ)かどうかを判定するコーナー。

#### 土曜日（森久保祥太郎・岡本信彦・福西勝也）
背景の金網には夜あそびメンバーのチェキや、夜あそびメンバーが持ち寄った私物が飾られており、今後も増える予定。
絆を深めろ！共通点トーク
世代も個性もバラバラの3人の共通点を探すコーナー。
おススメ！町中華を食べよう
町中華のお店を紹介し、そのお店のおススメメニューを食べるコーナー。ロケスタッフは林Dでアテレコおよびナレーションは福西が行う。

#### 日曜日（芹澤優・長縄まりあ）
もっと知りたい！○○のトリセちゅ♡
主にゲスト回で行われる。ゲストの取り扱い説明書を紹介しながらトークするコーナー。

#### 繋（金田朋子・そびー・マンスリーMC）
| 放送日                        | マンスリーMC | コネクトテーマ               | コネクトテーマ               | コネクトテーマ               | コネクトテーマ               | コネクトテーマ               |
| 放送日                        | マンスリーMC | 月曜日                       | 火曜日                       | 水曜日                       | 木曜日                       | 金曜日                       |
| ----------------------------- | ------------ | ---------------------------- | ---------------------------- | ---------------------------- | ---------------------------- | ---------------------------- |
| 2025年5月12日 - 16日(#1 - #5) | 谷山紀章     | ハシゴ酒で繋がろう！         | ハシゴ酒で繋がろう！         | ハシゴ酒で繋がろう！         | ハシゴ酒で繋がろう！         | ハシゴ酒で繋がろう！         |
| 6月9日 - 13日(#7 - #11)       | たかはし智秋 | 半々で繋がろう！～結婚編～   | 半々で繋がろう！～結婚編～   | 半々で繋がろう！～結婚編～   | 半々で繋がろう！～結婚編～   | 半々で繋がろう！～結婚編～   |
| 7月7日 - 11日(#13 - #17)      | 前野智昭     | ゲームで繋がろう！           | ゲームで繋がろう！           | ゲームで繋がろう！           | ゲームで繋がろう！           | ゲームで繋がろう！           |
| 8月4日 - 8日(#19 - #23)       | 芹澤優       | かわいい宣材写真と繋がろう！ | かわいい宣材写真と繋がろう！ | かわいい宣材写真と繋がろう！ | かわいい宣材写真と繋がろう！ | かわいい宣材写真と繋がろう！ |
| 9月1日 - 5日(#25 - #29)       | 石川界人     |                              |                              |                              |                              |                              |

### 過去のコーナー

#### 1st season

##### 月曜日（緒方恵美・内田彩）
ハッシュタグは#緒方内田と夜あそび
月曜のみ情報バラエティと位置づけて、ゲストとのトークのほか、アニメに関する調査やニュースを配信していた。
みんなのイベント情報局
あまたあるアニメおよび声優関連イベントから、今週のおすすめイベント、イベント感想ツイートで募集
今夜のお供に…最新CDランキング
週刊アニメCDランキングをアルバム、シングル別に発表。協力はオリコン。
ゲストと乾杯！
ゲストとお酒やソフトドリンクを飲みながらゲストの素顔に迫るコーナー。
夜にゴメンね アキバ飯
秋葉原にあるお店を紹介し、おすすめの料理をスタジオで食べるコーナー。
マンデーツイッターニュース
Twitterで話題になったアニメ・声優に関するニュースをピックアップするコーナー。

##### 火曜日（小野友樹・大坪由佳）
ハッシュタグは#小野大坪と夜あそび
一番のスイーツ召し上がれ！今日のスイーチ
なにかしらの条件で1番のスイーツを「スイーチ」と名付け、ナレーション、食レポに挑戦するコーナー。ただしクイズに答えられなかった場合、番組ADが食レポする。
人気スイーツご紹介！ナレーションプリーズ！
「今日のスイーチ」からリニューアルされたコーナー。スイーツの紹介VTRをいかに上手くナレーションできるかを競う。視聴者アンケートで判定してもらい、小野と大坪（とゲスト）のうち一番上手くナレーションできた人のみスイーツを食べることができる。
『2nd』で大坪が水曜に来た際にも行われた。

##### 水曜日（五十嵐裕美・三上枝織）
ハッシュタグは#五十嵐三上と夜あそび
1週間のハイライト
パーソナリティの1週間を振り返るコーナー。
今夜決定! マイBEST
テーマに基づいた個人ランキングを発表しあうコーナー。
ズバリ診断! 女心クリニック
視聴者の女心にまつわる質問に回答するコーナー。回答者は白衣と聴診器を付ける。
キミが当たり!? 妄想タイム
指定されたシチュエーションで言ってもらいたいセリフを募集し、バイノーラルマイクに吹き込むコーナー。
選んでほしいの♡ときめきシミュレーション
五十嵐・三上それぞれのシチュエーションで2人がときめきそうなセリフを視聴者が恋愛シミュレーションゲームの要領で4択の中から選択。正解すればご褒美のセリフを聞くことができ親愛度が1上がるが、外れると罵倒される。親愛度が5つ貯まるとさらにご褒美がある。
おた飯テロ
いろいろな食べ合わせを実験するコーナー。
世界をおた飯テロ
通称「せかおた」。世界の料理を食べるコーナー。
みかしー画伯のセリフでお絵描き会
火曜とのシャッフル回で発覚した三上の画力。上手くなってもらうために、様々な名ゼリフを絵にしてもらうコーナー。

##### 木曜日（浪川大輔・谷山紀章）
ハッシュタグは#浪川谷山と夜あそび
「立ち話が打ち合わせ」と称し、ほとんど段取りなくトークを進めていた。
浪川大輔のルビなしニュース
漢字に弱い浪川大輔がニュース読みに挑戦。漢字に弱い、あまり漢字を知らないという無知と女王様の鞭をかけているコーナー。言い間違えると浪川ならびにパーソナリティらが連帯責任としてSMの女王様にムチ打ちされる。
声優の知らない世界
世の中のあまり知られていない業界からゲストを呼び、トークで深掘りしていくコーナー。

##### 金曜日（関智一・佐藤拓也（前半）、木村昴（後半））
ハッシュタグは#関佐藤と夜あそび(前半)→#関木村と夜あそび(後半)
緊縛の世界
緊縛好きの関智一が、亀甲縛りなど緊縛をマスターしていくコーナー。第2回以降はプロ緊縛師・Hajime Kinokoがゲスト教示役。関の趣味の一つとして第1回で行ったものが事実上のコーナー化した。
即興アテレコ
声の入ってない映像にアドリブで声を充てるコーナー。

#### 2nd season

##### 月曜日（安元洋貴・江口拓也）
ハッシュタグは#安元江口と夜あそび
Twitterで急募! イケボでささやいて!→味深ワード
Twitterでセリフや言ってほしいワードを募集し、ダミーヘッドマイクを使って読んでいくコーナー。稀にキワドいワードが入ることも。
視聴者の心を読め！ 夜あそびダービー
視聴者に4択のアンケートを出題。MCには順位を予想してもらいコインを賭ける。最初持ちコイン20枚からスタート。的中すれば賭けたコインの2倍もらえるが、外れれば賭けたコインは没収。コインが無くなった場合借金できるが、その代わり次回の弁当のグレードが下がる。
持ちチップが多い方が勝利となり、iTunesカード5000円分プレゼント。
初期の頃は、1位2点張りでどちらか的中で2倍・1位1点張りで的中で4倍・1位と2位を予想し、両方的中の場合10倍・1位～4位全て的中で20倍。
世界のことわざあるなしクイズ
12個のことわざのうち、4つあるウソのことわざを当てる。当初はスタッフがウソのことわざを考えていたが、途中から視聴者投稿に切り替えた。
江口拓也育成計画
江口拓也がものを知らないことでお馴染みになったため、テストをする企画。答えが恐ろしい。
そして母になる
さち子を使って母親の大変さを知り、母になる企画。

##### 火曜日（金田朋子・木村昴）
ハッシュタグは#金田木村と夜あそび
※オープニングフードとスバル祭りは2020年5月3日の繋の90分拡大生放送で復活している。
オープニングフード
毎週様々な食べ物が登場し食べながらフリートークを行う。
お助けカード
リスナーや木村を助けるカード。種類は、ポポちゃん（森渉）テレフォン、金朋天国、休憩、ピンマイクオフ、ペロペロキャンディーがある。お助けの必要が無くなったのかほとんど使われなくなったが、ポポちゃんテレフォンは頻繁に使われていた。
22時“38”分“6”秒にスバル祭り！
番組をTwitterでトレンド入りさせるコーナー。MC2人が手を繋ぎ「スバル」と叫ぶ。ちなみに、3=ス、8=バ、6=ル。第9回放送から「スバルプチ情報」と題し「386」や「スバル」に関する情報を紹介している。
官能小説朗読会
ダミヘに向かって官能小説を読むコーナー。
スイッチングに合わせろ！ ザ・カメラ目線
木村の特技からあそびに昇格したコーナー。スタジオ内にある7つのカメラがランダムに切り替わる。そこで、挑戦者はモニターを見てカメラに目線を向けるというもの。

##### 水曜日（下野紘・内田真礼）
ハッシュタグは#下野内田と夜あそび
目指せ美ボディ! シモザップ
筋トレの鬼・下野が内田真礼を年内にナイスボディーに鍛え上げるコーナー。なお、トレーニング内容についてはあくまで自己流で下野自身が行っている内容である。
まあやのワクワク♥プチドッキリ
毎週生放送のどこかのタイミングで行うプチドッキリコーナー。内田が下野に対してドッキリを行い最後に「テッテレー」と書かれた看板でネタバラシを行うゆるい企画となっている。回を重ねるごとにドッキリの質が悪くなっていっており、第12回で内田が体調不良で休んだことを皮切りに、それ以降は行われなくなった。
ダミヘで癒しボイス、囁きます／ダミヘで癒しアンサー
癒しの曜日、水曜日の癒しコンビと言われる下野と内田がダミヘに囁くコーナー。癒しボイスでは事前に投稿されたセリフを、癒しアンサーでは生放送中に投稿されたシチュエーションに沿ったセリフを考えて囁く（『2020』火曜日でもダミヘヒーリングとしてブラッシュアップされた上で放送されている）。
サンプラー朗読会
BGMに合わせた読み方で朗読するコーナー。BGMはスタッフの自由なタイミングで切り替わる。
教えて！ 人生○○ベスト3！
いろいろなテーマのベスト3を発表するコーナー。
タレントプロフィールを充実させよう
事務所ホームページに掲載されている公式プロフィールで、下野は「資格」、内田は「特技」の欄が空欄であることから、ここを埋めることを目標とするコーナー。実際に下野はこのコーナーで日本ラーメン検定（初級）に合格し「ラーメニスト」となった。

##### 木曜日（浪川大輔・マンスリーMC（前半）、谷山紀章（後半））
ハッシュタグは#浪川○○(マンスリーMC)と夜あそび(前半)→#浪川谷山と夜あそび(後半)
前半はマンスリーMCに合わせた企画を行っていた。
浪川大輔・マンスリーMC
俺の! 円グラフ
「今の俺」を構成している要素を円グラフで表現し掘り下げるコーナー。ゲスト登場回には、ゲストにも書いてもらいトークしていく。
SNSパトロール（4月）
声優のSNSでの発言をチェックし乱れた投稿を取り締まる企画。実際の投稿内容を画面に出して判断している。
スナックつばさ→フィリピンパブTSUBASA→割烹 よなが→ホストクラブ Wing（5月）
代永が視聴者の悩みに女性目線で答えるコーナー。
『2021』でも木曜に代永がゲスト出演した際に「スナックつばさ」が行われた。
ウィングの男を上げろ！（5月）
代永の男らしさを上げるコーナー。
高級食材チャレンジ（5月）
番組のTwitterトレンド入りを目指すコーナー。トレンド入りすれば高級食材を食べることができる。
大人の嗜み教えてやるぜ！（6月）
岩田が浪川に大人の嗜みを教えるコーナー。
相性診断！ エピソード☆ビンゴ（7月）
浪川と吉野が回答を一致させてビンゴを完成させるコーナー。後に谷山復帰回・『2nd』最終回でも行われた。
あなたが選ぶ！ 夜あそび劇場！（8月・9月）
MCが様々なシチュエーションをダミヘに向かって演じるコーナー。途中、視聴者にセリフの3択アンケートを出題。MCは1位を予想し、予想が的中すればそのセリフをMCに読んでもらうことができるが、外れれば番組ADが読む。
『2020』でも1度行われた。
夜だから… キモチいい～ことしよう♡（9月）
視聴者から気持ちいい瞬間を募集するコーナー。コーナー後半では気持ちいいグッズを紹介。
浪川大輔・谷山紀章
正しい名前覚えましょ！
聞き馴染みのない名前からどんな物なのかを当てるコーナー。
正しく並べられるかな？
物事の順番を正しく並べ替えるコーナー。

##### 金曜日（関智一・大河元気）
ハッシュタグは#関大河と夜あそび
夜あそびヒーローショー企画会議
夜あそびオリジナルのヒーロー物のショーを実現させるための企画会議コーナー。主に関のコネをフル活用して脚本や衣装等本格的なものを作り上げ、12月にGロッソで行う予定で進められた結果、12月13日に公開生収録の形で本番が行われ、他曜日のMCも出演した。

#### 2020

##### 全曜日
みんなで繋がる！アテレコネクト
声優と夜あそび繋が提案したコーナー。声優が口パクする動画に別の声優が声を当てた動画を作る。MC陣、ゲストによるリレー形式であり、2020年4月23日の繋〜4月30日の繋まで毎回実施（順番は金田→木村→関→森久保→八代拓《ゲスト》→仲村→安元→松岡禎丞《内田の代理MC》→下野→小松→上坂→石川→浪川→金田。
ハロウィンコスプレ視聴者投票！
2020年10月12日週に行われた企画。10月26日週の「声優と夜あそびハロウィンウィーク」でMC2人のコスプレを視聴者投票で決める。コスプレの候補はMC2人の話し合いから選ばれる。モニターにスタッフが考えたコスプレの例が表示されるがMC自身で考えてもよい。その際、月曜MCの悪乗りで水曜のコスプレの例に「マーキュリーVSマーキュリー」が加えられたが上坂が「安元さん！ 火曜日に言ってよ！」と拒否した。その結果、月曜は「フレディVSフレディ」（安元がフレディー・クルーガー、仲村がフレディー・マーキュリー）、火曜は「魔女（内田）＆ドラキュラ（下野）」、水曜は「新郎（小松）新婦（上坂）」、木曜は「地雷メイクゴスロリ」（ゲストの山寺宏一も披露した）、金曜は「侍（関・森久保）＆落ち武者（相羽あいな《10月30日のゲスト》）」となった。
曜日オリジナルグッズをつくろう
2020年10月26日週に行われた企画。『2nd』でも販売したオリジナルグッズを、今シーズンも作成することとなった。既に販売されている、水曜の「破壊の水曜日Tシャツ」と同様に、各曜日のオリジナルグッズを作成するもの。各曜日のグッズは、月曜は「ぶんぶんチョッパー」、火曜は「癒しクッション」、木曜は「帽子」、金曜は「眼鏡ケース」に決定した。また、繋は9月29日週にて「エコバッグ」、水曜は12月2日にてオリジナルグッズ第2弾となる「パーカー」の作成が決定した。
夜あそびMCが挑戦！だーさんクイズ
12月21日週の夜あそびクリスマスウィークで行われた帯企画。繋MCの木村が考えたそれぞれの曜日に関する質問（というより大喜利に近い）に金田が何と答えたか3択の中から選ぶ。正解すると＃金田木村と夜あそびをつけてツイートした視聴者の中から3名に夜あそび曜日オリジナルグッズがプレゼントされるが、不正解だとプレゼントはなし。正解発表は繋のOAで行われるが、繋はOA1週間前に収録してるため視聴者は問題作成の様子を見ながら正解を知ることになる。結果は金曜のみ不正解。

##### 月曜日（安元洋貴・仲村宗悟）
通称「なんとかなる月曜日」、「普通の月曜日」、「実験の月曜日」。
ハッシュタグは#安元仲村と夜あそび
オレのこと分かって！
安元&仲村がお互いのことより理解するため過去のTwitter投稿を穴埋め問題で出題。
夜あそび的ボーダーライン
ABEMAのアンケート機能でYES・NO2択の問題を出題。設定された数値よりYESの％の数値が高いか低いかをMCが予想する。当初は3問連続正解で1ポイント獲得、3問連続不正解でポイント没収だったが、なかなか3問連続正解できずにいたため2問連続正解で1ポイント獲得、2問連続不正解でポイント没収に変更され、8月3日の放送から－1ポイントに変更された。10ポイント獲得で声優と夜あそび史上最も豪華なロケを行う予定。11月2日に10ポイントを達成、3月18日に木曜MCと合同でご褒美ロケを行った。
大公開❤︎オレのソロプレイ→大公開❤俺のリモ飯
MC2人の巣ごもり生活のお供を紹介する。コーナー初回で視聴者から料理のリクエストが多かったため、翌週からテーマに合わせた料理を作って紹介するコーナーに変わった。安元がスタジオに来られるようになってからは、しばらくコーナーに関係なく仲村に料理を作っていた。
ボキャブライブラリー
声優として大切なボキャブラリーを増やすために新しい反対語を考える。
安仲めし→安仲ぶんぶんめし
仲村が安元に簡単にできる料理をふるまう企画。時間は大体15分と設定されているが毎回大幅に超える。仲村の料理の仕方がかなり面白いため安元はかなり酒が進んでしまう。回を重ねるごとに仲村の腕が上がっている。安元曰く、繋MCの2人が何かやらかしたため、スタジオを使っての料理ができなくなってしまったが、月曜オリジナルグッズのブンブンチョッパーが出来てからは両者がブンブンチョッパーを使って簡単にできるディップやご飯のお供などを作っている。
視聴者投稿！夜あそび大喜利
事前に出されたお題に対して視聴者が回答する。
仲村宗悟のワンモア！
仲村がオリジナルの個性を身に付けるあそび。
Re:味深
『2nd』で行われていた味深ワードをブラッシュアップした企画。視聴者から送られてきた味わい深いワードで安元と仲村が対決するあそび。
ちょい足ししりとり
しりとりに少しルールを加えてあそぶ。しりとりカードバトルをすることが多い。
爆誕！ NEO3大○○
あるテーマの「3大○○」を独断と偏見で勝手に決めるコーナー。
❝MDC❞運命の選択！～Monday Destiny Choice~
ABEMAのアンケート機能を用いて、2択のうち、どちらが多いかを予想するあそび。間違えると神の怒りとして顔面に強風を受けさせられる。

##### 火曜日（下野紘・内田真礼）
通称「癒しの火曜日」
ハッシュタグは#下野内田と夜あそび
ゲスト出演時には人気番組のOPのパロディで始まることが多い。
日頃の悩みを解決⁉︎クイズ！ 正解は視聴者投票
日常でどのように振る舞えばいいのか分からない悩みをどう解決するかクイズで出題する。
ダミヘヒーリング
『2nd』で行っていた「ダミヘで癒しボイス囁きます」をブラッシュアップしたもの。癒しの曜日、火曜日の癒しコンビ言われる下野と内田がダミヘに囁くコーナー。テーマに合わせて事前に投稿されたセリフを言う。
通常回では毎回行われるが、ゲスト回では行われないことが多い。
日陰なアイツに光をあてよう！
見かけるけどあまり注目しない看板やキャラクターたち（工事中の看板、駆け込み乗車はおやめくださいなど）。そんな日陰者たちに「声という命」を吹き込み光をあてようというあそび。だが、声をあてた後、なぜか昇天したかのような演出がなされる。
『2020』開始当初から存在していたが、スタジオで放送できるまで行われず、このコーナー自体が日陰者となっており、視聴者から5通しか応募されていなかったが、何度か行われるうちにだんだんと増えてきた。
もしものサブカルトーク
アニメ・ゲームを対象に「もしも○○なら？」についてトークするコーナー。
声優七変化
『2nd』の「サンプラー朗読会」をブラッシュアップしたもの。童謡の歌詞や昔話等を様々なキャラクターの声で朗読するあそび。画面には演じるキャラクターのイラストが表示される。キャラクターイラストは視聴者から募集する。
きょうのジャムおじ
美味しいパン屋を紹介するミニコーナー。アニメ告知の前に行われる。

##### 水曜日（小松未可子・上坂すみれ）
通称「破壊の水曜日」。『2020』開始当初は冒頭で何かしらの物を破壊してから始まっていた。
製作費がない場合は会議室から放送され、テロップも手書きとなる。
ハッシュタグは#小松上坂と夜あそび
そろえろ！以心変身！
6つの変装アイテムの中からお互いに心を合わせて同じ物を選べば成功。但し3回揃うまで終われない。
的な主題歌、唄ってみた。
架空の作品タイトルのカラオケ音源にアドリブでそれっぽい歌詞をつけて唄う。ちなみに第19回の石原夏織ゲスト回では翌週に誕生日を迎える小松へ、また、第24回では上坂へ贈る「的なバースデーソング、唄ってみた。」に変更され、第19回では上坂と石原が小松へ、第24回では小松が上坂へ唄った。
お悩み解決⁉︎Sみぺ様とお呼びっ！
視聴者のお悩みを上坂が解決する。
こま～つみかこゲーム
オープニング映像の「こま～つみかこ」のリズムに合わせて6文字の言葉を交互に言っていくゲーム。NGジャンルの言葉の場合、必ず「こま～つみかこ」と言わなければならない。失敗した時は罰ゲームとして「こま～つ菜ジュース」を飲まなければならず、最初からやり直しとなる。8月26日には新たに「こま～つ菜アイスの実」が登場した。1月27日には「こま～つ菜べ」が登場したが、普通においしい鍋になってしまった。20回連続で言えたら成功となる。小松の代理MCが6文字だった場合はその代理MCの名前で行われる（小原好美が該当）。その際、代理MCは3回まで失敗が許される。
水曜日のダウンダウン
ABEMAのアンケート機能を用いて、お題に関してYES,NOで答えられる質問を視聴者に問いかけ、YESの割合を3回連続で下げることが出来れば成功。ご褒美（ビール券）を獲得できるというあそび。
アパレルファクトリー M&S
破壊の水曜日オリジナルグッズをつくるあそび。話し合いでTシャツを製作することになり、製作されたTシャツは8月12日から着用している。8月26日から販売が開始された。12月2日から第2弾としてパーカーを製作することになった。
“答え”はダミヘで！ 声優算
視聴者からTwitterで募集した様々なシチュエーションと感情を掛け合わせて2人なりの答えを導き出すあそび。初回で小松が「バスガイド×妖艶」というお題に挑戦して以降、小松のトラウマとなった。
順位を破壊！ 再生ランキング
既に発表済みのランキングを破壊し、2人独自の観点で新しくランキングを作るあそび。
そん時ナニしてた? 年齢ピンポイントーク！
ピンポン球に書かれた数字(年齢)の時の話を即興トーク（年齢は実年齢より上の数字も書かれており、その場合は予想してトークする）。
今夜のサケ〜ノサカナは? せんべろおつまみを交換！
番組から支給された1000円で“相手が好きそうなおつまみ”を買ってきて交換する。なお、ハロウィン回ではハロウィンにちなんでお菓子交換となり、お酒に合うお菓子に変更された。
クイズ！ 答えた瞬間大正解
ゲスト回に行われる質問コーナー。MC2人がゲストに関する質問をし、ゲストはその質問に対し素直に答えてもらう。

##### 木曜日（浪川大輔・石川界人）
通称ではないがよく「クレームの木曜日」と言われることが多い。
ハッシュタグは#浪川石川と夜あそび
『2020』開始当初はコーナーを大量に用意しているが大半は行われずに終わっていた。
オープニングトークでは浪川、石川のどちらかがとあるワードに関する話をしはじめ、それに相方が知ったかぶりをするのが定番となっている。
かいとの果たし状→スタッフからの果たし状“これできんのか！”
先輩である浪川に後輩の石川が挑戦する真剣な対決コーナーだったが、途中から2人で協力してスタッフからのお題に挑戦して、成功すれば果たし状ポイントを獲得できるあそびに変更。100ポイント溜まると（そこそこ）なんでもしてくれる権利を獲得できる。2月18日に100ポイントを達成、3月18日に月曜MCと合同でご褒美ロケを行った。
世代ギャップ!? トーク
『声優と夜あそび』イチの歳の差コンビの浪川石川がお題を元にトークをし、ギャップを楽しむあそび。
声優の本気が見たい！ これ言えんのかチャレンジ！
ダミヘを使い、浪川石川がひとつのワードをお題に沿って様々な感情で読み上げるチャレンジ。1問クリアするごとに果たし状ポイント1ポイントを獲得できる。判定は全てスタッフが行う。（例）《ワード》"おいしい"《お題》ほんとはあまり美味しくないけれど気を遣って言う時の"おいしい" など。
クイズ浪川大輔
「浪川大輔」のところが「浪○大輔」「浪川犬輔」や「浪川大輪」などと変わることがあり、毎回企画にはあるが最後まで行われなかった。

##### 金曜日（関智一・森久保祥太郎）
通称「極める金曜日」
ハッシュタグは#関森久保と夜あそび
森久保は来られないことが多くなる予定であったが、新型コロナの影響で当分来られるようになった。
ゲストが出演した際はゲストにMCをさせることが多い。
全裸森久　今日のカラダはこれだ！
視聴者から送られた体の写真に森久保の顔を当てはめるあそび。
聴きたてホヤホヤ　今どきソングカラオケ！
課題曲を当日に聞かされ、聴きたてホヤホヤの状態で若者が歌うような今どきソングを関と森久保が歌うあそび。
新感覚カラオケ！ 全力なんとなくソング！ → 視聴者投稿！ 全力なんとなくソング！
「聴きたてホヤホヤ 今どきソングカラオケ！」から生まれたあそび。MC2人が知らない曲をなんとなく全力で歌うあそび。8月28日はカラオケベスト50の中から選ぶ方式で行われた。
ブン投げ！10ミニッツトーク
1週間のトピックをいくつか取り上げ10分間トークをするコーナー。ゲストがいる場合はゲストに関するトピックを取り上げる。

##### 繋（金田朋子・木村昴）
ハッシュタグは#金田木村と夜あそび
| 放送日                              | コネクトテーマ                                                         | コネクトテーマ                                                         | コネクトテーマ                                                         | コネクトテーマ                                                         | コネクトテーマ                                                         |
| 放送日                              | 月曜日                                                                 | 火曜日                                                                 | 水曜日                                                                 | 木曜日                                                                 | 金曜日                                                                 |
| ----------------------------------- | ---------------------------------------------------------------------- | ---------------------------------------------------------------------- | ---------------------------------------------------------------------- | ---------------------------------------------------------------------- | ---------------------------------------------------------------------- |
| 2020年4月20日 - 24日(特別編#1 - #5) | （なし）                                                               | （なし）                                                               | （なし）                                                               | （なし）                                                               | （なし）                                                               |
| 4月27日 - 5月1日(特別編#6 - #10)    | アテレコネクト                                                         | アテレコネクト                                                         | アテレコネクト                                                         | アテレコネクト                                                         | アテレコネクト                                                         |
| 5月4日 - 8日(特別編#11 - #15)       | 明るい未来に繋がりたい                                                 | 明るい未来に繋がりたい                                                 | 明るい未来に繋がりたい                                                 | 明るい未来に繋がりたい                                                 | 明るい未来に繋がりたい                                                 |
| 5月11日 - 15日(特別編#16 - #20)     | 学生さんと繋がりたい                                                   | 学生さんと繋がりたい                                                   | 学生さんと繋がりたい                                                   | 学生さんと繋がりたい                                                   | 学生さんと繋がりたい                                                   |
| 5月18日 - 22日(特別編#21 - #25)     | 2人の過去に繋がりたい                                                  | 2人の過去に繋がりたい                                                  | 2人の過去に繋がりたい                                                  | 2人の過去に繋がりたい                                                  | 2人の過去に繋がりたい                                                  |
| 5月25日 - 29日(特別編#26 - #30)     | おそと時間に繋がりたい                                                 | おそと時間に繋がりたい                                                 | おそと時間に繋がりたい                                                 | おそと時間に繋がりたい                                                 | おそと時間に繋がりたい                                                 |
| 6月1日 - 6月5日(特別編#31 - #35)    | おそと時間に繋がりたい～ストレッチ編～                                 | おそと時間に繋がりたい～ストレッチ編～                                 | おそと時間に繋がりたい～ストレッチ編～                                 | おそと時間に繋がりたい～ストレッチ編～                                 | おそと時間に繋がりたい～ストレッチ編～                                 |
| 6月8日 - 12日(#1 - #5)              | CMに繋がりたい                                                         | CMに繋がりたい                                                         | CMに繋がりたい                                                         | CMに繋がりたい                                                         | CMに繋がりたい                                                         |
| 6月15日 - 19日(#6 - #10)            | 10万フォロワーと繋がりたい                                             | 10万フォロワーと繋がりたい                                             | 10万フォロワーと繋がりたい                                             | 10万フォロワーと繋がりたい                                             | 10万フォロワーと繋がりたい                                             |
| 6月22日 - 26日(#11 - #15)           | 繋のつなぎと繋がろう！                                                 | 繋のつなぎと繋がろう！                                                 | 繋のつなぎと繋がろう！                                                 | 繋のつなぎと繋がろう！                                                 | 繋のつなぎと繋がろう！                                                 |
| 6月29日 - 7月3日(#16 - #20)         | 繋のつなぎと繋がろう！2                                                | 繋のつなぎと繋がろう！2                                                | 繋のつなぎと繋がろう！2                                                | 繋のつなぎと繋がろう！2                                                | 繋のつなぎと繋がろう！2                                                |
| 7月6日 - 10日(#21 - #25)            | 「声優史に残る」と繋がろう！                                           | 「声優史に残る」と繋がろう！                                           | 「声優史に残る」と繋がろう！                                           | 「声優史に残る」と繋がろう！                                           | 「声優史に残る」と繋がろう！                                           |
| 7月13日 - 17日                      | （休止週）                                                             | （休止週）                                                             | （休止週）                                                             | （休止週）                                                             | （休止週）                                                             |
| 7月20日 - 24日(#26 - #30)           | 声優とYOASOBI繋！                                                      | 声優とYOASOBI繋！                                                      | アートで12人と繋がろう！                                               | アートで12人と繋がろう！                                               | アートで12人と繋がろう！                                               |
| 7月27日 - 31日(#31 - #35)           | 日本の未来と繋がろう！                                                 | 日本の未来と繋がろう！                                                 | 日本の未来と繋がろう！                                                 | 日本の未来と繋がろう！                                                 | 日本の未来と繋がろう！                                                 |
| 8月3日 - 7日(#36 - #40)             | 曜日対抗！対抗！夜あそび選手権                                         | 曜日対抗！対抗！夜あそび選手権                                         | 曜日対抗！対抗！夜あそび選手権                                         | 曜日対抗！対抗！夜あそび選手権                                         | 曜日対抗！対抗！夜あそび選手権                                         |
| 8月10日 - 14日(#41 - #45)           | ソニー損保と繋がろう！                                                 | ソニー損保と繋がろう！                                                 | ソニー損保と繋がろう！                                                 | ソニー損保と繋がろう！                                                 | ソニー損保と繋がろう！                                                 |
| 8月17日 - 21日(#46 - #50)           | 超絶面白いトークで繋がろう！                                           | 超絶面白いトークで繋がろう！                                           | 超絶面白いトークで繋がろう！                                           | 超絶面白いトークで繋がろう！                                           | 超絶面白いトークで繋がろう！                                           |
| 8月24日 - 28日(#51 - #55)           | 「長く愛される」と繋がろう！                                           | 「長く愛される」と繋がろう！                                           | 実況パワフルプロ野球と繋がろう！                                       | 実況パワフルプロ野球と繋がろう！                                       | 実況パワフルプロ野球と繋がろう！                                       |
| 8月31日 - 9月4日(#56 - #60)         | 実況パワフルプロ野球と繋がろう！                                       | 実況パワフルプロ野球と繋がろう！                                       | 386分テレビ(仮)と繋がろう！                                            | 386分テレビ(仮)と繋がろう！                                            | 386分テレビ(仮)と繋がろう！                                            |
| 9月7日 - 11日(#61 - #65)            | 離れたトコから繋がろう！                                               | 離れたトコから繋がろう！                                               | 離れたトコから繋がろう！                                               | 離れたトコから繋がろう！                                               | 離れたトコから繋がろう！                                               |
| 9月14日 - 18日                      | （休止週）                                                             | （休止週）                                                             | （休止週）                                                             | （休止週）                                                             | （休止週）                                                             |
| 9月21日 - 25日(#66 - #70)           | うんコネクト～うんこと繋がろう～                                       | うんコネクト～うんこと繋がろう～                                       | うんコネクト～うんこと繋がろう～                                       | うんコネクト～うんこと繋がろう～                                       | うんコネクト～うんこと繋がろう～                                       |
| 9月28日 - 10月2日(#71 - #75)        | グッズでみんなと繋がろう！                                             | グッズでみんなと繋がろう！                                             | グッズでみんなと繋がろう！                                             | グッズでみんなと繋がろう！                                             | グッズでみんなと繋がろう！                                             |
| 10月5日 - 9日(#76 - #80)            | 涙と繋がろう！                                                         | 涙と繋がろう！                                                         | 涙と繋がろう！                                                         | 涙と繋がろう！                                                         | 涙と繋がろう！                                                         |
| 10月12日 - 16日(#81 - #85)          | 熟睡と繋がろう！(#81)→昴の寝顔と繋がろう！(#82～#85)                   | 熟睡と繋がろう！(#81)→昴の寝顔と繋がろう！(#82～#85)                   | 熟睡と繋がろう！(#81)→昴の寝顔と繋がろう！(#82～#85)                   | 熟睡と繋がろう！(#81)→昴の寝顔と繋がろう！(#82～#85)                   | 熟睡と繋がろう！(#81)→昴の寝顔と繋がろう！(#82～#85)                   |
| 10月19日 - 23日                     | （休止週）                                                             | （休止週）                                                             | （休止週）                                                             | （休止週）                                                             | （休止週）                                                             |
| 10月26日 - 30日(#86 - #90)          | 資生堂と繋がろう！                                                     | 資生堂と繋がろう！                                                     | 資生堂と繋がろう！                                                     | 資生堂と繋がろう！                                                     | 資生堂と繋がろう！                                                     |
| 11月2日 - 6日(#91 - #95)            | 未来のヒットマンガと繋がろう！                                         | 未来のヒットマンガと繋がろう！                                         | 未来のヒットマンガと繋がろう！                                         | 未来のヒットマンガと繋がろう！                                         | 未来のヒットマンガと繋がろう！                                         |
| 11月9日 - 13日(#96 - #100)          | バズる動画と繋がろう！                                                 | バズる動画と繋がろう！                                                 | バズる動画と繋がろう！                                                 | バズる動画と繋がろう！                                                 | バズる動画と繋がろう！                                                 |
| 11月16日 - 20日(#101 - #105)        | 時事問題と繋がろう！                                                   | 時事問題と繋がろう！                                                   | 時事問題と繋がろう！                                                   | 時事問題と繋がろう！                                                   | 時事問題と繋がろう！                                                   |
| 11月23日 - 27日                     | （休止週）                                                             | （休止週）                                                             | （休止週）                                                             | （休止週）                                                             | （休止週）                                                             |
| 11月30日 - 12月4日(#106 - #110)     | 新感覚フードと繋がろう！～生クリーム編～                               | 新感覚フードと繋がろう！～生クリーム編～                               | 新感覚フードと繋がろう！～生クリーム編～                               | 新感覚フードと繋がろう！～生クリーム編～                               | 新感覚フードと繋がろう！～生クリーム編～                               |
| 12月7日 - 11日(#111 - #115)         | ハピネスで繋がろう！                                                   | ハピネスで繋がろう！                                                   | ハピネスで繋がろう！                                                   | ハピネスで繋がろう！                                                   | ハピネスで繋がろう！                                                   |
| 12月14日 - 18日(#116 - #120)        | 丼-1グランプリ2020                                                     | 丼-1グランプリ2020                                                     | 丼-1グランプリ2020                                                     | 丼-1グランプリ2020                                                     | 丼-1グランプリ2020                                                     |
| 12月21日 - 25日(#121 - #125)        | クリスマスプレゼントで繋がろう！～夜あそびMCが挑戦！だーさんクイズ！～ | クリスマスプレゼントで繋がろう！～夜あそびMCが挑戦！だーさんクイズ！～ | クリスマスプレゼントで繋がろう！～夜あそびMCが挑戦！だーさんクイズ！～ | クリスマスプレゼントで繋がろう！～夜あそびMCが挑戦！だーさんクイズ！～ | クリスマスプレゼントで繋がろう！～夜あそびMCが挑戦！だーさんクイズ！～ |
| 12月28日 - 1月1日                   | （休止週）                                                             | （休止週）                                                             | （休止週）                                                             | （休止週）                                                             | （休止週）                                                             |
| 2021年1月4日 - 8日                  | （休止週）                                                             | （休止週）                                                             | （休止週）                                                             | （休止週）                                                             | （休止週）                                                             |
| 1月11日 - 15日(#126 - #130)         | 明るい2021年に繋がりたい！                                             | 明るい2021年に繋がりたい！                                             | 明るい2021年に繋がりたい！                                             | 明るい2021年に繋がりたい！                                             | 明るい2021年に繋がりたい！                                             |
| 1月18日 - 22日(#131 - #135)         | 痩せたっぽいカラダと繋がろう！                                         | 痩せたっぽいカラダと繋がろう！                                         | 痩せたっぽいカラダと繋がろう！                                         | 痩せたっぽいカラダと繋がろう！                                         | 痩せたっぽいカラダと繋がろう！                                         |
| 1月25日 - 29日(#136 - #140)         | 風と繋がろう！                                                         | 風と繋がろう！                                                         | 風と繋がろう！                                                         | 風と繋がろう！                                                         | 風と繋がろう！                                                         |
| 2月1日 - 5日(#141 - #145)           | マンガ愛と繋がろう！                                                   | マンガ愛と繋がろう！                                                   | マンガ愛と繋がろう！                                                   | マンガ愛と繋がろう！                                                   | マンガ愛と繋がろう！                                                   |
| 2月8日 - 12日                       | （休止週）                                                             | （休止週）                                                             | （休止週）                                                             | （休止週）                                                             | （休止週）                                                             |
| 2月15日 - 19日(#146 - #150)         | 揚げ物と繋がろう！揚げ物-1グランプリ2021                               | 揚げ物と繋がろう！揚げ物-1グランプリ2021                               | 揚げ物と繋がろう！揚げ物-1グランプリ2021                               | 揚げ物と繋がろう！揚げ物-1グランプリ2021                               | 揚げ物と繋がろう！揚げ物-1グランプリ2021                               |
| 2月22日 - 26日(#151 - #155)         | ホントのだーさんと繋がろう！                                           | ホントのだーさんと繋がろう！                                           | ホントのだーさんと繋がろう！                                           | ホントのだーさんと繋がろう！                                           | ホントのだーさんと繋がろう！                                           |
| 3月1日 - 5日(#156 - #160)           | 昴の“理想の彼女”と繋がろう！                                           | 昴の“理想の彼女”と繋がろう！                                           | 昴の“理想の彼女”と繋がろう！                                           | 昴の“理想の彼女”と繋がろう！                                           | 昴の“理想の彼女”と繋がろう！                                           |
| 3月8日 - 12日(#161 - #165)          | あんこと繋がろう！あんこ-1グランプリ2021                               | あんこと繋がろう！あんこ-1グランプリ2021                               | あんこと繋がろう！あんこ-1グランプリ2021                               | あんこと繋がろう！あんこ-1グランプリ2021                               | あんこと繋がろう！あんこ-1グランプリ2021                               |
| 3月15日 - 19日(#166 - #170)         | じゃんけんと繋がろう！                                                 | じゃんけんと繋がろう！                                                 | じゃんけんと繋がろう！                                                 | じゃんけんと繋がろう！                                                 | じゃんけんと繋がろう！                                                 |
| 3月22日 - 26日(#171 - #175)         | 今シーズン繋がってきたモノと繋がろう！                                 | 今シーズン繋がってきたモノと繋がろう！                                 | 今シーズン繋がってきたモノと繋がろう！                                 | 今シーズン繋がってきたモノと繋がろう！                                 | 今シーズン繋がってきたモノと繋がろう！                                 |

#### 2021

##### 月曜日（安元洋貴・前野智昭）
通称「安定の月曜日」
ハッシュタグは#安元前野と夜あそび
夜あそびアタック9
1〜9のパネルごとの質問に2人同時に答え、答えが一致するとパネルが開き、パネルに隠された漢字を当てるとご褒美として1つ2,000円相当の缶詰が与えられる。質問の中には「アンケートアタック」として、ABEMAのアンケート機能を用いて、4択の中から視聴者が一番選びそうな選択肢を予想する物があり、当てた場合“缶”バッジが与えられ、5つ集まると最高級缶切りが与えられる。
第24回（10月11日）からリニューアル。パネルに隠された漢字のパーツから2文字の熟語を当てると高級乾物がもらえる。「アンケートアタック」を当てると“乾”バッジがもらえ、10個集まると高級フードドライヤーがもらえる。
味深ワード品評会
『2nd』から行われている「味深ワード」シリーズの新作。安元と前野が視聴者から送られてきた味わい深いワードの中から本日の金賞を選ぶ。
ワタシだけ?辞典
「これって私だけ?」ということを視聴者から募集して、安元と前野が選定委員となって採用、不採用を決める。2人が共感できれば採用となり「ワタシだけ?辞典」に掲載される。
方言ぶっこみ会話劇
安元と前野がくじで引いた方言をシチュエーションの会話の中にぶっこむあそび。
もしも声優さんで固めたら…。
会社の役職やスポーツのポジションなどを声優に例えて固めてみるあそび。
違いがわかる男になろう!
「カフェオレ」と「カフェラテ」のように、2つの似て非なる言葉の違いを説明できるのかという企画。
ああ栄冠は(2)番に輝く
世の中の様々な2番手にクイズ形式でスポットライトを当て褒めたたえる企画。

##### 火曜日（下野紘・内田真礼）
通称「癒しの火曜日」
ハッシュタグは#下野内田と夜あそび
ダミへヒーリング
『2020』から引き続き登場。癒しの曜日、火曜日の癒しコンビと言われる下野と内田がダミヘに囁くコーナー。テーマに合わせて事前に投稿されたセリフを言う。『2021』から効果音が追加された。
作者はキミだ！ 夜あそび朗読会
視聴者からショートドラマを募集し、採用されたものは下野と内田が朗読する。
妄想！ ○○プロデューストーク
もし下野内田がなにかをプロデュースするとしたらどうなるかを妄想トークする企画。

##### 水曜日（小松未可子・上坂すみれ・クォーターMC）
通称「破壊の水曜日」
ハッシュタグは#小松上坂徳井と夜あそび(4月～7月・1月～3月)／#小松上坂愛美と夜あそび(8月～12月)
ゲストが来た際には破壊的なあいさつをさせるのが恒例となっている。
コーナーが行われずフリートーク回になることが多い。
せんべろおつまみ交換!
『2020』から引き続き登場。予算1,000円以内で買ってきたおつまみを交換し合う、破壊の水曜日としては貴重な良心的なコーナー。
と～くいそらですっ！ ゲーム
『2020』の「こま～つみかこゲーム」に変わるあそび。オープニングの「と～くいそらですっ！」をリズムに合わせて様々な5文字の言葉に言い換えるあそび。失敗した場合は“と～くいそら豆ジュース”を飲まなければならない。7月28日の放送ではクリームソーダのアイスを入れてずんだ風にすることで乗り越えた。
叱ってください… Sみぺ様ぁ～
『2020』の「お悩み解決!? Sみぺ様とお呼びっ！」をリニューアル。Sみぺ様が視聴者、通称豚野郎から送られてきた叱ってほしいエピソードを聞いて叱る企画。
まんまのことをソレっぽく！ 名言みダミへ
視聴者から送られた当たり前のことをさも名言かのようにダミへで言うあそび。5月12日からは鐘1つ、鐘2つ、合格の3段階で判定していたが、7月7日には判定システムが廃止された。
3人合わせて1句詠め！ ガッチャンコ川柳
3人それぞれ上五、中七、下五を担当してお題に合う川柳をつくるあそび。
“答え”はダミヘで！ 声優算
『2020』から引き続き登場。シチュエーションと感情を掛け合わせて自分なりの答えを導き出すあそび。小松のトラウマとなってるコーナーのため、スタッフがどうにか小松にこのコーナーをやらせようとする小競り合いが発生する。
並び替えろ！ おシャッフルBEST5
様々なランキングの1位から5位を順番通りに並び替えるあそび。1位から5位まで全て正解すると“5”にちなんだご褒美がもらえる。

##### 木曜日（浪川大輔・石川界人）
通称「クレームの木曜日／コラボの木曜日」
ハッシュタグは#浪川石川と夜あそび
異業種のゲストを迎えた時のためのプレコラボ企画を中心としていた。

##### 金曜日（関智一・畠中祐）
通称「変態の金曜日」
ハッシュタグは#関畠中と夜あそび
初回は畠中に「関が前の現場で漏らしてしまい遅刻している」というドッキリを行った。
『2021』でも様々な習い事に挑戦している。
声優業界イチオシ！ 差し入れグルメ！
声優業界でよく差し入れされているグルメを紹介するコーナー。
関・畠中を笑わせろ選手権！
MC2人を笑わせる自信のある視聴者を募集。採用されるとサイン入り番組ステッカーがプレゼントされる。さらに関賞・畠中賞に選ばれると、MC2人それぞれの私物がプレゼントされる。

##### 繋（金田朋子・木村昴）
ハッシュタグは#金田木村と夜あそび
食べ物グランプリシリーズ
『2020』から引き続き登場。スタッフが選んだ8つの食材や料理をトーナメント形式で戦わせる。判定は金田・木村の独断と偏見。
言葉を繋げよう！ 妄想コネクトーク
2つの言葉を繋げて新しい言葉を作り、その言葉について妄想でトークを広げるコーナー。
| 放送日                        | コネクトテーマ                                | コネクトテーマ                                | コネクトテーマ                                | コネクトテーマ                                | コネクトテーマ                                |
| 放送日                        | 月曜日                                        | 火曜日                                        | 水曜日                                        | 木曜日                                        | 金曜日                                        |
| ----------------------------- | --------------------------------------------- | --------------------------------------------- | --------------------------------------------- | --------------------------------------------- | --------------------------------------------- |
| 2021年4月12日 - 16日(#1 - #5) | 新シーズンの「繋」と繋がろう！                | 新シーズンの「繋」と繋がろう！                | 新シーズンの「繋」と繋がろう！                | 新シーズンの「繋」と繋がろう！                | 新シーズンの「繋」と繋がろう！                |
| 4月19日 - 23日(#6 - #10)      | NG項目と繋がろう！                            | NG項目と繋がろう！                            | NG項目と繋がろう！                            | NG項目と繋がろう！                            | NG項目と繋がろう！                            |
| 4月26日 - 30日(#11 - #15)     | コネクトラベルで世界一周！五大陸と繋がろう！  | コネクトラベルで世界一周！五大陸と繋がろう！  | コネクトラベルで世界一周！五大陸と繋がろう！  | コネクトラベルで世界一周！五大陸と繋がろう！  | コネクトラベルで世界一周！五大陸と繋がろう！  |
| 5月3日 - 7日(#16 - #20)       | 言葉を繋げよう！妄想コネクトーク！            | 言葉を繋げよう！妄想コネクトーク！            | 言葉を繋げよう！妄想コネクトーク！            | 言葉を繋げよう！妄想コネクトーク！            | 言葉を繋げよう！妄想コネクトーク！            |
| 5月10日 - 14日(#21 - #25)     | LINEだけで一週間繋がろう！                    | LINEだけで一週間繋がろう！                    | LINEだけで一週間繋がろう！                    | LINEだけで一週間繋がろう！                    | LINEだけで一週間繋がろう！                    |
| 5月17日 - 21日                | （休止週）                                    | （休止週）                                    | （休止週）                                    | （休止週）                                    | （休止週）                                    |
| 5月24日 - 28日(#26 - #30)     | だーさんの五変化と繋がろう！笑-わんグランプリ | だーさんの五変化と繋がろう！笑-わんグランプリ | だーさんの五変化と繋がろう！笑-わんグランプリ | だーさんの五変化と繋がろう！笑-わんグランプリ | だーさんの五変化と繋がろう！笑-わんグランプリ |
| 5月31日 - 6月4日(#31 - #35)   | マンガ愛と繋がろう！Part2                     | マンガ愛と繋がろう！Part2                     | マンガ愛と繋がろう！Part2                     | マンガ愛と繋がろう！Part2                     | マンガ愛と繋がろう！Part2                     |
| 6月7日 - 11日(#36 - #40)      | 涙と繋がろう！Part2                           | 涙と繋がろう！Part2                           | 涙と繋がろう！Part2                           | 涙と繋がろう！Part2                           | 涙と繋がろう！Part2                           |
| 6月14日 - 18日(#41 - #45)     | しりとりを繋げよう！                          | しりとりを繋げよう！                          | しりとりを繋げよう！                          | しりとりを繋げよう！                          | しりとりを繋げよう！                          |
| 6月21日 - 25日(#46 - #50)     | ベスト3と繋がろう！                           | ベスト3と繋がろう！                           | ベスト3と繋がろう！                           | ベスト3と繋がろう！                           | ベスト3と繋がろう！                           |
| 6月28日 - 7月2日(#51 - #55)   | コネクト視聴者と繋がろう！                    | コネクト視聴者と繋がろう！                    | コネクト視聴者と繋がろう！                    | コネクト視聴者と繋がろう！                    | コネクト視聴者と繋がろう！                    |
| 7月5日 - 9日(#56 - #60)       | メイドさんと繋がろう！                        | メイドさんと繋がろう！                        | メイドさんと繋がろう！                        | メイドさんと繋がろう！                        | メイドさんと繋がろう！                        |
| 7月12日 - 16日(#61 - #65)     | コネクト視聴者と繋がろう2～秋葉原編～         | コネクト視聴者と繋がろう2～秋葉原編～         | コネクト視聴者と繋がろう2～秋葉原編～         | コネクト視聴者と繋がろう2～秋葉原編～         | コネクト視聴者と繋がろう2～秋葉原編～         |
| 7月19日 - 23日(#66 - #70)     | ボーダーラインと繋がろう！                    | ボーダーラインと繋がろう！                    | ボーダーラインと繋がろう！                    | ボーダーラインと繋がろう！                    | ボーダーラインと繋がろう！                    |
| 7月26日 - 30日(#71 - #75)     | コネクトオリジナルTシャツと繋がろう！         | コネクトオリジナルTシャツと繋がろう！         | コネクトオリジナルTシャツと繋がろう！         | コネクトオリジナルTシャツと繋がろう！         | コネクトオリジナルTシャツと繋がろう！         |
| 8月2日 - 6日(#76 - #80)       | 日本一遠いコネクト視聴者と繋がろう！          | 日本一遠いコネクト視聴者と繋がろう！          | 日本一遠いコネクト視聴者と繋がろう！          | 日本一遠いコネクト視聴者と繋がろう！          | 日本一遠いコネクト視聴者と繋がろう！          |
| 8月9日 - 13日(#81 - #85)      | 新感覚フードと繋がろう！～きゅうり編～        | 新感覚フードと繋がろう！～きゅうり編～        | 新感覚フードと繋がろう！～きゅうり編～        | 新感覚フードと繋がろう！～きゅうり編～        | 新感覚フードと繋がろう！～きゅうり編～        |
| 8月16日 - 20日(#86 - #90)     | ボーダーラインと繋がろう！Part2               | ボーダーラインと繋がろう！Part2               | ボーダーラインと繋がろう！Part2               | ボーダーラインと繋がろう！Part2               | ボーダーラインと繋がろう！Part2               |
| 8月23日 - 27日(#91 - #95)     | 言葉を繋げよう！妄想コネクトーク！Part2       | 言葉を繋げよう！妄想コネクトーク！Part2       | 言葉を繋げよう！妄想コネクトーク！Part2       | 言葉を繋げよう！妄想コネクトーク！Part2       | 言葉を繋げよう！妄想コネクトーク！Part2       |
| 8月30日 - 9月3日              | （休止週）                                    | （休止週）                                    | （休止週）                                    | （休止週）                                    | （休止週）                                    |
| 9月6日 - 10日(#96 - #100)     | 残暑見舞いで繋がろう！                        | 残暑見舞いで繋がろう！                        | 残暑見舞いで繋がろう！                        | 残暑見舞いで繋がろう！                        | 残暑見舞いで繋がろう！                        |
| 9月13日 - 17日(#101 - #105)   | カップヌードルと繋がろう！                    | カップヌードルと繋がろう！                    | カップヌードルと繋がろう！                    | カップヌードルと繋がろう！                    | カップヌードルと繋がろう！                    |
| 9月20日 - 24日(#106- #110)    | ドライブトークを繋げよう！                    | ドライブトークを繋げよう！                    | ドライブトークを繋げよう！                    | ドライブトークを繋げよう！                    | ドライブトークを繋げよう！                    |
| 9月27日 - 10月1日             | （休止週）                                    | （休止週）                                    | （休止週）                                    | （休止週）                                    | （休止週）                                    |
| 10月4日 -8日(#111 - #115)     | 秋の味覚と繋がろう！秋の味覚-1グランプリ2021  | 秋の味覚と繋がろう！秋の味覚-1グランプリ2021  | 秋の味覚と繋がろう！秋の味覚-1グランプリ2021  | 秋の味覚と繋がろう！秋の味覚-1グランプリ2021  | 秋の味覚と繋がろう！秋の味覚-1グランプリ2021  |
| 10月11日 - 15日(#116 - #120)  | 曜日対抗！夜あそび選手権の新記録と繋がろう！  | 曜日対抗！夜あそび選手権の新記録と繋がろう！  | 曜日対抗！夜あそび選手権の新記録と繋がろう！  | 曜日対抗！夜あそび選手権の新記録と繋がろう！  | 曜日対抗！夜あそび選手権の新記録と繋がろう！  |
| 10月18日 - 22日(#121 - #125)  | ポケモンカードゲームと繋がろう！              | ポケモンカードゲームと繋がろう！              | ポケモンカードゲームと繋がろう！              | ポケモンカードゲームと繋がろう！              | ポケモンカードゲームと繋がろう！              |
| 10月25日 - 29日(#126 - #130)  | 人気YouTuberと繋がろう！                      | 人気YouTuberと繋がろう！                      | 人気YouTuberと繋がろう！                      | 人気YouTuberと繋がろう！                      | 人気YouTuberと繋がろう！                      |
| 11月1日 - 5日(#131 - #135)    | 85分でだーさんが変身！明るい髪と繋がろう！    | 85分でだーさんが変身！明るい髪と繋がろう！    | 85分でだーさんが変身！明るい髪と繋がろう！    | 85分でだーさんが変身！明るい髪と繋がろう！    | 85分でだーさんが変身！明るい髪と繋がろう！    |
| 11月8日 - 12日(#136 - #140)   | 85分で堪能！神戸牛と繋がろう！                | 85分で堪能！神戸牛と繋がろう！                | 85分で堪能！神戸牛と繋がろう！                | 85分で堪能！神戸牛と繋がろう！                | 85分で堪能！神戸牛と繋がろう！                |
| 11月15日 - 19日(#141 - #145)  | 言葉を繋げよう！妄想コネクトーク！Part3       | 言葉を繋げよう！妄想コネクトーク！Part3       | 言葉を繋げよう！妄想コネクトーク！Part3       | 言葉を繋げよう！妄想コネクトーク！Part3       | 言葉を繋げよう！妄想コネクトーク！Part3       |
| 11月22日 - 26日(#146 - #150)  | うたわれるもの ロストフラグと繋がろう！       | うたわれるもの ロストフラグと繋がろう！       | うたわれるもの ロストフラグと繋がろう！       | うたわれるもの ロストフラグと繋がろう！       | うたわれるもの ロストフラグと繋がろう！       |
| 11月29日 - 12月3日            | （休止週）                                    | （休止週）                                    | （休止週）                                    | （休止週）                                    | （休止週）                                    |
| 12月6日 - 10日(#151 - #155)   | 85分施術！マッサージで繋がろう！              | 85分施術！マッサージで繋がろう！              | 85分施術！マッサージで繋がろう！              | 85分施術！マッサージで繋がろう！              | 85分施術！マッサージで繋がろう！              |
| 12月13日 - 17日(#156 - #160)  | うんコネクト～うんこと繋がろう！Part2～       | うんコネクト～うんこと繋がろう！Part2～       | うんコネクト～うんこと繋がろう！Part2～       | うんコネクト～うんこと繋がろう！Part2～       | うんコネクト～うんこと繋がろう！Part2～       |
| 12月20日 - 24日(#161 - #165)  | かわいい後輩と繋がろう！                      | かわいい後輩と繋がろう！                      | かわいい後輩と繋がろう！                      | クリスマスツリーで繋がろう！                  | クリスマスツリーで繋がろう！                  |
| 12月27日 - 31日               | （大忘年会SP）                                | （放送休止）                                  | （放送休止）                                  | （放送休止）                                  | （放送休止）                                  |
| 2022年1月3日 - 7日            | （休止週）                                    | （休止週）                                    | （休止週）                                    | （休止週）                                    | （休止週）                                    |
| 1月10日 - 14日(#166 - #170)   | おせちと繋がろう！新春おせち-1グランプリ2022  | おせちと繋がろう！新春おせち-1グランプリ2022  | おせちと繋がろう！新春おせち-1グランプリ2022  | おせちと繋がろう！新春おせち-1グランプリ2022  | おせちと繋がろう！新春おせち-1グランプリ2022  |
| 1月17日 - 21日(#171 - #175)   | 地方ロケで繋がろう！～神戸編～                | 地方ロケで繋がろう！～神戸編～                | 地方ロケで繋がろう！～神戸編～                | 地方ロケで繋がろう！～神戸編～                | 地方ロケで繋がろう！～神戸編～                |
| 1月24日 - 28日(#176 - #180)   | 地方ロケで繋がろう！～神戸編～                | 地方ロケで繋がろう！～神戸編～                | 地方ロケで繋がろう！～神戸編～                | 22万円の使い道と繋がろう！                    | 22万円の使い道と繋がろう！                    |
| 1月31日 - 2月4日(#181 - #185) | 死ぬまであと85分!?人生と繋がろう！            | 死ぬまであと85分!?人生と繋がろう！            | 死ぬまであと85分!?人生と繋がろう！            | 死ぬまであと85分!?人生と繋がろう！            | 死ぬまであと85分!?人生と繋がろう！            |
| 2月7日 - 11日(#186 - #190)    | 2022年の運勢と繋がろう！                      | 2022年の運勢と繋がろう！                      | 2022年の運勢と繋がろう！                      | 2022年の運勢と繋がろう！                      | 2022年の運勢と繋がろう！                      |
| 2月14日 - 18日                | （休止週）                                    | （休止週）                                    | （休止週）                                    | （休止週）                                    | （休止週）                                    |
| 2月21日 - 25日(#191 - #195)   | おでんと繋がろう！おでん-1グランプリ2022      | おでんと繋がろう！おでん-1グランプリ2022      | おでんと繋がろう！おでん-1グランプリ2022      | おでんと繋がろう！おでん-1グランプリ2022      | おでんと繋がろう！おでん-1グランプリ2022      |
| 2月28日 - 3月4日(#196 - #200) | 119分買い放題！22万円分の商品と繋がろう！     | 119分買い放題！22万円分の商品と繋がろう！     | 119分買い放題！22万円分の商品と繋がろう！     | 119分買い放題！22万円分の商品と繋がろう！     | 119分買い放題！22万円分の商品と繋がろう！     |
| 3月7日 - 11日(#201 - #205)    | 119分買い放題！22万円分の商品と繋がろう！     | 119分買い放題！22万円分の商品と繋がろう！     | ゲーミンクPC「GALLERIA」と繋がろう！          | ゲーミンクPC「GALLERIA」と繋がろう！          | ゲーミンクPC「GALLERIA」と繋がろう！          |
| 3月14日 - 18日(#206 - #210)   | REAL GOLDと繋がろう！                         | REAL GOLDと繋がろう！                         | REAL GOLDと繋がろう！                         | REAL GOLDと繋がろう！                         | REAL GOLDと繋がろう！                         |
| 3月21日 - 25日(#211 - #215)   | 木村昴卒業… 夜あそびの3年半と繋がろう！       | 木村昴卒業… 夜あそびの3年半と繋がろう！       | 木村昴卒業… 夜あそびの3年半と繋がろう！       | 木村昴卒業… 夜あそびの3年半と繋がろう！       | 木村昴卒業… 夜あそびの3年半と繋がろう！       |

##### WEEKEND（森久保祥太郎・仲村宗悟）
通称「アガる週末」
ハッシュタグは#森久保仲村とアガる
番組公式テーマソングを作成し、1月29日（土）に行われた「声優と夜あそびフェスティバル」で完成版が披露された。

#### 2022

##### 月曜日（安元洋貴・岡本信彦）
通称「お金の月曜日」
ハッシュタグは#安元岡本と夜あそび
もっと“もと”を知ろう！
名前に「もと」が入るMC2人に「もと」が入る言葉の漢字クイズを出題する。間違えるとかなり強めの電撃をくらう。安元は木曜・金曜への輸出を望んでおり、その後実際に金曜の初回で仲村に使われた。
格付けノブチェック
安元からの「いくらまで出せるか」「いくら出されたらやるか」というお題に岡本が答え、金銭感覚を確認する企画。ゲスト回ではゲストが答える。
クイズ！ ダミヘサウンド！
ABCのうち、ダミヘの近くで落とされたお題のものがどれかを当てる。初回では間違えた場合ビリビリボールペンの罰ゲームを受けるが、MC2人とも電流に強いタイプだったので全く効いていなかったため、次回以降間違えても特にこれといった罰はなくなった。
HOTEL味深
月曜名物の味深シリーズ。視聴者から送られてきた味わい深いワードをダミヘで囁き「本日のVIPワード」を決める。『2022』ではルームナンバーが書かれたカードから1枚選んでその裏に書かれているワードを囁く。
TKGグランプリ+
TKG（卵かけご飯）にちょい足しし、一番合う具材を勝ち残り方式で決める。
うろ覚えモンタージュ
なんとなくうろ覚えなものを絵にする企画
THE FIRST TAKE これができたら1万円
超難関なお題を一発録りで挑戦する企画。成功すれば1万円がもらえる。企画開始以来長らく成功例がなかったが、3月6日（第39回）に安元が初めて成功した。
ブラッ9ジャッ9
ABEMAのアンケート機能を用いて、YES/NOで答えられる質問を3つ行い、YESの割合の合計が99%ぴったりになったら九十九里浜でキャンプロケのご褒美がもらえる企画。エンジョイ勢の妨害があるため達成不可能と思われていたが、9月26日（第21回）に達成し、3月13日（第40回）にご褒美の九十九里浜ロケが行われた。
YOASOBIカジノ
ABEMAのアンケート機能を用いて、その結果の順番を当てるという企画。最初の持ち金は1,000ドルからスタートし、各ゲーム毎に自信度に応じて賭ける。的中で、賭け金は2倍返しとなり、ハズレの場合は没収となる。2ゲーム連続で的中すれば、一攫千金カードをゲットできる。自信があるゲームでそれを使用して、もし的中すれば、賭け金の5倍返しとなる。最終的に5ゲーム終了時点で5,000ドル達成で5,000円分の金券をプレゼント。

##### 火曜日（たかはし智秋・上坂すみれ）
通称「麗しの火曜日」
ハッシュタグは#たかはし上坂と夜あそび
ゲスト出演時には麗しい登場をさせる。
上坂は出演する舞台の都合上6月28日（第11回）から9月6日（第19回）まで休み、その間は月替わりもしくは週替わりで代理MCが登場した。
大人の女性に聞きたい！ ダミヘでSexyアンサー！
大人の女性MC2人に視聴者からの悩みをダミヘでSexyに答える。
実録！ 女声優の赤裸々トーク！
番組から出されるトークテーマを元に、女性の実態を本音で語る。
23時のご当地お・つ・ま・み♡
47都道府県のご当地おつまみを紹介するコーナー。初期は毎回23時以降に行われていたが、他の企画が盛り上がってできないことが増えたため22時台に行われることもある。次回の都道府県はダーツで決める。

##### 水曜日（森久保祥太郎・蒼井翔太）
通称「しょうもない水曜日」
ハッシュタグは#森久保蒼井と夜あそび
番組中しょうもない事が起きた際に押す「しょーもなボタン」が常に置いてある。
フリなし！ オチなし！ 実りなし！ しょーもない話
わざわざ人に話すほどでもない“しょー”もない話を視聴者から募集。初期はの頃はしょーちゃん（森久保）としょーたん（蒼井）に話してもらっていた。
しょーちゃんVSしょーたん 街頭イメージタイマン
しょうもないお題で番組スタッフが街頭インタビューを行い、どちらがよりお題のイメージに合っているかを調査。
声は封印！ 顔面シアター
声優の武器である声を封印し、お題のセリフを顔だけで表現する。
鼓膜に届け♥ お耳の妖精LR兄弟
憂鬱な気持ちの視聴者を励ますお耳の妖精LR兄弟に扮したMC2人が“ほっこり”する言葉を届ける企画。
今夜の太いアレ♥
2人の名前に共通している漢字「太」にちなんで色々な「太い」物を紹介していく。
じゃないのを答えろ！ 倉田ちゃんゲーム
番組スタッフの倉田のブレない心をモチーフにしたゲーム。お題に対し選択肢ABにない新たな選択肢をリズムよく答える。
心ノ闇ヲ開放セヨ！ 黒井翔太
蒼井翔太の心の闇を黒井翔太として降臨させ、開放させる企画。ゲストにも無茶振りの形でやらせることもある。
3位に入・れ・て♥ おまんなかランキング！
様々なランキングの3位を1,2,4,5位を参考にして当てる企画。何度解答してもよい。正解すると普通の美味しさの“おまん”じゅうがもらえる。

##### 木曜日（浪川大輔・細谷佳正）
通称「ケンカの木曜日」。よく小競り合いをしている。
ハッシュタグは#浪川細谷と夜あそび
細谷の小話
不定期で行われる、細谷が話したいことを話すコーナー。
声優の知らない世界2022
『1st』でも行われた企画。世の中にあまり知られていない業界からゲストを呼びトークで深掘りしていく。
○○について考えよう
ある言葉について2人なりに考えてみるコーナー。コーナーの最後に細谷がまとめを発表する。

##### 金曜日（関智一・仲村宗悟）
ハッシュタグは#関仲村と夜あそび
ミリオンカラオケ!
MC2人が本気でカラオケ採点で100点を目指す。達成した場合は100万円が贈られる。
第9回（6月17日）からは95点以上で賞金がもらえるルールが追加された。賞金は点数×100円。
第39回（3月10日）時点で17万8100円獲得。
てきとうルーレットーク
トークテーマが書かれたルーレットを回し、出たテーマについてトークするコーナー。

##### 繋（金田朋子・石川界人）
ハッシュタグは#金田石川と夜あそび
スタジオにはイメージカラーの黄色にちなんで週替わりで黄色い花が置かれている。
| 放送日                          | コネクトテーマ                                           | コネクトテーマ                                           | コネクトテーマ                                           | コネクトテーマ                                           | コネクトテーマ                                           |
| 放送日                          | 月曜日                                                   | 火曜日                                                   | 水曜日                                                   | 木曜日                                                   | 金曜日                                                   |
| ------------------------------- | -------------------------------------------------------- | -------------------------------------------------------- | -------------------------------------------------------- | -------------------------------------------------------- | -------------------------------------------------------- |
| 2022年4月11日 - 15日(#1 - #5)   | お見合いっぽく繋がろう！                                 | お見合いっぽく繋がろう！                                 | お見合いっぽく繋がろう！                                 | お見合いっぽく繋がろう！                                 | お見合いっぽく繋がろう！                                 |
| 4月18日 - 22日(#6 - #10)        | AD佐藤と繋がろう！                                       | AD佐藤と繋がろう！                                       | AD佐藤と繋がろう！                                       | AD佐藤と繋がろう！                                       | AD佐藤と繋がろう！                                       |
| 4月25日 - 29日(#11 - #15)       | 2人の絆と繋がろう！                                      | 2人の絆と繋がろう！                                      | 2人の絆と繋がろう！                                      | 2人の絆と繋がろう！                                      | 2人の絆と繋がろう！                                      |
| 5月2日 - 6日(#16 - #20)         | 各曜日と繋がろう！                                       | 各曜日と繋がろう！                                       | 各曜日と繋がろう！                                       | 各曜日と繋がろう！                                       | 各曜日と繋がろう！                                       |
| 5月9日 - 13日(#21 - #25)        | 黄色い企業と繋がろう！                                   | 黄色い企業と繋がろう！                                   | 黄色い企業と繋がろう！                                   | 黄色い企業と繋がろう！                                   | 黄色い企業と繋がろう！                                   |
| 5月16日 - 20日                  | （休止週）                                               | （休止週）                                               | （休止週）                                               | （休止週）                                               | （休止週）                                               |
| 5月23日 - 27日(#26 - #30)       | 黄色い食べ物と繋がろう！黄色い食べ物-1グランプリ2022     | 黄色い食べ物と繋がろう！黄色い食べ物-1グランプリ2022     | 黄色い食べ物と繋がろう！黄色い食べ物-1グランプリ2022     | 黄色い食べ物と繋がろう！黄色い食べ物-1グランプリ2022     | 黄色い食べ物と繋がろう！黄色い食べ物-1グランプリ2022     |
| 5月30日 - 6月3日(#31 - #35)     | 街ゆく人と繋がろう！                                     | 街ゆく人と繋がろう！                                     | 街ゆく人と繋がろう！                                     | 街ゆく人と繋がろう！                                     | 街ゆく人と繋がろう！                                     |
| 6月6日 - 10日(#36 - #40)        | 全身タイツで繋がろう！                                   | 全身タイツで繋がろう！                                   | 全身タイツで繋がろう！                                   | 全身タイツで繋がろう！                                   | 全身タイツで繋がろう！                                   |
| 6月13日 - 17日(#41 - #45)       | かぐや様は告らせたい-ウルトラロマンティック-と繋がろう！ | かぐや様は告らせたい-ウルトラロマンティック-と繋がろう！ | かぐや様は告らせたい-ウルトラロマンティック-と繋がろう！ | かぐや様は告らせたい-ウルトラロマンティック-と繋がろう！ | かぐや様は告らせたい-ウルトラロマンティック-と繋がろう！ |
| 6月20日 - 24日(#46 - #50)       | 石川界人の本性と繋がろう！                               | 石川界人の本性と繋がろう！                               | 石川界人の本性と繋がろう！                               | 石川界人の本性と繋がろう！                               | 石川界人の本性と繋がろう！                               |
| 6月27日 - 7月1日(#51 - #55)     | ウニのポテンシャルと繋がろう！                           | ウニのポテンシャルと繋がろう！                           | ウニのポテンシャルと繋がろう！                           | ウニのポテンシャルと繋がろう！                           | ウニのポテンシャルと繋がろう！                           |
| 7月4日 - 8日(#56 - #60)         | 賞金総額35万2000円！大賞と繋がろう！                     | 賞金総額35万2000円！大賞と繋がろう！                     | 賞金総額35万2000円！大賞と繋がろう！                     | 賞金総額35万2000円！大賞と繋がろう！                     | 賞金総額35万2000円！大賞と繋がろう！                     |
| 7月11日 - 15日                  | （休止週）                                               | （休止週）                                               | （休止週）                                               | （休止週）                                               | （休止週）                                               |
| 7月18日 - 22日(#61 - #65)       | 新記録と繋がろう！                                       | 新記録と繋がろう！                                       | 新記録と繋がろう！                                       | 新記録と繋がろう！                                       | 新記録と繋がろう！                                       |
| 7月25日 - 29日(#66 - #70)       | 100万円の使い道と繋がろう！                              | 100万円の使い道と繋がろう！                              | 100万円の使い道と繋がろう！                              | 100万円の使い道と繋がろう！                              | 100万円の使い道と繋がろう！                              |
| 8月1日 - 5日(#71 - #75)         | その場しのぎで繋がろう！                                 | その場しのぎで繋がろう！                                 | その場しのぎで繋がろう！                                 | その場しのぎで繋がろう！                                 | その場しのぎで繋がろう！                                 |
| 8月8日 - 12日(#76 - #80)        | 流しお題で繋がろう！                                     | 流しお題で繋がろう！                                     | 流しお題で繋がろう！                                     | 流しお題で繋がろう！                                     | 流しお題で繋がろう！                                     |
| 8月15日 - 19日(#81 - #85)       | 5大企画と繋がろう！                                      | 5大企画と繋がろう！                                      | 5大企画と繋がろう！                                      | 5大企画と繋がろう！                                      | 5大企画と繋がろう！                                      |
| 8月22日 - 26日                  | （休止週）                                               | （休止週）                                               | （休止週）                                               | （休止週）                                               | （休止週）                                               |
| 8月29日 - 9月2日(#86 - #90)     | 人間・金田朋子の本性と繋がろう！                         | 人間・金田朋子の本性と繋がろう！                         | 人間・金田朋子の本性と繋がろう！                         | 人間・金田朋子の本性と繋がろう！                         | 人間・金田朋子の本性と繋がろう！                         |
| 9月5日 - 9日(#91 - #95)         | あの感動をもう一度！今さらだけど28時間テレビと繋がろう！ | あの感動をもう一度！今さらだけど28時間テレビと繋がろう！ | あの感動をもう一度！今さらだけど28時間テレビと繋がろう！ | あの感動をもう一度！今さらだけど28時間テレビと繋がろう！ | あの感動をもう一度！今さらだけど28時間テレビと繋がろう！ |
| 9月12日 - 16日                  | （休止週）                                               | （休止週）                                               | （休止週）                                               | （休止週）                                               | （休止週）                                               |
| 9月19日 - 23日(#96 - #100)      | まだまだイケる！金田朋子の555km旅と繋がろう！            | まだまだイケる！金田朋子の555km旅と繋がろう！            | まだまだイケる！金田朋子の555km旅と繋がろう！            | まだまだイケる！金田朋子の555km旅と繋がろう！            | まだまだイケる！金田朋子の555km旅と繋がろう！            |
| 9月26日 - 30日(#101 - #105)     | 代理MC立候補者と繋がろう！                               | 代理MC立候補者と繋がろう！                               | 代理MC立候補者と繋がろう！                               | 代理MC立候補者と繋がろう！                               | 代理MC立候補者と繋がろう！                               |
| 10月3日 - 7日                   | （休止週）                                               | （休止週）                                               | （休止週）                                               | （休止週）                                               | （休止週）                                               |
| 10月10日 - 14日(#106- #110)     | ギネス世界記録と繋がろう！                               | ギネス世界記録と繋がろう！                               | ギネス世界記録と繋がろう！                               | ギネス世界記録と繋がろう！                               | ギネス世界記録と繋がろう！                               |
| 10月17日 -21日(#111 - #115)     | いとくんと千笑ちゃんで繋がろう！                         | いとくんと千笑ちゃんで繋がろう！                         | いとくんと千笑ちゃんで繋がろう！                         | いとくんと千笑ちゃんで繋がろう！                         | いとくんと千笑ちゃんで繋がろう！                         |
| 10月24日 - 28日(#116 - #120)    | 納豆のポテンシャルと繋がろう！                           | 納豆のポテンシャルと繋がろう！                           | 納豆のポテンシャルと繋がろう！                           | 納豆のポテンシャルと繋がろう！                           | 納豆のポテンシャルと繋がろう！                           |
| 10月31日 - 11月4日              | （休止週）                                               | （休止週）                                               | （休止週）                                               | （休止週）                                               | （休止週）                                               |
| 11月7日 - 11日(#121 - #125)     | 時事問題と繋がろう！                                     | 時事問題と繋がろう！                                     | 時事問題と繋がろう！                                     | 時事問題と繋がろう！                                     | 時事問題と繋がろう！                                     |
| 11月14日 - 18日(#126 - #130)    | MCパネルで繋がろう！                                     | MCパネルで繋がろう！                                     | MCパネルで繋がろう！                                     | MCパネルで繋がろう！                                     | MCパネルで繋がろう！                                     |
| 11月21日 - 25日(#131 - #135)    | ローションで繋がろう！                                   | ローションで繋がろう！                                   | ローションで繋がろう！                                   | ローションで繋がろう！                                   | ローションで繋がろう！                                   |
| 11月28日 - 12月2日(#136 - #140) | コネクトしすぎている人と繋がろう！                       | コネクトしすぎている人と繋がろう！                       | コネクトしすぎている人と繋がろう！                       | コネクトしすぎている人と繋がろう！                       | コネクトしすぎている人と繋がろう！                       |
| 12月5日 - 19日(#141 - #145)     | トップ3と繋がろう！                                      | トップ3と繋がろう！                                      | トップ3と繋がろう！                                      | トップ3と繋がろう！                                      | トップ3と繋がろう！                                      |
| 12月12日 - 16日(#146 - #150)    | 「4人はそれぞれウソをつく」と繋がろう！                  | 「4人はそれぞれウソをつく」と繋がろう！                  | 「4人はそれぞれウソをつく」と繋がろう！                  | 「4人はそれぞれウソをつく」と繋がろう！                  | 「4人はそれぞれウソをつく」と繋がろう！                  |
| 12月19日 - 23日(#151 - #155)    | クリスマスと繋がろう！                                   | クリスマスと繋がろう！                                   | クリスマスと繋がろう！                                   | にじさんじと繋がろう！                                   | にじさんじと繋がろう！                                   |
| 12月26日 - 30日                 | （大忘年会SP）                                           | （放送休止）                                             | （放送休止）                                             | （放送休止）                                             | （放送休止）                                             |
| 2023年1月2日 - 6日              | （休止週）                                               | （休止週）                                               | （休止週）                                               | （休止週）                                               | （休止週）                                               |
| 1月9日 - 13日(#156 - #160)      | あいこで繋がろう！                                       | あいこで繋がろう！                                       | あいこで繋がろう！                                       | あいこで繋がろう！                                       | あいこで繋がろう！                                       |
| 1月16日 - 20日(#161 - #165)     | 2分の1で繋がろう！                                       | 2分の1で繋がろう！                                       | 2分の1で繋がろう！                                       | 2分の1で繋がろう！                                       | 2分の1で繋がろう！                                       |
| 1月23日 - 27日(#166 - #170)     | 言葉を繋げよう！妄想コネクトーク                         | 言葉を繋げよう！妄想コネクトーク                         | 言葉を繋げよう！妄想コネクトーク                         | 言葉を繋げよう！妄想コネクトーク                         | 言葉を繋げよう！妄想コネクトーク                         |
| 1月30日 - 2月3日                | （休止週）                                               | （休止週）                                               | （休止週）                                               | （休止週）                                               | （休止週）                                               |
| 2月6日 - 10日(#171 - #175)      | 曜日対抗！夜あそび選手権の新記録と繋がろう！             | 曜日対抗！夜あそび選手権の新記録と繋がろう！             | 曜日対抗！夜あそび選手権の新記録と繋がろう！             | 曜日対抗！夜あそび選手権の新記録と繋がろう！             | 曜日対抗！夜あそび選手権の新記録と繋がろう！             |
| 2月13日 - 17日(#176 - #180)     | 鍋と繋がろう！鍋-1グランプリ2023                         | 鍋と繋がろう！鍋-1グランプリ2023                         | 鍋と繋がろう！鍋-1グランプリ2023                         | 鍋と繋がろう！鍋-1グランプリ2023                         | 鍋と繋がろう！鍋-1グランプリ2023                         |
| 2月20日 - 24日(#181 - #185)     | そびーpresents！各曜日のあそびと繋がろう！               | そびーpresents！各曜日のあそびと繋がろう！               | そびーpresents！各曜日のあそびと繋がろう！               | そびーpresents！各曜日のあそびと繋がろう！               | そびーpresents！各曜日のあそびと繋がろう！               |
| 2月27日 - 3月3日(#186 - #190)   | コネクトしすぎている人と繋がろう！                       | コネクトしすぎている人と繋がろう！                       | コネクトしすぎている人と繋がろう！                       | コネクトしすぎている人と繋がろう！                       | コネクトしすぎている人と繋がろう！                       |
| 3月6日 - 10日(#191 - #195)      | 85分サシ飲みで繋がろう！                                 | 85分サシ飲みで繋がろう！                                 | 85分サシ飲みで繋がろう！                                 | 85分サシ飲みで繋がろう！                                 | 85分サシ飲みで繋がろう！                                 |
| 3月13日 - 3月17日(#196 - #200)  | ICY SPARKと繋がろう！                                    | ICY SPARKと繋がろう！                                    | ICY SPARKと繋がろう！                                    | ICY SPARKと繋がろう！                                    | ICY SPARKと繋がろう！                                    |
| 3月20日 - 24日(#201 - #205)     | もこいとの1年間と繋がろう！                              | もこいとの1年間と繋がろう！                              | もこいとの1年間と繋がろう！                              | もこいとの1年間と繋がろう！                              | もこいとの1年間と繋がろう！                              |

##### WEEKEND
通称「アガる週末」
出演するキャストにちなんだ企画が行われることが多い。

##### ウォーカーズ（下野紘・内田真礼）
ハッシュタグは#下野内田と夜あそび
収録は基本的に2本撮りのため、2回にわたって同じテーマで放送される（プレミアムの収録は2本目の後に行われるため隔回での配信となる）。
| 放送日                      | 内容                                                                 |
| --------------------------- | -------------------------------------------------------------------- |
| 2022年4月16日・23日(#1・#2) | 夜を満喫！屋形船ツアー                                               |
| 4月30日・5月7日(#3・#4)     | 筋肉痛をお約束♡アクティビティミッション                              |
| 5月14日(#5)                 | のんびりまったり♪癒しのバスツアー（前編）                            |
| 5月21日                     | （休止週）                                                           |
| 5月28日(#6)                 | のんびりまったり♪癒しのバスツアー（後編）                            |
| 6月4日・11日(#7・#8)        | 夜の浅草ぶらり旅                                                     |
| 6月18日・25日(#9・#10)      | 運気アップ確約!?北ぶらりロケ                                         |
| 7月2日・9日(#11・#12)       | 下野内田が知らない！ハウススタジオ見学ツアー！                       |
| 7月16日                     | （休止週）                                                           |
| 7月23日・30日(#13・#14)     | 国際シェアハウスでグローバル体験！                                   |
| 8月6日・13日(#15・#16)      | 貸し切り夜の水族館ツアー！                                           |
| 8月20日                     | （休止週）                                                           |
| 8月27日                     | （休止週）                                                           |
| 9月3日・10日(#17・#18)      | 自力でナイトBBQ！                                                    |
| 9月17日                     | （休止週）                                                           |
| 9月24日・10月1日(#19・#20)  | 浴衣でお台場さんぽ！                                                 |
| 10月8日                     | （休止週）                                                           |
| 10月15日・22日(#21・#22)    | ワクワク！秋のボードゲーム祭り！                                     |
| 10月29日(#23)               | 不思議の国のハロウィンパーティー                                     |
| 11月5日                     | （休止週）                                                           |
| 11月12日・19日(#24・#25)    | 古着屋でシャレオツ探訪                                               |
| 11月26日・12月3日(#26・#27) | 下野内田が行くっ！コンセプトカフェ巡り！                             |
| 12月10日・17日(#28・#29)    | 今年のストレス、今年のうちに発散ダー！                               |
| 12月24日(#30)               | 真礼ちゃんの誕生日&クリスマスパーティー！                            |
| 12月31日                    | （休止週）                                                           |
| 2023年1月7日                | （休止週）                                                           |
| 1月14日(#31)                | 新春！ゲーム祭り！                                                   |
| 1月21日・28日(#32・#33)     | 冬の喫茶店巡りin神保町                                               |
| 2月4日                      | （休止週）                                                           |
| 2月11日・18日(#34・#35)     | 真礼ドキドキ!?フォトブック宣伝チャレンジ・沖縄グルメとまったりトーク |
| 2月25日・3月4日(#36・#37)   | 2すとりーとと行く！新宿二丁目おディープさんぽ                        |
| 3月11日(#38)                | 原宿で思いっきりガチャガチャしようぜ！                               |
| 3月18日・25日(#39・#40)     | 4年間ありがとう！内田真礼卒業スペシャル                              |

#### 2023

##### 月曜日（安元洋貴・白井悠介（前半）、八代拓（後半））
ハッシュタグは#安元白井と夜あそび(前半)、#安元八代と夜あそび(後半)
イカ(以下)ゲーム
お題となるランキングの1位～10位を予想し交互に解答。ただし、8位以下はドボンとなり痛いお仕置きを受ける。なお、ランキングを全て開けるまでゲームは続く。一度もドボンせずに1位～7位まで開けることができれば、ご褒美として1万円を獲得できる。
華麗に決めろ！ダミヘ大喜利
味深シリーズに代わる、月曜日のダミヘを使った新たな企画。番組からお題を提示し、視聴者から回答を募集。集まった回答を2人がダミヘに囁く。ベストゴール賞に選ばれた人には月曜MCのサインがプレゼントされる。
ダミヘ咀嚼坂
10月からのダミヘ企画。安元・八代がダミヘに向かって咀嚼音を聞かせるコーナー。
激レアスポーツやってみた。
スポーツが好きな安元・白井→八代が、日本ではまだ普及していないスポーツをやってみるコーナー。
- 4月24日(第3回) テックボール
- 5月29日(第7回) コーンホール
- 7月10日(第11回) ビアポン
- 8月28日(第16回) クッブ
- 10月9日(第22回) フレスコボール
- 12月4日(第28回) ゆるスポーツ

今日のリヴァプール→今日のマンユー
冒頭で行われるミニコーナー。白井が応援するサッカークラブ・リヴァプールFCの試合結果を紹介し、それを元にトークする。オフシーズンは移籍情報を紹介する。
MCが八代に交代した10月からは八代が応援するサッカークラブ・マンチェスター・ユナイテッドFCの試合結果についてトークする。

##### 火曜日（谷山紀章・下野紘）
ハッシュタグは#谷山下野と夜あそび
たまらんわ〜コンテスト
視聴者から「たまらんわ〜」と思う物事を募集し、谷山・下野の独断と偏見で採点するコーナー。
バーチャル東京散歩
街中を駅に向かって歩くVTRを見て、そこが都内のどこなのかを当てるコーナー。

##### 水曜日（上坂すみれ・鈴木愛奈）
ハッシュタグは#上坂鈴木と夜あそび
6月28日（第10回）から11月29日（第27回）まで鈴木が喉の療養のため欠席（7月26日（第13回）・8月9日（第14回）は出演）。その間、8月までは週替わり、9月以降は月替わりで代理MCが出演した。12月6日（第28回）より復帰。
経て経て…わたく史(←今ここ)トーク！
自分の趣味・嗜好がどんな過程を経て今に至るのかをトークするコーナー。
CM明けたら○○に転生していた件。
どこかのCM明けのタイミングで行われる。上坂と鈴木がアテレコするコーナー。
1年間絵しりとりを続けてみた。
1年かけて絵しりとりを繋いでいくコーナー。ゲスト回・代理回では行われない。
小説『頭とおしり』
架空の小説のタイトルを視聴者から募集し、その小説の最初と最後の文をそれぞれ考えるコーナー。
ダミヘで○○❤
○○には「チュウ」や「ハー」などセクシーに聞こえる音が入り、その音が入った文をダミヘに囁く。
今夜決定！「○○声優」第1位
ゲスト回・代理回で行われるコーナー。上坂・鈴木・ゲストがそれぞれ声優界で1位になれそうなものを独断で決定する。上坂・鈴木→ゲストのターンと、ゲスト→上坂・鈴木のターンの2ターン行われる。
なくてもいんじゃね審議会
お題に対して「これは必要なのか？」を審議するトークコーナー。

##### 木曜日（浪川大輔・花江夏樹）
ハッシュタグは#浪川花江と夜あそび
海外ロケ地の候補地をリサーチしよう！
浪川が5年間皆勤賞のご褒美として獲得した海外ロケ券の行き先を決めるため、様々な国を調査するコーナー。7月13日（第11回）の放送にて、28時間テレビの企画でグアムに行くことが発表された。
浪川VS花江
何でも器用にこなす花江と、花江の優位に立ちたい浪川による対決企画。年間を通して勝ち越した方にはご褒美がある。12月21日（第30回）の放送で最終決戦が行われ、花江が総合優勝した。3月14日（第38回）の放送でご褒美ロケが行われた。
まじめに○○と向き合おう
あるテーマについて真摯に向き合うコーナー。
浪川&花江
「浪川VS花江」の後継企画。浪川・花江が協力して、その道のプロに挑むコーナー。
ガチャべりしよう！
ガチャガチャから出てきたトークテーマについてトークする。

##### 金曜日（関智一・岡本信彦）
ハッシュタグは#関岡本と夜あそび
チャレンジ系の企画が行われるときがあり、成功した際には現金つかみ取りが恒例となっている。
スイートボイスで上級スイーツ
スイーツ好きの岡本がスイーツを紹介するコーナー。食レポをダミヘに囁く。初期はダミヘに向かってプレゼンしていた。

##### 繋（金田朋子・仲村宗悟）
ハッシュタグは#金田仲村と夜あそび
| 放送日                          | 放送日                          | コネクトテーマ                                                         | コネクトテーマ                                                         | コネクトテーマ                                                         | コネクトテーマ                                                         | コネクトテーマ                                                         |
| 放送日                          | 放送日                          | 月曜日                                                                 | 火曜日                                                                 | 水曜日                                                                 | 木曜日                                                                 | 金曜日                                                                 |
| ------------------------------- | ------------------------------- | ---------------------------------------------------------------------- | ---------------------------------------------------------------------- | ---------------------------------------------------------------------- | ---------------------------------------------------------------------- | ---------------------------------------------------------------------- |
| 2023年4月10日 - 14日(#1 - #5)   | 2023年4月10日 - 14日(#1 - #5)   | 繋がらないと繋がろう！                                                 | 繋がらないと繋がろう！                                                 | 繋がらないと繋がろう！                                                 | 繋がらないと繋がろう！                                                 | 繋がらないと繋がろう！                                                 |
| 4月17日 - 21日(#6 - #10)        | 4月17日 - 21日(#6 - #10)        | 繋がっていると繋がろう！                                               | 繋がっていると繋がろう！                                               | 繋がっていると繋がろう！                                               | 繋がっていると繋がろう！                                               | 繋がっていると繋がろう！                                               |
| 4月24日 - 28日(#11 - #15)       | 4月24日 - 28日(#11 - #15)       | おにぎりと繋がろう！おにぎり-1グランプリ2023                           | おにぎりと繋がろう！おにぎり-1グランプリ2023                           | おにぎりと繋がろう！おにぎり-1グランプリ2023                           | おにぎりと繋がろう！おにぎり-1グランプリ2023                           | おにぎりと繋がろう！おにぎり-1グランプリ2023                           |
| 5月1日 - 5日(#16 - #20)         | 5月1日 - 5日(#16 - #20)         | ファンタと繋がろう！                                                   | ファンタと繋がろう！                                                   | ファンタと繋がろう！                                                   | ファンタと繋がろう！                                                   | ファンタと繋がろう！                                                   |
| 5月8日 - 12日(#21 - #25)        | 5月8日 - 12日(#21 - #25)        | レトロなあそびで繋がろう！                                             | レトロなあそびで繋がろう！                                             | レトロなあそびで繋がろう！                                             | レトロなあそびで繋がろう！                                             | レトロなあそびで繋がろう！                                             |
| 5月15日 - 19日                  | 5月15日 - 19日                  | （休止週）                                                             | （休止週）                                                             | （休止週）                                                             | （休止週）                                                             | （休止週）                                                             |
| 5月22日 - 26日(#26 - #30)       | 5月22日 - 26日(#26 - #30)       | キャッチフレーズで繋がろう！                                           | キャッチフレーズで繋がろう！                                           | キャッチフレーズで繋がろう！                                           | キャッチフレーズで繋がろう！                                           | キャッチフレーズで繋がろう！                                           |
| 5月29日 - 6月2日(#31 - #35)     | 5月29日 - 6月2日(#31 - #35)     | 祝50歳！金田朋子の誕生日と繋がろう！                                   | 祝50歳！金田朋子の誕生日と繋がろう！                                   | 祝50歳！金田朋子の誕生日と繋がろう！                                   | 祝50歳！金田朋子の誕生日と繋がろう！                                   | 祝50歳！金田朋子の誕生日と繋がろう！                                   |
| 6月5日 - 9日(#36 - #40)         | 6月5日 - 9日(#36 - #40)         | コネクトポイントで繋がろう！                                           | コネクトポイントで繋がろう！                                           | コネクトポイントで繋がろう！                                           | コネクトポイントで繋がろう！                                           | コネクトポイントで繋がろう！                                           |
| 6月12日 - 16日                  | 6月12日 - 16日                  | （休止週）                                                             | （休止週）                                                             | （休止週）                                                             | （休止週）                                                             | （休止週）                                                             |
| 6月19日 - 23日(#41 - #45)       | 6月19日 - 23日(#41 - #45)       | じゃらんと繋がろう！                                                   | じゃらんと繋がろう！                                                   | じゃらんと繋がろう！                                                   | じゃらんと繋がろう！                                                   | じゃらんと繋がろう！                                                   |
| 6月26日 - 30日                  | 21:40(#46 - #50)                | ファンタと繋がろう！Part2                                              | ファンタと繋がろう！Part2                                              | ファンタと繋がろう！Part2                                              | ファンタと繋がろう！Part2                                              | ファンタと繋がろう！Part2                                              |
| 6月26日 - 30日                  | 23:30(#51 - #55)                | マッシュル-MASHLE-と繋がろう！                                         | マッシュル-MASHLE-と繋がろう！                                         | マッシュル-MASHLE-と繋がろう！                                         | マッシュル-MASHLE-と繋がろう！                                         | マッシュル-MASHLE-と繋がろう！                                         |
| 7月3日 - 7日                    | 7月3日 - 7日                    | （休止週）                                                             | （休止週）                                                             | （休止週）                                                             | （休止週）                                                             | （休止週）                                                             |
| 7月10日 - 14日(#56 - #60)       | 7月10日 - 14日(#56 - #60)       | ウォーカーズっぽく繋がろう！                                           | ウォーカーズっぽく繋がろう！                                           | ウォーカーズっぽく繋がろう！                                           | ウォーカーズっぽく繋がろう！                                           | ウォーカーズっぽく繋がろう！                                           |
| 7月17日 - 21日(#61 - #65)       | 7月17日 - 21日(#61 - #65)       | 2023年下半期！次来るグルメと繋がろう！                                 | 2023年下半期！次来るグルメと繋がろう！                                 | 2023年下半期！次来るグルメと繋がろう！                                 | 2023年下半期！次来るグルメと繋がろう！                                 | 2023年下半期！次来るグルメと繋がろう！                                 |
| 7月24日 - 28日(#66 - #70)       | 7月24日 - 28日(#66 - #70)       | （祝い）タイと繋がろう！                                               | （祝い）タイと繋がろう！                                               | （祝い）タイと繋がろう！                                               | （祝い）タイと繋がろう！                                               | （祝い）タイと繋がろう！                                               |
| 7月31日 - 8月4日                | 7月31日 - 8月4日                | （休止週）                                                             | （休止週）                                                             | （休止週）                                                             | （休止週）                                                             | （休止週）                                                             |
| 8月7日 - 11日(#71 - #74)        | 8月7日 - 11日(#71 - #74)        | 電話で繋がろう！                                                       | 電話で繋がろう！                                                       | 電話で繋がろう！                                                       | 28時間テレビの前日に繋がろう！                                         | （28時間テレビ）                                                       |
| 8月14日 - 18日                  | 8月14日 - 18日                  | （休止週）                                                             | （休止週）                                                             | （休止週）                                                             | （休止週）                                                             | （休止週）                                                             |
| 8月21日 - 25日(#75 - #79)       | 8月21日 - 25日(#75 - #79)       | 28時間テレビの直後に繋がろう！                                         | 28時間テレビの直後に繋がろう！                                         | 28時間テレビの直後に繋がろう！                                         | 28時間テレビの直後に繋がろう！                                         | 28時間テレビの直後に繋がろう！                                         |
| 8月28日 - 9月1日(#80 - #84)     | 8月28日 - 9月1日(#80 - #84)     | そうめんのポテンシャルと繋がろう！                                     | そうめんのポテンシャルと繋がろう！                                     | そうめんのポテンシャルと繋がろう！                                     | そうめんのポテンシャルと繋がろう！                                     | そうめんのポテンシャルと繋がろう！                                     |
| 9月4日 - 8日(#85 - #89)         | 9月4日 - 8日(#85 - #89)         | 宗悟のウソと繋がろう！                                                 | 宗悟のウソと繋がろう！                                                 | 宗悟のウソと繋がろう！                                                 | 宗悟のウソと繋がろう！                                                 | 宗悟のウソと繋がろう！                                                 |
| 9月11日 - 15日(#90 - #94)       | 9月11日 - 15日(#90 - #94)       | 時事問題と繋がろう！                                                   | 時事問題と繋がろう！                                                   | 時事問題と繋がろう！                                                   | 時事問題と繋がろう！                                                   | 時事問題と繋がろう！                                                   |
| 9月18日 - 22日(#95 - #99)       | 9月18日 - 22日(#95 - #99)       | 言葉を繋げよう！妄想コネクトーク                                       | 言葉を繋げよう！妄想コネクトーク                                       | 言葉を繋げよう！妄想コネクトーク                                       | 言葉を繋げよう！妄想コネクトーク                                       | 言葉を繋げよう！妄想コネクトーク                                       |
| 9月25日 - 29日(#100 - #104)     | 9月25日 - 29日(#100 - #104)     | 人間・仲村宗悟の本性と繋がろう！                                       | 人間・仲村宗悟の本性と繋がろう！                                       | 人間・仲村宗悟の本性と繋がろう！                                       | 人間・仲村宗悟の本性と繋がろう！                                       | 人間・仲村宗悟の本性と繋がろう！                                       |
| 10月2日 - 6日(#105 - #109)      | 10月2日 - 6日(#105 - #109)      | 号泣カラオケで繋がろう！                                               | 号泣カラオケで繋がろう！                                               | 号泣カラオケで繋がろう！                                               | 号泣カラオケで繋がろう！                                               | 号泣カラオケで繋がろう！                                               |
| 10月9日 - 13日(#110 - #114)     | 10月9日 - 13日(#110 - #114)     | 秋のフルーツと繋がろう！秋のフルーツ-1グランプリ2023                   | 秋のフルーツと繋がろう！秋のフルーツ-1グランプリ2023                   | 秋のフルーツと繋がろう！秋のフルーツ-1グランプリ2023                   | 秋のフルーツと繋がろう！秋のフルーツ-1グランプリ2023                   | 秋のフルーツと繋がろう！秋のフルーツ-1グランプリ2023                   |
| 10月16日 - 20日                 | 10月16日 - 20日                 | （休止週）                                                             | （休止週）                                                             | （休止週）                                                             | （休止週）                                                             | （休止週）                                                             |
| 10月23日 - 27日(#115 - #119)    | 10月23日 - 27日(#115 - #119)    | 宗悟の爆笑と繋がろう！                                                 | 宗悟の爆笑と繋がろう！                                                 | 宗悟の爆笑と繋がろう！                                                 | 宗悟の爆笑と繋がろう！                                                 | 宗悟の爆笑と繋がろう！                                                 |
| 10月30日 - 11月3日(#120 - #124) | 10月30日 - 11月3日(#120 - #124) | 謎解きで繋がろう！                                                     | 謎解きで繋がろう！                                                     | 謎解きで繋がろう！                                                     | 謎解きで繋がろう！                                                     | 謎解きで繋がろう！                                                     |
| 11月6日 - 10日(#125 - #129)     | 11月6日 - 10日(#125 - #129)     | トップ3と繋がろう！                                                    | トップ3と繋がろう！                                                    | トップ3と繋がろう！                                                    | トップ3と繋がろう！                                                    | トップ3と繋がろう！                                                    |
| 11月13日 - 17日(#130 - #134)    | 11月13日 - 17日(#130 - #134)    | 白井悠介のリアクションと繋がろう！                                     | 白井悠介のリアクションと繋がろう！                                     | 白井悠介のリアクションと繋がろう！                                     | 白井悠介のリアクションと繋がろう！                                     | 白井悠介のリアクションと繋がろう！                                     |
| 11月20日 - 24日                 | 11月20日 - 24日                 | （休止週）                                                             | （休止週）                                                             | （休止週）                                                             | （休止週）                                                             | （休止週）                                                             |
| 11月27日 - 12月1日(#135 - #139) | 11月27日 - 12月1日(#135 - #139) | 半々で繋がろう！                                                       | 半々で繋がろう！                                                       | 半々で繋がろう！                                                       | 半々で繋がろう！                                                       | 半々で繋がろう！                                                       |
| 12月4日 - 8日(#140 - #144)      | 12月4日 - 8日(#140 - #144)      | 未来予想で繋がろう！                                                   | 未来予想で繋がろう！                                                   | 未来予想で繋がろう！                                                   | 未来予想で繋がろう！                                                   | 未来予想で繋がろう！                                                   |
| 12月11日 - 15日(#145 - #149)    | 12月11日 - 15日(#145 - #149)    | クリスマスマーケットで繋がろう！                                       | クリスマスマーケットで繋がろう！                                       | クリスマスマーケットで繋がろう！                                       | クリスマスマーケットで繋がろう！                                       | クリスマスマーケットで繋がろう！                                       |
| 12月18日 - 22日(#150 - #154)    | 12月18日 - 22日(#150 - #154)    | ピグパーティで繋がろう！                                               | ピグパーティで繋がろう！                                               | ピグパーティで繋がろう！                                               | ピグパーティで繋がろう！                                               | ピグパーティで繋がろう！                                               |
| 12月25日 - 29日                 | 12月25日 - 29日                 | （放送休止）                                                           | （大忘年会SP）                                                         | （放送休止）                                                           | （放送休止）                                                           | （放送休止）                                                           |
| 2024年1月1日 - 5日              | 2024年1月1日 - 5日              | （休止週）                                                             | （休止週）                                                             | （休止週）                                                             | （休止週）                                                             | （休止週）                                                             |
| 1月8日 - 12日(#155 - #159)      | 1月8日 - 12日(#155 - #159)      | 未来予想の結果と繋がろう！ 生電話で占ってくれる視聴者と繋がろう！      | たつトークで繋がろう！                                                 | たつトークで繋がろう！                                                 | たつトークで繋がろう！                                                 | たつトークで繋がろう！                                                 |
| 1月15日 - 19日(#160 - #164)     | 1月15日 - 19日(#160 - #164)     | 半々で繋がろう！2024                                                   | 半々で繋がろう！2024                                                   | 半々で繋がろう！2024                                                   | 半々で繋がろう！2024                                                   | 半々で繋がろう！2024                                                   |
| 1月22日 - 26日(#165 - #169)     | 1月22日 - 26日(#165 - #169)     | 言葉を繋げよう！妄想コネクトーク                                       | 言葉を繋げよう！妄想コネクトーク                                       | 言葉を繋げよう！妄想コネクトーク                                       | 言葉を繋げよう！妄想コネクトーク                                       | 言葉を繋げよう！妄想コネクトーク                                       |
| 1月29日 - 2月2日                | 1月29日 - 2月2日                | （休止週）                                                             | （休止週）                                                             | （休止週）                                                             | （休止週）                                                             | （休止週）                                                             |
| 2月5日 - 9日(#170 - #174)       | 2月5日 - 9日(#170 - #174)       | チョコレートのポテンシャルと繋がろう！                                 | チョコレートのポテンシャルと繋がろう！                                 | チョコレートのポテンシャルと繋がろう！                                 | チョコレートのポテンシャルと繋がろう！                                 | チョコレートのポテンシャルと繋がろう！                                 |
| 2月12日 - 16日(#175 - #179)     | 2月12日 - 16日(#175 - #179)     | 沖縄料理と繋がろう！～看板メニューを食べまくれ！名店サインチャレンジ～ | 沖縄料理と繋がろう！～看板メニューを食べまくれ！名店サインチャレンジ～ | 沖縄料理と繋がろう！～看板メニューを食べまくれ！名店サインチャレンジ～ | 沖縄料理と繋がろう！～看板メニューを食べまくれ！名店サインチャレンジ～ | 沖縄料理と繋がろう！～看板メニューを食べまくれ！名店サインチャレンジ～ |
| 2月19日 - 23日(#180 - #184)     | 2月19日 - 23日(#180 - #184)     | 沖縄ドライブで繋がろう！                                               | 沖縄ドライブで繋がろう！                                               | 沖縄ドライブで繋がろう！                                               | 沖縄ドライブで繋がろう！                                               | 沖縄ドライブで繋がろう！                                               |
| 2月26日 - 3月1日                | 2月26日 - 3月1日                | （休止週）                                                             | （休止週）                                                             | （休止週）                                                             | （休止週）                                                             | （休止週）                                                             |
| 3月4日 - 8日(#185 - #189)       | 3月4日 - 8日(#185 - #189)       | マッシュル-MASHLE-と繋がろう！Part2                                    | マッシュル-MASHLE-と繋がろう！Part2                                    | マッシュル-MASHLE-と繋がろう！Part2                                    | マッシュル-MASHLE-と繋がろう！Part2                                    | マッシュル-MASHLE-と繋がろう！Part2                                    |
| 3月11日 - 15日(#190 - #194)     | 3月11日 - 15日(#190 - #194)     | 言葉を繋げよう！妄想コネクトーク                                       | 言葉を繋げよう！妄想コネクトーク                                       | 言葉を繋げよう！妄想コネクトーク                                       | 言葉を繋げよう！妄想コネクトーク                                       | 言葉を繋げよう！妄想コネクトーク                                       |
| 3月18日 - 22日(#195 - #199)     | 3月18日 - 22日(#195 - #199)     | 2人の1年間と繋がろう！                                                 | 2人の1年間と繋がろう！                                                 | 2人の1年間と繋がろう！                                                 | 2人の1年間と繋がろう！                                                 | 2人の1年間と繋がろう！                                                 |

##### ウォーカーズ（森久保祥太郎）
ハッシュタグは#森久保祥太郎と飲む
ちょこっと聞いとコースター
森久保とゲストにちょっと聞いてみたい質問をぶつけるコーナー。主に週の後半で差し込まれるが、稀にない回もある。

##### WEEKEND（石川界人）
ハッシュタグは#石川界人とアガる
華麗に答えて！アガるアンサー
ここでしか聞けないようなくだらない質問を募集し、ダミヘで答えるコーナー。これまでのシーズンでも何回か行われていたが、『2023』ではほぼ毎回行われた。

#### 2024

##### 月曜日（安元洋貴・八代拓）
ハッシュタグは#安元八代と夜あそび
味深ワード
『2022』以来2年ぶりの企画。『2024』では手持ちのデッキからワードを選んで囁く初期のスタイルとなった。
今日のゼルビア
『2023』から継続となるサッカートークコーナー。『2024』ではFC町田ゼルビアをピックアップ。
THE 逆
“逆”にちなんだあそびをするコーナー。
- 逆ランキング当てクイズ

ランキングの中身からランキングのタイトルを当てるクイズ。10位から開けていき、早く正解するほどご褒美のランクが高くなる。
- 逆再生クイズ

一人がお題の動きを逆の動きで表現し、もう一人は逆再生した映像を見て何の動きか当てるクイズ。
気になるボドゲを試そう。
月曜AD為成がオススメするボードゲームを試してみるコーナー。
徹底検証！安元八代は本当に似ているのか？
本来は安元と八代が似ているのかを検証するコーナーなのだが、実際はコーナーテロップがどこにあるのかを探してただ楽しむミニコーナー。

##### 火曜日（上坂すみれ・芹澤優）
ハッシュタグは#上坂芹澤と夜あそび
芹澤がカメラ目線を決めるとハートのエフェクトが出るのがお馴染みとなっている。
妄想プロフィール
主にゲスト回で行われるコーナー。ゲストのプロフィールを、上坂・芹澤の理想と妄想で作成する。実際と違う場合は訂正してOK。
デコみくじトーク
デコられたおみくじを引いて、そこに書かれたテーマでトークするコーナー。

##### 水曜日（森久保祥太郎・石川界人）
ハッシュタグは#森久保石川と夜あそび
通称「トークの水曜日」
なんのトップ3か予想！逆算声優ランキング
架空のトップ3からどんなランキングなのかを妄想するコーナー。
全俺が泣く！うれしいが過ぎるセリフ
自分が言われたら嬉しいセリフを相方に言ってもらうコーナー。
夢で逢おうぜ！消灯ダミヘ
番組の最後に行われるコーナー。視聴者がよく眠れるようにダミヘに囁く。また、このコーナーがある回のみ「声優 Next Night」ではなく「夢で逢おうぜ」で締める。
トークで運べ！しゃベルトコンベア
画面の端から端まで流れていくトークテーマに沿ってトークするコーナー。ベルトコンベアの速度はスタッフの裁量で変化する。
いいカンジで伝えて！声優四字熟GO！
お題となる声優を漢字4文字で相手に伝えるゲームコーナー。
節操なく話せ！りゃんめんディベート
2択となるお題に対して2つの立場からディベートするコーナー。ディベート中、2分経過後立場を変えてさらに2分ディベート。視聴者からの評価が高い方の勝ち。評価基準は説得力と節操のなさ。
体を張って調査せよ！水曜限界どうでしょう
あるテーマに対して自分の限界はどのくらいなのかを検証するコーナー。

##### 木曜日（浪川大輔・花江夏樹）
ハッシュタグは#浪川花江と夜あそび
まじめに○○と向き合おう2024
『2023』からの継続企画。
浪川&花江2024
『2023』からの継続企画。
一流声優の金銭感覚検証！クイズこれいくら？
世の中の物の値段を当てるコーナー。
浪川・花江の価値観を知ろう！2択トーク
究極の2択を出題して2人の価値観を探るコーナー。
浪川花江と小あそび
企画としては小さいが2人ならどうにかなりそうなあそびをまとめて大放出するコーナー。

##### 金曜日（関智一・ファイルーズあい）
ハッシュタグは#関ファイルーズと夜あそび(4月～12月)、#関岡本と夜あそび(1月～3月)
1月10日（第29回）よりファイルーズが療養のためしばらくお休みしていたが復帰することなく卒業。1月以降の代理MCは土曜MCの岡本信彦。
視聴者リクエスト！男女逆転カラオケ！
関が女性曲、ファイルーズが男性曲を歌い採点。得点に応じてご褒美と交換できる。

##### 土曜日（岡本信彦・仲村宗悟）
ハッシュタグは#岡本仲村と夜あそび
岡本&仲村に使ってほしい！土曜スタッフおすすめグッズ
スタッフがおすすめする便利グッズを紹介するコーナー。

##### 繋（金田朋子・畠中祐）
ハッシュタグは#金田畠中と夜あそび
月曜日はフリートーク回になることが多い。
| 放送日                           | 放送日                           | コネクトテーマ                                       | コネクトテーマ                                       | コネクトテーマ                                       | コネクトテーマ                                       | コネクトテーマ                                       |
| 放送日                           | 放送日                           | 月曜日                                               | 火曜日                                               | 水曜日                                               | 木曜日                                               | 金曜日                                               |
| -------------------------------- | -------------------------------- | ---------------------------------------------------- | ---------------------------------------------------- | ---------------------------------------------------- | ---------------------------------------------------- | ---------------------------------------------------- |
| 2024年4月15日 - 19日(#1 - #5)    | 2024年4月15日 - 19日(#1 - #5)    | （なし）                                             | （なし）                                             | 企画会議と繋がろう！                                 | 企画会議と繋がろう！                                 | 企画会議と繋がろう！                                 |
| 4月22日 - 26日                   | 13:00(#6 - #10)                  | BLUE WINNER PROJECTと繋がろう！                      | BLUE WINNER PROJECTと繋がろう！                      | BLUE WINNER PROJECTと繋がろう！                      | BLUE WINNER PROJECTと繋がろう！                      | BLUE WINNER PROJECTと繋がろう！                      |
| 4月22日 - 26日                   | 21:40(#11 - #15)                 | 一緒にスベって繋がろう！                             | 一緒にスベって繋がろう！                             | 一緒にスベって繋がろう！                             | 一緒にスベって繋がろう！                             | 一緒にスベって繋がろう！                             |
| 4月29日 - 5月3日(#16 - #20)      | 4月29日 - 5月3日(#16 - #20)      | ミラクルと繋がろう！                                 | ミラクルと繋がろう！                                 | ミラクルと繋がろう！                                 | ミラクルと繋がろう！                                 | ミラクルと繋がろう！                                 |
| 5月6日 - 10日(#21 - #25)         | 5月6日 - 10日(#21 - #25)         | 人間・畠中祐の本性と繋がろう！                       | 人間・畠中祐の本性と繋がろう！                       | 人間・畠中祐の本性と繋がろう！                       | 人間・畠中祐の本性と繋がろう！                       | 人間・畠中祐の本性と繋がろう！                       |
| 5月13日 - 17日(#26 - #30)        | 5月13日 - 17日(#26 - #30)        | 練乳のポテンシャルと繋がろう！                       | 練乳のポテンシャルと繋がろう！                       | 練乳のポテンシャルと繋がろう！                       | 練乳のポテンシャルと繋がろう！                       | 練乳のポテンシャルと繋がろう！                       |
| 5月20日 - 24日                   | 5月20日 - 24日                   | （休止週）                                           | （休止週）                                           | （休止週）                                           | （休止週）                                           | （休止週）                                           |
| 5月27日 - 31日(#31 - #35)        | 5月27日 - 31日(#31 - #35)        | 祝・ともちゃん誕生日！たすくんの手料理で繋がろう！   | 祝・ともちゃん誕生日！たすくんの手料理で繋がろう！   | 祝・ともちゃん誕生日！たすくんの手料理で繋がろう！   | 祝・ともちゃん誕生日！たすくんの手料理で繋がろう！   | 祝・ともちゃん誕生日！たすくんの手料理で繋がろう！   |
| 6月3日 - 7日(#36 - #40)          | 6月3日 - 7日(#36 - #40)          | 言葉を繋げよう！妄想コネクトーク                     | 言葉を繋げよう！妄想コネクトーク                     | 言葉を繋げよう！妄想コネクトーク                     | 言葉を繋げよう！妄想コネクトーク                     | 言葉を繋げよう！妄想コネクトーク                     |
| 6月10日 - 14日(#41 - #45)        | 6月10日 - 14日(#41 - #45)        | 神戸でアトアと繋がろう！                             | 神戸でアトアと繋がろう！                             | 神戸でアトアと繋がろう！                             | 神戸でアトアと繋がろう！                             | 神戸でアトアと繋がろう！                             |
| 6月17日 - 21日(#46 - #50)        | 6月17日 - 21日(#46 - #50)        | 場面しばりカラオケで繋がろう！                       | 場面しばりカラオケで繋がろう！                       | 場面しばりカラオケで繋がろう！                       | 場面しばりカラオケで繋がろう！                       | 場面しばりカラオケで繋がろう！                       |
| 6月24日 - 28日                   | 6月24日 - 28日                   | （休止週）                                           | （休止週）                                           | （休止週）                                           | （休止週）                                           | （休止週）                                           |
| 7月1日 - 5日(#51 - #55)          | 7月1日 - 5日(#51 - #55)          | トップ3と繋がろう！                                  | トップ3と繋がろう！                                  | トップ3と繋がろう！                                  | トップ3と繋がろう！                                  | トップ3と繋がろう！                                  |
| 7月8日 - 12日(#56 - #60)         | 7月8日 - 12日(#56 - #60)         | 恋愛相談で繋がろう！                                 | 恋愛相談で繋がろう！                                 | 恋愛相談で繋がろう！                                 | 恋愛相談で繋がろう！                                 | 恋愛相談で繋がろう！                                 |
| 7月15日 - 19日(#61 - #65)        | 7月15日 - 19日(#61 - #65)        | 即興CMで繋がろう！                                   | 即興CMで繋がろう！                                   | 即興CMで繋がろう！                                   | 即興CMで繋がろう！                                   | 即興CMで繋がろう！                                   |
| 7月22日 - 26日                   | 7月22日 - 26日                   | （休止週）                                           | （休止週）                                           | （休止週）                                           | （休止週）                                           | （休止週）                                           |
| 7月29日 - 8月2日(#66 - #70)      | 7月29日 - 8月2日(#66 - #70)      | 夏祭りグルメと繋がろう！夏祭りグルメ-1グランプリ2024 | 夏祭りグルメと繋がろう！夏祭りグルメ-1グランプリ2024 | 夏祭りグルメと繋がろう！夏祭りグルメ-1グランプリ2024 | 夏祭りグルメと繋がろう！夏祭りグルメ-1グランプリ2024 | 夏祭りグルメと繋がろう！夏祭りグルメ-1グランプリ2024 |
| 8月5日 - 9日(#71 - #75)          | 8月5日 - 9日(#71 - #75)          | クイズで繋がろう！No.1おバカ声優決定戦               | クイズで繋がろう！No.1おバカ声優決定戦               | クイズで繋がろう！No.1おバカ声優決定戦               | クイズで繋がろう！No.1おバカ声優決定戦               | クイズで繋がろう！No.1おバカ声優決定戦               |
| 8月12日 - 16日(#76 - #80)        | 8月12日 - 16日(#76 - #80)        | 祝・たすくん誕生日！ステーキで素敵に繋がろう！       | 祝・たすくん誕生日！ステーキで素敵に繋がろう！       | 祝・たすくん誕生日！ステーキで素敵に繋がろう！       | 祝・たすくん誕生日！ステーキで素敵に繋がろう！       | 祝・たすくん誕生日！ステーキで素敵に繋がろう！       |
| 8月19日 - 23日                   | 8月19日 - 23日                   | （休止週）                                           | （休止週）                                           | （休止週）                                           | （休止週）                                           | （休止週）                                           |
| 8月26日 - 30日(#81 - #85)        | 8月26日 - 30日(#81 - #85)        | 小市民シリーズと繋がろう！                           | 小市民シリーズと繋がろう！                           | 小市民シリーズと繋がろう！                           | 小市民シリーズと繋がろう！                           | 小市民シリーズと繋がろう！                           |
| 9月2日 - 6日(#86 - #90)          | 9月2日 - 6日(#86 - #90)          | かこって検索と繋がろう！                             | かこって検索と繋がろう！                             | かこって検索と繋がろう！                             | かこって検索と繋がろう！                             | かこって検索と繋がろう！                             |
| 9月9日 - 13日                    | 9月9日 - 13日                    | （休止週）                                           | （休止週）                                           | （休止週）                                           | （休止週）                                           | （休止週）                                           |
| 9月16日 - 20日(#91 - #95)        | 9月16日 - 20日(#91 - #95)        | 『28時間テレビ』放送直前に繋がろう！in新宿           | 『28時間テレビ』放送直前に繋がろう！in新宿           | 『28時間テレビ』放送直前に繋がろう！in新宿           | 『28時間テレビ』放送直前に繋がろう！in新宿           | 『28時間テレビ』放送直前に繋がろう！in新宿           |
| 9月23日 - 27日                   | 9月23日 - 27日                   | （28時間テレビ）                                     | （放送休止）                                         | （放送休止）                                         | （放送休止）                                         | （放送休止）                                         |
| 9月30日 - 10月4日(#96 - #100)    | 9月30日 - 10月4日(#96 - #100)    | 企画会議と繋がろう！下半期編                         | 企画会議と繋がろう！下半期編                         | 企画会議と繋がろう！下半期編                         | 企画会議と繋がろう！下半期編                         | 企画会議と繋がろう！下半期編                         |
| 10月7日 - 11日(#101 - #105)      | 10月7日 - 11日(#101 - #105)      | 『28時間テレビ』放送直後に繋がろう！                 | 『28時間テレビ』放送直後に繋がろう！                 | 『28時間テレビ』放送直後に繋がろう！                 | 『28時間テレビ』放送直後に繋がろう！                 | 『28時間テレビ』放送直後に繋がろう！                 |
| 10月14日 - 18日(#106 - #110)     | 10月14日 - 18日(#106 - #110)     | かぶらず答えろ！バラバラアンサーで繋がろう！         | かぶらず答えろ！バラバラアンサーで繋がろう！         | かぶらず答えろ！バラバラアンサーで繋がろう！         | かぶらず答えろ！バラバラアンサーで繋がろう！         | かぶらず答えろ！バラバラアンサーで繋がろう！         |
| 10月21日 - 25日(#111 - #115)     | 10月21日 - 25日(#111 - #115)     | 222（にゃんにゃんにゃん）のカワイイと繋がろう！      | 222（にゃんにゃんにゃん）のカワイイと繋がろう！      | 222（にゃんにゃんにゃん）のカワイイと繋がろう！      | 222（にゃんにゃんにゃん）のカワイイと繋がろう！      | 222（にゃんにゃんにゃん）のカワイイと繋がろう！      |
| 10月28日 - 11月1日               | 10月28日 - 11月1日               | （休止週）                                           | （休止週）                                           | （休止週）                                           | （休止週）                                           | （休止週）                                           |
| 11月4日 - 8日(#116 - #120)       | 11月4日 - 8日(#116 - #120)       | みそ汁と繋がろう！みそ汁-1グランプリ2024             | みそ汁と繋がろう！みそ汁-1グランプリ2024             | みそ汁と繋がろう！みそ汁-1グランプリ2024             | みそ汁と繋がろう！みそ汁-1グランプリ2024             | みそ汁と繋がろう！みそ汁-1グランプリ2024             |
| 11月11日 - 15日(#121 - #125)     | 11月11日 - 15日(#121 - #125)     | 普通のランキングと繋がろう！                         | 普通のランキングと繋がろう！                         | 普通のランキングと繋がろう！                         | 普通のランキングと繋がろう！                         | 普通のランキングと繋がろう！                         |
| 11月18日 - 22日(#126 - #130)     | 11月18日 - 22日(#126 - #130)     | 『コネクト』オリジナルパーカーと繋がろう！           | 『コネクト』オリジナルパーカーと繋がろう！           | 『コネクト』オリジナルパーカーと繋がろう！           | 『コネクト』オリジナルパーカーと繋がろう！           | 『コネクト』オリジナルパーカーと繋がろう！           |
| 11月25日 - 29日                  | 11月25日 - 29日                  | （休止週）                                           | （休止週）                                           | （休止週）                                           | （休止週）                                           | （休止週）                                           |
| 12月2日 - 6日(#131 - #135)       | 12月2日 - 6日(#131 - #135)       | 半々で繋がろう！                                     | 半々で繋がろう！                                     | 半々で繋がろう！                                     | 半々で繋がろう！                                     | 半々で繋がろう！                                     |
| 12月9日 - 13日(#136 - #140)      | 12月9日 - 13日(#136 - #140)      | 畠中祐のMC力と繋がろう！                             | 畠中祐のMC力と繋がろう！                             | 畠中祐のMC力と繋がろう！                             | 畠中祐のMC力と繋がろう！                             | 畠中祐のMC力と繋がろう！                             |
| 12月16日 - 20日(#141 - #145)     | 12月16日 - 20日(#141 - #145)     | Geminiと繋がろう！                                   | Geminiと繋がろう！                                   | Geminiと繋がろう！                                   | Geminiと繋がろう！                                   | Geminiと繋がろう！                                   |
| 12月23日 - 27日(#146 - #148)     | 12月23日 - 27日(#146 - #148)     | しりとりグルメを繋げよう！ in クリスマスマーケット   | しりとりグルメを繋げよう！ in クリスマスマーケット   | しりとりグルメを繋げよう！ in クリスマスマーケット   | （大忘年会SP）                                       | （放送休止）                                         |
| 12月30日 - 1月3日                | 12月30日 - 1月3日                | （休止週）                                           | （休止週）                                           | （休止週）                                           | （休止週）                                           | （休止週）                                           |
| 2025年1月6日 - 10日(#149 - #150) | 2025年1月6日 - 10日(#149 - #150) | （放送休止）                                         | （放送休止）                                         | （放送休止）                                         | （なし）                                             | （なし）                                             |
| 1月13日 - 17日(#151 - #155)      | 1月13日 - 17日(#151 - #155)      | ヘビーな話で繋がろう！                               | ヘビーな話で繋がろう！                               | ヘビーな話で繋がろう！                               | ヘビーな話で繋がろう！                               | ヘビーな話で繋がろう！                               |
| 1月20日 - 24日(#156 - #160)      | 1月20日 - 24日(#156 - #160)      | 新春初笑いと繋がろう！                               | 新春初笑いと繋がろう！                               | 新春初笑いと繋がろう！                               | 新春初笑いと繋がろう！                               | 新春初笑いと繋がろう！                               |
| 1月27日 - 31日(#161 - #165)      | 1月27日 - 31日(#161 - #165)      | 許せる度合いと繋がろう！                             | 許せる度合いと繋がろう！                             | 許せる度合いと繋がろう！                             | 許せる度合いと繋がろう！                             | 許せる度合いと繋がろう！                             |
| 2月3日 - 7日(#166 - #170)        | 2月3日 - 7日(#166 - #170)        | ベヒ猫と繋がろう！                                   | ベヒ猫と繋がろう！                                   | ベヒ猫と繋がろう！                                   | ベヒ猫と繋がろう！                                   | ベヒ猫と繋がろう！                                   |
| 2月10日 - 14日(#171 - #175)      | 2月10日 - 14日(#171 - #175)      | コネクトオリジナルパーカーと繋がろう！～コーデ編～   | コネクトオリジナルパーカーと繋がろう！～コーデ編～   | コネクトオリジナルパーカーと繋がろう！～コーデ編～   | コネクトオリジナルパーカーと繋がろう！～コーデ編～   | コネクトオリジナルパーカーと繋がろう！～コーデ編～   |
| 2月17日 - 21日                   | 2月17日 - 21日                   | （休止週）                                           | （休止週）                                           | （休止週）                                           | （休止週）                                           | （休止週）                                           |
| 2月24日 - 28日(#176 - #180)      | 2月24日 - 28日(#176 - #180)      | チャンピオンベルトと繋がろう！                       | チャンピオンベルトと繋がろう！                       | チャンピオンベルトと繋がろう！                       | チャンピオンベルトと繋がろう！                       | チャンピオンベルトと繋がろう！                       |
| 3月3日 - 7日(#181 - #185)        | 3月3日 - 7日(#181 - #185)        | サラリーマン四天王と繋がろう！                       | サラリーマン四天王と繋がろう！                       | サラリーマン四天王と繋がろう！                       | サラリーマン四天王と繋がろう！                       | サラリーマン四天王と繋がろう！                       |
| 3月10日 - 14日(#186 - #190)      | 3月10日 - 14日(#186 - #190)      | ご褒美と繋がろう！                                   | ご褒美と繋がろう！                                   | ご褒美と繋がろう！                                   | ご褒美と繋がろう！                                   | ご褒美と繋がろう！                                   |
| 3月17日 - 21日(#191 - #195)      | 3月17日 - 21日(#191 - #195)      | たすくん卒業SP 最終回もステーキで素敵に繋がろう！    | たすくん卒業SP 最終回もステーキで素敵に繋がろう！    | たすくん卒業SP 最終回もステーキで素敵に繋がろう！    | たすくん卒業SP 最終回もステーキで素敵に繋がろう！    | たすくん卒業SP 最終回もステーキで素敵に繋がろう！    |

## ゲスト
VTR出演・電話出演は除く。太字は飛び入り出演。

### 1st season

#### 月曜日
- 第1回(2018年4月2日) 佐藤順一
- 第2回(2018年4月9日) 鈴木このみ
- 第3回(2018年4月16日) 小岩井ことり
- 第4回(2018年4月23日) 川崎逸朗
- 第5回(2018年4月30日) くまいもとこ
- 第6回(2018年5月7日) 渕上舞
- 第7回(2018年5月14日) 新田恵海
- 第8回(2018年5月21日) 山崎はるか
- 第9回(2018年5月28日) 徳井青空
- 第10回(2018年6月4日) まんきゅう
- 第11回(2018年6月11日) 長崎行男
- 第12回(2018年6月18日) 丹下桜
- 第13回(2018年6月25日) 豊口めぐみ
- 第14回(2018年7月2日) 木野日菜、岸誠二
- 第15回(2018年7月9日) 田所あずさ
- 第16回(2018年7月16日) 和氣あず未
- 第17回(2018年7月23日) 西明日香
- 第18回(2018年7月30日) 伊藤かな恵
- 第19回(2018年8月6日) 織田かおり
- 第20回(2018年8月13日) 日髙のり子
- 第21回(2018年8月20日) 帆風千春・海乃るり・倉岡水巴（22/7）
- 第22回(2018年8月27日) 八代拓
- 第23回(2018年9月3日) 飯田里穂
- 第24回(2018年9月17日) なかのとおる
- 第25回(2018年9月24日) 朴璐美
- 第26回(2018年10月1日) 檜山修之
- 第27回(2018年10月8日) TRUE（唐沢美帆）
- 第28回(2018年10月15日) 井上喜久子
- 第29回(2018年10月22日) のぐちゆり
- 第30回(2018年10月29日) 富田美憂
- 第31回(2018年11月5日) Coda
- 第32回(2018年11月12日) 石ダテコー太郎
- 第33回(2018年11月19日) 瀬戸麻沙美
- 第34回(2018年11月26日) 近藤玲奈
- 第35回(2018年12月10日) 上田麗奈
- 第36回(2018年12月17日) 本渡楓
- 第37回(2018年12月24日) 佐咲紗花、橋本みゆき
- 第38回(2019年1月7日) 佐藤順一、儀武ゆう子
- 第39回(2019年1月14日) 高橋洋子、向清太朗（天津）
- 第40回(2019年1月21日) 武田羅梨沙多胡
- 第41回(2019年1月28日) はたしょう二
- 第42回(2019年2月4日) 舛本和也
- 第43回(2019年2月11日) 福原綾香
- 第44回(2019年2月18日) 鈴代紗弓
- 第45回(2019年2月25日) 山崎エリイ
- 第46回(2019年3月4日) 2_wEi、古賀葵、小原好美、halca
- 第47回(2019年3月11日) 石川由依

#### 火曜日
- 第5回(2018年5月1日) 井澤詩織
- 第11回(2018年6月12日) 島田秀平[注 51]
- 第12回(2018年6月19日) 亜門虹彦[注 51]
- 第15回(2018年7月10日) 向清太朗（天津）
- 第17回(2018年7月24日) 島袋美由利
- 第20回(2018年8月14日) 三上枝織[注 52]
- 第24回(2018年9月18日) 大和田仁美
- 第25回(2018年9月25日) 梶裕貴
- 第26回(2018年10月2日) ワッキー（ペナルティ）
- 第27回(2018年10月9日) 逢坂良太
- 第29回(2018年10月23日) 白井悠介
- 第30回(2018年10月30日) レイザーラモンRG - 「こぶしたかし」として出演。
- 第32回(2018年11月13日) 大西沙織
- 第33回(2018年11月20日) 金田朋子
- 第35回(2018年12月11日) 向清太朗（天津）
- 第37回(2018年12月25日) 向清太朗（天津）
- 第38回(2019年1月8日) 岡本信彦
- 第40回(2019年1月22日) 逢坂良太
- 第41回(2019年1月29日) 亜門虹彦[注 51]
- 第42回(2019年2月5日) 金田朋子
- 第43回(2019年2月12日) 向清太朗（天津）
- 第45回(2019年2月26日) ビビる大木
- 第46回(2019年3月5日) 古川慎、鈴木崚汰
- 第47回(2019年3月12日) 古賀葵、花守ゆみり
- 第48回(2019年3月19日) 向清太朗（天津）

#### 水曜日
- 第5回(2018年5月2日) 大久保瑠美
- 第7回(2018年5月16日) 和氣あず未
- 第10回(2018年6月10日) 津田美波
- 第14回(2018年7月4日) 香里有佐、高井舞香、関智一
- 第17回(2018年7月25日) 芹澤優
- 第19回(2018年8月8日) 高野麻里佳
- 第20回(2018年8月15日) 小野友樹[注 53]
- 第29回(2018年10月24日) 斎賀みつき、たかはし智秋
- 第30回(2018年10月31日) 湯浅かえで
- 第36回(2018年12月19日) ゆず
- 第38回(2019年1月9日) 上坂すみれ
- 第43回(2019年2月13日) 三森すずこ
- 第44回(2019年2月20日) ゆかな、UNIONE
- 第47回(2019年3月13日) 大坪由佳

#### 木曜日
- 第5回(2018年5月3日) 花江夏樹
- 第9回(2018年5月31日) しみけん[注 51]
- 第14回(2018年7月5日) 下野紘
- 第17回(2018年7月26日) 神尾晋一郎
- 第19回(2018年8月9日) 小野友樹
- 第20回(2018年8月16日) しみけん、神尾晋一郎
- 第24回(2018年9月20日) 下野紘
- 第30回(2018年11月1日) 柿原徹也
- 第32回(2018年11月15日) 福山潤
- 第33回(2018年11月22日) 蒼井翔太
- 第36回(2018年12月20日) 岩井勇気（ハライチ）
- 第38回(2019年1月10日) 下野紘
- 第43回(2019年2月14日) 森久保祥太郎、安元洋貴
- 第46回(2019年3月7日) 寺島惇太
- 第47回(2019年3月14日) 石川界人

#### 金曜日
- 第5回(2018年5月4日) 山寺宏一
- 第11回(2018年6月15日) 半田健人
- 第16回(2018年7月20日) 長縄まりあ
- 第22回(2018年8月31日) 松本梨香
- 第24回(2018年9月21日) 長縄まりあ
- 第25回(2018年9月28日) 阿部敦、小野友樹、木村昴（新MC）
- 第29回(2018年10月26日) 長縄まりあ
- 第31回(2018年11月9日) 水木一郎、佐藤拓也
- 第33回(2018年11月23日) 林勇、関太（タイムマシーン3号）
- 第34回(2018年11月30日) 長縄まりあ、河本啓佑
- 第37回(2018年12月28日) 浪川大輔、谷山紀章、佐藤拓也、長縄まりあ
- 第38回(2019年1月11日) 置鮎龍太郎
- 第39回(2019年1月18日) 速水奨
- 第42回(2019年2月8日) 古谷徹
- 第45回(2019年3月1日) 神谷明
- 第46回(2019年3月8日) 長縄まりあ

### 2nd season

#### 月曜日
- 第1回(2019年4月8日) 関智一、木村昴
- 第5回(2019年5月6日) 花江夏樹、松岡禎丞
- 第6回(2019年5月13日) 細谷佳正
- 第10回(2019年6月10日) 悠木碧
- 第11回(2019年6月17日) 小野友樹
- 第16回(2019年7月22日) 石川界人
- 第19回(2019年8月19日) 仲村宗悟
- 第23回(2019年9月16日) 白井悠介
- 第24回(2019年9月23日) 羽多野渉
- 第26回(2019年10月7日) 立花慎之介
- 第29回(2019年10月28日) 梅原裕一郎
- 第31回(2019年11月11日) 中村悠一
- 第35回(2019年12月9日) 三上枝織、大坪由佳
- 第37回(2019年12月23日) 杉田智和
- 第38回(2020年1月6日) 鳥海浩輔
- 第40回(2020年1月20日) 悠木碧
- 第41回(2020年1月27日) 木村良平
- 第43回(2020年2月10日) 斉藤壮馬
- 第45回(2020年2月24日) なすなかにし
- 第48回(2020年3月16日) 蒼井翔太
- 第49回(2020年3月23日) 西山宏太朗

#### 火曜日
- 第4回(2019年4月30日) 安元洋貴
- 第6回(2019年5月14日) 森渉
- 第7回(2019年5月21日) 尾崎由香、根本流風、小池理子
- 第8回(2019年5月28日) 森渉
- 第10回(2019年6月11日) 剛田武
- 第11回(2019年6月18日) 榎木淳弥
- 第14回(2019年7月9日) 佐々木未来、根本流風、加藤里保菜
- 第16回(2019年7月23日) 黒石高大
- 第18回(2019年8月13日) 浅沼晋太郎
- 第19回(2019年8月20日) 小岩井ことり
- 第23回(2019年9月17日) 白井悠介
- 第25回(2019年10月1日) 森渉
- 第29回(2019年10月29日) 小林裕介、上田麗奈、花守ゆみり、八代拓、大森日雅
- 第32回(2019年11月26日) 森渉
- 第35回(2019年12月10日) 百田夏菜子（ももいろクローバーZ）
- 第36回(2019年12月17日) 大河元気、森渉
- 第40回(2020年1月21日) 森久保祥太郎
- 第41回(2020年1月28日) いとうせいこう
- 第42回(2020年2月4日) 小山剛志
- 第46回(2020年3月3日) 森渉
- 第49回(2020年3月24日) 森渉

#### 水曜日
- 第3回(2019年4月24日) 名塚佳織、種﨑敦美
- 第4回(2019年5月1日) 安元洋貴
- 第7回(2019年5月22日) キック[注 51]
- 第10回(2019年6月12日) 清野茂樹[注 51]
- 第11回(2019年6月19日) 大坪由佳
- 第16回(2019年7月24日) 佳村はるか
- 第18回(2019年8月14日) キック[注 51]
- 第19回(2019年8月21日) 鬼頭明里
- 第20回(2019年8月28日) 清野茂樹[注 51]
- 第27回(2019年10月16日) 清野茂樹[注 51]
- 第29回(2019年10月30日) キック[注 51]
- 第31回(2019年11月13日) 石原夏織
- 第37回(2019年12月25日) 清野茂樹[注 51]
- 第39回(2020年1月15日) 小野大輔
- 第42回(2020年2月5日) 里崎智也
- 第44回(2020年2月19日) 飯田友子、村井美里
- 第49回(2020年3月25日) 清野茂樹・キック[注 51]

#### 木曜日
- 第1回(2019年4月11日) 鈴木達央
- 第2回(2019年4月18日) 山寺宏一
- 第4回(2019年5月2日) 安元洋貴
- 第11回(2019年6月20日) 小山剛志
- 第16回(2019年7月25日) 岸尾だいすけ
- 第18回(2019年8月15日) 平川大輔、上田麗奈
- 第22回(2019年9月12日) 北村匠海
- 第25回(2019年10月3日) 石川界人
- 第26回(2019年10月10日) 櫻井孝宏、逢坂良太
- 第32回(2019年11月21日) 松風雅也
- 第36回(2019年12月19日) 岡本信彦
- 第38回(2020年1月9日) しみけん
- 第40回(2020年1月23日) 古川登志夫
- 第48回(2020年3月19日) 鳥海浩輔、前野智昭、松風雅也

#### 金曜日
- 第2回(2019年4月19日) 下野紘、花江夏樹
- 第4回(2019年5月3日) 安元洋貴
- 第7回(2019年5月24日) 檜山修之、稲田徹
- 第9回(2019年6月7日) 河森正治、速水奨
- 第11回(2019年6月21日) 八代拓、天﨑滉平
- 第12回(2019年6月28日) 白石晴香・富田美憂・鈴代紗弓（Study）
- 第15回(2019年7月19日) 津田健次郎、岩井勇気（ハライチ）
- 第16回(2019年7月26日) ささきいさお
- 第18回(2019年8月16日) たかはし智秋
- 第27回(2019年10月18日) 大塚明夫
- 第28回(2019年10月25日) 串田アキラ
- 第30回(2019年11月8日) 土岐隼一
- 第35回(2019年12月13日) 安元洋貴、金田朋子、木村昴、森渉、浪川大輔、谷山紀章
- 第36回(2019年12月20日) 徳井健太（平成ノブシコブシ）
- 第40回(2020年1月24日) 岩田光央
- 第41回(2020年1月31日) 堀内賢雄
- 第44回(2020年2月21日) 堀江美都子

### 2020

#### 月曜日
- 第2回(2020年6月15日) 山谷祥生
- 第9回(2020年8月10日) 江口拓也
- 第11回(2020年8月24日) 羽多野渉
- 第13回(2020年9月7日) 岩田光央
- 第14回(2020年9月21日) 松岡禎丞
- 第21回(2020年11月16日) 寺島惇太
- 第22回(2020年11月30日) 高橋未奈美
- 第23回(2020年12月7日) 古川慎
- 第24回(2020年12月14日) 田所あずさ
- 第26回(2021年1月11日) 関智一、森久保祥太郎
- 第29回(2021年2月1日) 花江夏樹
- 第32回(2021年3月1日) 羽多野渉

#### 火曜日
- 特別編第7回(2020年6月2日) 木村昴
- 第1回(2020年6月9日) 榎木淳弥
- 第9回(2020年8月11日) 小野大輔
- 第12回(2020年9月1日) 早見沙織
- 第18回(2020年10月27日) キック[注 51]
- 第21回(2020年11月17日) 榎木淳弥
- 第22回(2020年12月1日) 清野茂樹
- 第26回(2021年1月12日) 小野大輔
- 第29回(2021年2月2日) キック[注 51]

#### 水曜日
- 第2回(2020年6月17日) 石原夏織、松村沙友理（乃木坂46） - 松村は冒頭のみ。
- 第6回(2020年7月22日) 高橋李依[注 54]
- 第9回(2020年8月12日) 井口裕香
- 第19回(2020年11月4日) 石原夏織
- 第21回(2020年11月18日) 大坪由佳
- 第26回(2021年1月13日) 近藤玲奈
- 第31回(2021年2月24日) 森久保祥太郎
- 第33回(2021年3月10日) 三森すずこ
- 第34回(2021年3月17日) 菅野真衣、首藤志奈

#### 木曜日
- 第1回(2020年6月11日) 鈴木崚汰
- 第2回(2020年6月18日) 木村昴
- 第3回(2020年6月25日) 杉田智和
- 第9回(2020年8月13日) 小野賢章
- 第10回(2020年8月20日) 村瀬歩
- 第11回(2020年8月27日) とっくん
- 第12回(2020年9月3日) とっくん
- 第14回(2020年9月24日) 神谷浩史
- 第18回(2020年10月29日) 山寺宏一[注 55]
- 第21回(2020年11月19日) 梶原岳人
- 第22回(2020年12月3日) 森久保祥太郎、木村昴、金田朋子
- 第23回(2020年12月10日) 豊永利行
- 第24回(2020年12月17日) 村瀬歩、株元英彰
- 第26回(2021年1月14日) 杉田智和、阪口大助
- 第27回(2021年1月21日) 神谷浩史
- 第29回(2021年2月4日) 逢坂良太
- 第31回(2021年2月25日) 森久保祥太郎
- 第32回(2021年3月4日) 佐藤元
- 第34回(2021年3月18日) 安元洋貴、仲村宗悟

#### 金曜日
- 特別編第1回(2020年4月24日) 八代拓
- 特別編第7回(2020年6月5日) 小野友樹
- 第2回(2020年6月19日) 畠中祐
- 第5回(2020年7月10日) 鈴木このみ
- 第6回(2020年7月24日) 小野賢章、若井おさむ
- 第9回(2020年8月14日) 山寺宏一
- 第13回(2020年9月11日) 寺島拓篤
- 第14回(2020年9月25日) 保住有哉
- 第17回(2020年10月16日) 相羽あいな
- 第18回(2020年10月30日) 相羽あいな
- 第20回(2020年11月13日) 佐藤拓也、大河元気、木村昴、岩崎諒太
- 第21回(2020年11月20日) 世界（EXILE / FANTASTICS from EXILE TRIBE）
- 第24回(2020年12月18日) ムラムラタムラ[注 51]
- 第26回(2021年1月15日) 水木一郎
- 第28回(2021年1月29日) 森川智之
- 第31回(2021年2月26日) 鈴村健一
- 第32回(2021年3月5日) 田所あずさ

#### 繋（コネクト）
- 第26回・第27回(2020年7月20日・21日) YOASOBI
- 第32回(2020年7月28日) 小野賢章
- 第33回(2020年7月29日) KEN THE 390
- 第114回(2020年12月10日) 浪川大輔
- 第116回 - 第120回(2020年12月14日 - 18日) 百田夏菜子（ももいろクローバーZ）
- 第143回 - 第145回(2021年2月3日 - 5日) サンシャイン池崎
- 第154回・第155回(2021年2月25日・26日) 森渉
- 第160回(2021年3月5日) 森久保祥太郎

### 2021

#### 月曜日
- 第4回(2021年5月3日) 鳥海浩輔
- 第8回(2021年6月7日) 島﨑信長
- 第9回(2021年6月14日) 浪川大輔、関智一
- 第14回(2021年7月19日) 土岐隼一
- 第18回(2021年8月16日) 小林千晃
- 第27回(2021年11月1日) 小林千晃、島袋美由利
- 第29回(2021年11月15日) 小林裕介、土岐隼一
- 第30回(2021年11月22日) 高木渉
- 第31回(2021年12月6日) 近藤唯
- 第32回(2021年12月13日) 早見沙織
- 第36回(2022年1月24日) 小西克幸
- 第39回(2022年2月21日) 久保田雅人
- 第40回(2022年2月28日) 島﨑信長、榎木淳弥

#### 火曜日
- 第1回(2021年4月13日) 清野茂樹・キック[注 51]
- 第4回(2021年5月4日) 長縄まりあ
- 第7回(2021年6月1日) 安元洋貴
- 第9回(2021年6月15日) 清野茂樹[注 51]
- 第13回(2021年7月13日) 岡咲美保
- 第18回(2021年8月17日) 谷山紀章
- 第24回(2021年10月12日) 永塚拓馬
- 第27回(2021年11月2日) 松岡禎丞
- 第31回(2021年12月7日) 石見舞菜香、長谷川育美
- 第33回(2021年12月21日) キック[注 51]
- 第35回(2022年1月18日) 伊藤美来、阿部敦
- 第43回(2022年3月22日) 清野茂樹・キック[注 51]

#### 水曜日
- 第3回(2021年4月28日) 石原夏織、近藤玲奈
- 第4回(2021年5月5日) 日笠陽子
- 第7回(2021年6月2日) 安元洋貴
- 第11回(2021年6月30日) 愛美
- 第12回(2021年7月7日) Machico
- 第14回(2021年7月21日) 相良茉優
- 第17回(2021年8月11日) 大塚紗英
- 第18回(2021年8月18日) 工藤晴香、紡木吏佐
- 第20回(2021年9月8日) 千本木彩花
- 第21回(2021年9月15日) 伊藤美来
- 第24回(2021年10月13日) 安野希世乃
- 第27回(2021年11月3日) ファイルーズあい
- 第29回(2021年11月17日) 近藤玲奈
- 第31回(2021年12月8日) 大和田仁美
- 第32回(2021年12月15日) 駒形友梨
- 第33回(2021年12月22日) 徳井青空

#### 木曜日
- 第4回(2021年5月6日) 上村祐翔
- 第5回(2021年5月13日) 岡本信彦
- 第6回(2021年5月27日) 堀江瞬
- 第7回(2021年6月3日) 安元洋貴
- 第9回(2021年6月17日) 興津和幸
- 第10回(2021年6月24日) 清水久嗣[注 51]
- 第15回(2021年7月29日) 江口拓也、梅原裕一郎
- 第16回(2021年8月5日) 石谷春貴
- 第17回(2021年8月12日) シークエンスはやとも[注 51]
- 第18回(2021年8月19日) なつめさんち
- 第20回(2021年9月9日) 岡本信彦
- 第21回(2021年9月16日) 新祐樹、林勇
- 第25回(2021年10月21日) 土岐隼一
- 第29回(2021年11月18日) 津田健次郎
- 第30回(2021年11月25日) 小野賢章
- 第31回(2021年12月9日) 上田瞳、木村千咲
- 第32回(2021年12月16日) 佐久間貴生、峯田大夢
- 第36回(2022年1月27日) 代永翼
- 第37回(2022年2月3日) 細谷佳正
- 第40回(2022年3月3日) 斉藤壮馬

#### 金曜日
- 第4回(2021年5月7日) 野島健児
- 第7回(2021年6月4日) 安元洋貴
- 第10回(2021年6月25日) 谷中公一[注 51]、森久保祥太郎
- 第15回(2021年7月30日) 岩崎諒太
- 第18回(2021年8月20日) 松本梨香
- 第25回(2021年10月22日) 森久保祥太郎
- 第28回(2021年11月12日) 小野大輔、近藤孝行
- 第29回(2021年11月19日) 阪口大助
- 第30回(2021年11月26日) 前田佳織里
- 第31回(2021年12月10日) 大空直美、高柳知葉
- 第35回(2022年1月21日) HideboH（火口秀幸）[注 51]
- 第40回(2022年3月4日) バトリ勝悟
- 第41回(2022年3月11日) 榎木淳弥
- 第42回(2022年3月18日) 田﨑あさひ（Bitter & Sweet）[注 51][注 56]

#### 繋（コネクト）
- 第126回 - 第130回(2021年10月25日 - 29日) スカイピース
- 第146回 - 第150回(2021年11月22日 - 26日) 利根健太朗
- 第161回 - 第163回(2021年12月20日 - 22日) 大森日雅
- 第203回 - 第205回(2022年3月9日 - 11日) Zelarl

#### WEEKEND
- 第1回(2021年4月17日) 岩田光央、八代拓、安元洋貴
- GW特別企画(2021年5月1日・2日)
  - 1日：金田朋子、浪川大輔、浅沼晋太郎
  - 2日：前野智昭、徳井青空、畠中祐
- 第4回(2021年7月4日) 清水久嗣[注 51]
- 第6回(2021年8月15日) 小山剛志、代永翼
- 公開生放送スペシャル(2021年10月9日) 小山剛志、岩田光央、畠中祐、石川界人、斎賀みつき、たかはし智秋
- 第9回(2021年12月11日) 鈴村健一、小野大輔、寺島拓篤
- 第10回(2022年1月15日) 浪川大輔、畠中祐
- 第11回(2022年2月26日) 石川界人・鳥海浩輔[注 55]
- 第12回(2022年3月26日) 安元洋貴、上坂すみれ、浪川大輔、石川界人

#### ザ・セッションfrom 声優と夜あそび
- 第1回(2021年6月25日) 谷山紀章

＃森久保谷山とセッション
- 第2回(2021年7月30日) 畠中祐

＃森久保畠中とセッション
- 第3回(2021年8月27日) 影山ヒロノブ

＃森久保影山とセッション
- 第4回(2021年9月24日) 豊永利行

＃森久保豊永とセッション
- 第5回(2021年10月22日) 鈴村健一

＃森久保鈴村とセッション

### 2022

#### 月曜日
- 第2回(2022年4月18日) 細野哲平（ありがとう）[注 51]
- 第7回(2022年5月30日) 鈴木崚汰
- 第8回(2022年6月6日) Mr.シャチホコ[注 51]
- 第9回(2022年6月13日) 大西沙織
- 第10回(2022年6月20日) 古川慎
- 第12回(2022年7月4日) 伊藤彩沙
- 第17回(2022年8月15日) 鬼頭明里
- 第20回(2022年9月19日) 早見沙織
- 第21回(2022年9月26日) 河西健吾

#### 火曜日
- 第3回(2022年4月26日) 石原夏織
- 第5回(2022年5月10日) 佐伯伊織、佳原萌枝
- 第7回(2022年5月31日) 明坂聡美
- 第20回(2022年9月20日) 富田美憂
- 第22回(2022年10月11日) 東山奈央
- 第25回(2022年11月8日) 加隈亜衣
- 第34回(2023年1月24日) 井澤詩織
- 第37回(2023年2月21日) 会沢紗弥
- 第39回(2023年3月7日) 金元寿子、津田美波
- 第40回(2023年3月14日) 近藤玲奈

#### 水曜日
- 第3回(2022年4月27日) 谷山紀章
- 第7回(2022年6月1日) 小野賢章
- 第10回(2022年6月22日) 鈴木崚汰、富田美憂
- 第24回(2022年10月26日) 影山ヒロノブ
- 第29回(2022年12月7日) 百田夏菜子（ももいろクローバーZ）
- 第31回(2022年12月21日) 名塚佳織
- 第38回(2023年3月1日) 波多野翔、ROβIN
- 第40回(2023年3月15日) 福山潤

#### 木曜日
- 第2回(2022年4月21日) 金田朋子、石川界人
- 第6回(2022年5月26日) 高梨謙吾
- 第7回(2022年6月2日) 武内駿輔
- 第23回(2022年10月20日) 小野賢章
- 第24回(2022年10月27日) 江口拓也、野津山幸宏
- 第26回(2022年11月17日) 大橋彩香
- 第30回(2022年12月15日) 松風雅也
- 第35回(2023年2月9日) 城谷歩・ぁみ（ありがとう）[注 51]、倉本剛（ロケット団）[注 55]
- 第36回(2023年2月16日) 田丸篤志

#### 金曜日
- 第6回(2022年5月27日) 岩崎諒太
- 第7回(2022年6月3日) 三ツ矢雄二
- 第8回(2022年6月10日) 小山剛志
- 第11回(2022年7月1日) 小林千晃
- 第28回(2022年12月2日) 白井悠介
- 第29回(2022年12月9日) 戸谷菊之介
- 第30回(2022年12月16日) 浦和希
- 第34回(2023年1月27日) 小林千晃、佐久間貴生
- 第36回(2023年2月17日) 大塚剛央
- 第37回(2023年2月24日) 助川真蔵、masa
- 第40回(2023年3月17日) 小西克幸

#### 繋
- 第41回 - 第45回(2022年6月13日 - 17日) 古賀葵、小原好美
- 第146回 - 第150回(2022年12月12日 - 16日) 村上奈津実
- 第154回(2022年12月22日) シスター・クレア
- 第155回(2022年12月23日) 三枝明那
- 第186回 - 第190回(2023年2月27日 - 3月3日) 杉谷一隆（振付稼業air:man）
- 第196回 - 第200回(2023年3月13日 - 17日) 篠宮暁、奥仲麻琴

#### WEEKEND
WEEKENDのみMCも記載する。
- 第1回(2022年4月30日)
  - MC：森久保祥太郎 × 安元洋貴 × 三上枝織
- 第2回(2022年5月1日)
  - MC：金田朋子 × 徳井青空 × 仲村宗悟
- 第3回(2022年6月5日)
  - MC：岡本信彦 × 代永翼 × 大坪由佳
- 第4回(2022年6月25日)
  - MC：浪川大輔 × 森久保祥太郎 × 谷山紀章 × 前野智昭
- 第5回(2022年7月23日)
  - MC：たかはし智秋 × 金田朋子 × 佐藤拓也
- 第6回(2022年9月10日)
  - MC：森久保祥太郎
  - ゲスト：浪川大輔、松本梨香、畠中祐
- 第7回(2022年10月23日)
  - MC：五十嵐裕美 × 内田彩 × 大坪由佳 × 徳井青空 × 三上枝織
  - ゲスト：向清太朗（天津）
- 第8回(2022年11月13日)
  - MC：安元洋貴 × 岡本信彦 × 仲村宗悟
  - ゲスト：森久保祥太郎
- 第9回(2022年12月18日)
  - MC：金田朋子 × 石川界人
- 第10回(2023年1月14日)
  - MC：浪川大輔 × 森久保祥太郎 × 岡本信彦
- 第11回(2023年2月4日)
  - MC：安元洋貴 × 細谷佳正 × 吉野裕行
- 第12回(2023年4月1日)
  - MC：関智一 × 浪川大輔 × 森久保祥太郎 × 安元洋貴 × 下野紘 × 岡本信彦 × 金田朋子 × 石川界人

#### ウォーカーズ
- 第2回(2022年4月23日) 2すとりーと
- 第6回(2022年5月28日) ちょうせい豆乳くん
- 第9回(2022年6月18日) ちょうせい豆乳くん
- 第11回・第12回(2022年7月2日・9日) キック
- 第17回・第18回(2022年9月3日・10日) 清野茂樹
- 第36回・第37回(2023年2月25日・3月4日) 2すとりーと
- 第39回(2023年3月18日) 清野茂樹、キック
- 第40回(2023年3月25日) ちょうせい豆乳くん

### 2023

#### 月曜日
- 第2回(2023年4月17日) 逢坂良太
- 第10回(2023年6月26日) 川島零士
- 第12回(2023年7月17日) 伊藤昌弘
- 第27回(2023年11月27日) 梅原裕一郎
- 第30回(2023年12月18日) 置鮎龍太郎
- 第33回(2024年1月22日) 伊東健人
- 第36回(2024年2月19日) 佐藤元
- 第37回(2024年3月4日) リュウジ

#### 火曜日
- 第10回(2023年6月27日) 江口拓也
- 第22回(2023年10月10日) 内田真礼
- 第24回(2023年10月31日) 梶裕貴
- 第32回(2024年1月16日) キック[注 51]
- 第36回(2024年2月20日) 諏訪部順一

#### 水曜日
- 第7回(2023年5月31日) 芹澤優
- 第9回(2023年6月21日) 白石晴香
- 第10回(2023年6月28日) 上田麗奈
- 第11回(2023年7月12日) Machico、天海由梨奈、遠野ひかる
- 第14回(2023年8月9日) 井澤詩織
- 第17回(2023年9月6日) 立花理香、倉持若菜
- 第18回(2023年9月13日) 小林愛香、日笠陽子
- 第23回(2023年10月25日) 仲田ありさ
- 第24回(2023年11月1日) 久住琳
- 第26回(2023年11月15日) 芹澤優、奈波果林
- 第30回(2023年12月20日) 河瀬茉希、大久保瑠美
- 第32回(2024年1月17日) 和氣あず未
- 第34回(2024年2月7日) 白石晴香
- 第36回(2024年2月21日) 久野美咲
- 第37回(2024年3月6日) 駒形友梨

#### 木曜日
- 第3回(2023年4月27日) 入野自由
- 第10回(2023年6月29日) 梅原裕一郎、七海ひろき
- 第13回(2023年7月27日) 大橋彩香
- 第16回(2023年8月31日) 川島零士
- 第18回(2023年9月14日) 杉田智和
- 第21回(2023年10月5日) 津田健次郎
- 第22回(2023年10月12日) 内田彩
- 第24回(2023年11月2日) 神谷浩史
- 第25回(2023年11月9日) 久保ユリカ
- 第26回(2023年11月16日) 村瀬歩
- 第35回(2024年2月15日) 宮崎遊

#### 金曜日
- 第6回(2023年5月26日) 前野智昭[注 57]、三条陸
- 第7回(2023年6月2日) 小野賢章
- 第10回(2023年6月30日) 石川界人
- 第12回(2023年7月21日) 宮瀬尚也
- 第14回(2023年8月25日) 木村昴
- 第17回(2023年9月15日) 堀内賢雄
- 第23回(2023年11月3日) 香取慎吾
- 第27回(2023年12月8日) 木村昴
- 第32回(2024年1月26日) 坂田将吾
- 第33回(2024年2月9日) 長谷川育美
- 第34回(2024年2月16日) 笠間淳

#### 繋
- 第46回 - 第55回(2023年6月26日 - 30日) 21時40分の回と23時30分の回の2本立て
  - 第46回 - 第50回(21時40分) 小西克幸
  - 第51回 - 第55回(23時30分) 小林千晃
- 第130回 - 第134回(2023年11月13日 - 17日) 白井悠介
- 第165回 - 第169回(2024年1月22日 - 26日) 富田美憂
- 第185回 - 第189回(2024年3月4日 - 8日) 川島零士

#### ウォーカーズ
- 第1回 - 第5回(2023年4月10日 - 14日) 岩田光央
- 第6回 - 第10回(2023年4月17日 - 21日) 浦和希
- 第11回 - 第15回(2023年4月24日 - 28日) 置鮎龍太郎
- 第16回 - 第20回(2023年5月1日 - 5日) 林勇
- 第21回 - 第25回(2023年5月8日 - 12日) 吉野裕行
- 第26回 - 第30回(2023年5月22日 - 26日) 草尾毅
- 第31回 - 第35回(2023年5月29日 - 6月2日) 保住有哉
- 第36回 - 第40回(2023年6月5日 - 9日) 速水奨
- 第41回 - 第45回(2023年6月19日 - 23日) 松風雅也
- 第46回 - 第50回(2023年6月26日 - 30日) 小笠原仁
- 第51回 - 第55回(2023年7月10日 - 14日) 三木眞一郎
- 第56回 - 第60回(2023年7月17日 - 21日) 佐藤拓也
- 第61回 - 第65回(2023年7月24日 - 28日) 森嶋秀太
- 第66回 - 第69回(2023年8月7日 - 10日) 岡本信彦
- 第70回 - 第74回(2023年8月21日 - 25日) 大塚芳忠
- 第75回 - 第79回(2023年8月28日 - 9月1日) 堀江瞬
- 第80回 - 第84回(2023年9月4日 - 8日) 畠中祐
- 第85回 - 第89回(2023年9月11日 - 15日)  世界（EXILE / FANTASTICS from EXILE TRIBE）
- 第90回 - 第94回(2023年9月18日 - 22日) 野島健児
- 第95回 - 第99回(2023年9月25日 - 29日) 村瀬歩
- 第100回 - 第104回(2023年10月2日 - 6日) 大河元気
- 第105回 - 第109回(2023年10月9日 - 13日) 岩崎諒太
- 第110回 - 第114回(2023年10月23日 - 27日) 代永翼
- 第115回 - 第119回(2023年10月30日 - 11月3日) たかはし智秋
- 第120回 - 第124回(2023年11月6日 - 10日) 谷山紀章
- 第125回 - 第129回(2023年11月13日 - 17日) 沢城千春
- 第130回 - 第134回(2023年11月27日 - 12月1日) 白井悠介
- 第135回 - 第139回(2023年12年4日 - 8日) 高木渉
- 第140回 - 第144回(2023年12月11日 - 15日) 鈴村健一
- 第145回 - 第149回(2023年12月18日 - 22日) 池澤春菜
- 第150回 - 第154回(2024年1月8日 - 12日) 堀内賢雄
- 第155回 - 第159回(2024年1月15日 - 19日) 戸谷菊之介
- 第160回 - 第164回(2024年1月22日 - 26日) 土岐隼一
- 第165回 - 第169回(2024年2月5日 - 9日) 飯塚雅弓
- 第170回 - 第174回(2024年2月12日 - 16日) 古川登志夫
- 第175回 - 第179回(2024年2月19日 - 23日) 前野智昭
- 第180回 - 第184回(2024年3月4日 - 8日) 安元洋貴
- 第185回 - 第189回(2024年3月11日 - 15日) 豊永利行
- 第190回 - 第194回(2024年3月18日 - 22日) 渕崎ゆり子

#### WEEKEND
WEEKENDのみ「ゲストMC」として扱われる。
- 第1回(2023年4月22日) 仲村宗悟、金田朋子
- 第2回(2023年5月20日) 岡本信彦
- 第3回(2023年6月10日) 森久保祥太郎、仲村宗悟[注 58]
- 第4回(2023年7月22日) 浪川大輔
- 第5回(2023年8月26日) 安元洋貴
- 第6回(2023年9月23日) 千葉翔也、熊谷健太郎
- 第7回(2023年10月28日) 森久保祥太郎
- 第8回(2023年11月18日) 日笠陽子
- 第9回(2023年12月23日) 安元洋貴、岡本信彦
- 第10回(2024年1月20日) 岩田光央、代永翼、浦和希
- 第11回(2024年2月24日) 谷山紀章
- 第12回(2024年3月17日) 八代拓

### 2024

#### 月曜日
- 第4回(2024年5月6日) 蒼井翔太
- 第10回(2024年7月1日) 梅原裕一郎
- 第15回(2024年8月12日) 小林由美子、野原しんのすけ
- 第21回(2024年10月14日) 戸谷菊之介
- 第24回(2024年11月11日) 武内駿輔
- 第27回(2024年12月9日) 市川太一
- 第29回(2024年12月23日) 梅原裕一郎
- 第36回(2025年3月3日) リュウジ

#### 火曜日
- 第4回(2024年5月7日) 井口裕香
- 第6回(2024年5月28日) 福嶋晴菜
- 第7回(2024年6月4日) 市ノ瀬加那
- 第12回(2024年7月16日) 潘めぐみ
- 第14回(2024年8月6日) 前川涼子
- 第16回(2024年8月27日) 立花日菜
- 第17回(2024年9月3日) 稲垣好
- 第20回(2024年10月8日) 前田佳織里
- 第21回(2024年10月15日) さくらみこ
- 第22回(2024年10月22日) 久保田未夢
- 第24回(2024年11月12日) 大西亜玖璃
- 第27回(2024年12月10日) 藤田茜
- 第32回(2025年1月28日) 遠野ひかる
- 第33回(2025年2月4日) 小林愛香
- 第35回(2025年2月25日) 土師亜文

#### 水曜日
- 第4回(2024年5月8日) 梶裕貴、梵そよぎ
- 第6回(2024年5月29日) 梅田修一朗
- 第8回(2024年6月12日) 戸谷菊之介[注 59]
- 第11回(2024年7月10日) 保住有哉
- 第15回(2024年8月14日) 川島零士
- 第16回(2024年8月28日) 梶裕貴、梵そよぎ
- 第21回(2024年10月16日) 今緒かける
- 第23回(2024年11月6日) 川本成、ニーコ
- 第26回(2024年12月4日) 梶原岳人
- 第28回(2024年12月18日) 鈴村健一
- 第31回(2025年1月22日) 井上和彦
- 第34回(2025年2月12日) 永塚拓馬

#### 木曜日
- 第2回(2024年4月25日) 金田朋子、畠中祐
- 第4回(2024年5月9日) 堀江瞬
- 第7回(2024年6月6日) チェリー吉武[注 51]
- 第12回(2024年7月18日) 松本梨香
- 第15回(2024年8月15日) 金田朋子、畠中祐
- 第23回(2024年11月7日) なつめさんち
- 第26回(2024年12月5日) 小野賢章
- 第27回(2024年12月12日) 石川界人
- 第29回(2025年1月9日) 金田朋子、畠中祐
- 第32回(2025年1月30日) 小西克幸
- 第35回(2025年2月27日) 山本祥彰（QuizKnock）[注 51]

#### 金曜日
- 第3回(2024年5月3日) 石見舞菜香[注 55]
- 第4回(2024年5月10日) 小市眞琴、熊田茜音
- 第13回(2024年8月2日) 佐藤拓也
- 第17回(2024年9月6日) 長縄まりあ
- 第23回(2024年11月8日) 久保田未夢
- 第25回(2024年11月22日) 田邊幸輔
- 第26回(2024年12月6日) 佳原萌枝、安野希世乃

#### 土曜日
- 第4回(2024年5月11日) 駒田航
- 第20回(2024年10月12日) ファイルーズあい
- 第21回(2024年10月19日) 坂口拓[注 51]
- 第26回(2024年12月7日) 佐久間貴生
- 第30回(2025年1月18日) Yes!アキト[注 51]
- 第34回(2025年2月15日) 熊谷健太郎
- 第35回(2025年3月1日) 松丸亮吾

#### 繋
- 第6回 - 第15回(2024年4月22日 - 26日) 13時の回と21時40分の回の2本立て
  - 第6回 - 第10回(13時) 浦和希、大久保嘉人
- 第81回 - 第85回(2024年8月26日 - 30日) 梅田修一朗
- 第86回 - 第90回(2024年9月2日 - 6日) 仲村宗悟
- 第106回 - 第110回(2024年10月14日 - 18日) 富田美憂
- 第121回 - 第125回(2024年11月11日 - 15日) Lynn
- 第141回 - 第145回(2024年12月16日 - 20日) 森久保祥太郎
- 第166回 - 第170回(2025年2月3日 - 7日) 杉山里穂
- 第176回 - 第180回(2025年2月24日 - 28日) 稲田徹
- 第181回 - 第185回(2025年3月3日 - 7日) 小原好美

#### プレミアム生放送
出演者全員記載する
- 第1回(2024年7月28日) 仲村宗悟、森久保祥太郎、金田朋子、そびー、オーイシマサヨシ
- 第2回(2024年11月3日) 岡本信彦、八代拓、そびー、川島零士、土屋神葉

### 2025

#### 月曜日
- 第5回(2025年5月19日) 梅田修一朗
- 第12回(2025年7月21日) 梅田修一朗

#### 火曜日
- 第5回(2025年5月20日) 山上兄弟[注 51]
- 第7回(2025年6月3日) 土岐隼一
- 第14回(2025年8月12日) 谷山紀章
- 第15回(2025年8月19日) 梶裕貴、梵そよぎ

#### 水曜日
- 第5回(2025年5月21日) 中村元樹[注 51]、森久保祥太郎、岡本信彦、福西勝也[注 60]
- 第12回(2025年7月23日) そらる

#### 木曜日
- 第4回(2025年5月8日) 三木眞一郎
- 第13回(2025年7月31日) 浦和希

#### 金曜日
- 第6回(2025年5月30日) 佐藤拓也
- 第13回(2025年8月1日) 長沢美樹、岡田雄樹、光部樹

#### 土曜日
- 第5回(2025年5月24日) ゆうきゆう[注 51]
- 第11回(2025年7月19日) 小市眞琴

#### 日曜日
- 第3回(2025年5月4日) 嶋村侑
- 第4回(2025年5月11日) 本渡楓
- 第6回(2025年6月1日) 川口莉奈
- 第7回(2025年6月8日) 古賀葵
- 第11回(2025年7月20日) 上田瞳
- 第12回(2025年7月27日) 水中雅章、川島零士

#### 繋
- 第6回(2025年5月18日) 福西勝也、勝杏里、林勇[注 61]
- 第12回(2025年6月15日) 徳井青空、大坪由佳
- 第18回(2025年7月12日) 内田彩、阿部敦[注 62]。
- 第24回(2025年8月10日) 代永翼、川島零士[注 63]

## レギュラーMC欠席
※代理MC不在・ゲストあり回のみ備考欄にゲスト名を記載。レギュラーMCが作品の舞台の関係上欠席する際は前の回あるいはまたはスケジュールが分かり次第告知する。
| 放送日     | 放送日                           | 欠席             | 代理MC                | 備考                                                                                        |
| ---------- | -------------------------------- | ---------------- | --------------------- | ------------------------------------------------------------------------------------------- |
| 1st season | 2018年5月29日(火)                | 小野友樹         | 向清太朗（天津）      |                                                                                             |
| 1st season | 2018年6月26日(火)                | 小野友樹         | 向清太朗（天津）      |                                                                                             |
| 1st season | 2018年7月6日(金)                 | 佐藤拓也         | 中尾隆聖              |                                                                                             |
| 1st season | 2018年8月3日(金)                 | 関智一           | 小野友樹              |                                                                                             |
| 1st season | 2018年9月18日(火)                | 小野友樹         | 向清太朗（天津）      |                                                                                             |
| 1st season | 2018年10月11日(木)               | 谷山紀章         | 森久保祥太郎 安元洋貴 |                                                                                             |
| 1st season | 2018年11月2日(金)                | 木村昴           | 三ツ矢雄二 井上和彦   |                                                                                             |
| 1st season | 2018年11月13日(火)               | 小野友樹         | 向清太朗（天津）      |                                                                                             |
| 1st season | 2018年11月20日(火)               | 小野友樹         | 向清太朗（天津）      |                                                                                             |
| 1st season | 2018年11月27日(火)               | 小野友樹         | 佐香智久              |                                                                                             |
| 1st season | 2018年12月13日(木)               | 谷山紀章         | 森久保祥太郎 安元洋貴 |                                                                                             |
| 1st season | 2019年1月23日(水)                | 三上枝織         | たかはし智秋          |                                                                                             |
| 2nd season | 2019年4月29日(月)                | 江口拓也         | 神尾晋一郎 武内駿輔   |                                                                                             |
| 2nd season | 2019年6月26日(水)                | 内田真礼         | 洲崎綾                |                                                                                             |
| 2nd season | 2019年7月8日(月)                 | 江口拓也         | 森嶋秀太 小林大紀     |                                                                                             |
| 2nd season | 2019年7月19日(金)                | 関智一           | （不在）              | ゲスト：津田健次郎、岩井勇気（ハライチ）                                                    |
| 2nd season | 2019年9月30日(月)                | （江口拓也）     | 中島ヨシキ            | スケジュールの都合で遅刻する予定だったが、放送時間に間に合ったため全編3人での放送となった。 |
| 2nd season | 2019年10月14日(月)               | 江口拓也         | 仲村宗悟              |                                                                                             |
| 2nd season | 2019年10月28日(月)               | 江口拓也         | （不在）              | ゲスト：梅原裕一郎 なお、途中までの出演となり、アニメ告知以降は安元1人で進行した。          |
| 2nd season | 2019年12月9日(月)                | 江口拓也         | （不在）              | ゲスト：三上枝織、大坪由佳                                                                  |
| 2nd season | 2020年3月2日(月)                 | 安元洋貴         | 福圓美里              |                                                                                             |
| 2nd season | 2020年3月13日(金)                | 大河元気         | 置鮎龍太郎            |                                                                                             |
| 2020       | 2020年4月21日(火)                | 内田真礼         | 中原麻衣              |                                                                                             |
| 2020       | 2020年4月28日(火)                | 内田真礼         | 松岡禎丞              |                                                                                             |
| 2020       | 2020年5月27日(水)                | 小松未可子       | 小原好美              |                                                                                             |
| 2020       | 2020年8月31日(月)                | （仲村宗悟）     | 小山剛志              | 仲村は自宅からリモート出演。（冒頭と終盤のみ）                                              |
| 2020       | 2020年11月13日(金)               | 森久保祥太郎     | （不在）              | 飛び入りゲスト：佐藤拓也、大河元気、木村昴、岩崎諒太                                        |
| 2021       | 2021年4月14日(水)                | 徳井青空         | （不在）              |                                                                                             |
| 2021       | 2021年4月28日(水)                | 上坂すみれ       | （不在）              | ゲスト：石原夏織、近藤玲奈                                                                  |
| 2021       | 2021年7月6日(火)                 | 下野紘           | 日笠陽子              |                                                                                             |
| 2021       | 2021年7月13日(火)                | 下野紘           | 畠中祐                |                                                                                             |
| 2021       | 2021年10月13日(水)               | 愛美             | （不在）              | ゲスト：安野希世乃                                                                          |
| 2021       | 2021年11月3日(水)                | 上坂すみれ       | （不在）              | ゲスト：ファイルーズあい                                                                    |
| 2021       | 2021年11月17日(水)               | 愛美             | （不在）              | ゲスト：近藤玲奈                                                                            |
| 2021       | 2021年11月26日(金)               | 畠中祐           | 佐藤拓也              |                                                                                             |
| 2021       | 2022年2月1日(火)                 | 下野紘           | 利根健太朗 佐藤元     |                                                                                             |
| 2021       | 2022年2月2日(水)                 | 上坂すみれ       | （不在）              |                                                                                             |
| 2021       | 2022年2月8日(火)                 | 下野紘           | 安元洋貴              |                                                                                             |
| 2022       | 2022年4月26日(火)                | 上坂すみれ       | 井澤詩織              |                                                                                             |
| 2022       | 2022年5月6日(金)                 | （仲村宗悟）     | 岩田光央              | 仲村は大阪から中継で出演。                                                                  |
| 2022       | 2022年6月28日(火)                | 上坂すみれ       | 安元洋貴 鳥海浩輔     | 番組が始まるまでシークレットとなっていた。                                                  |
| 2022       | 2022年7月5日 - 26日(火)          | 上坂すみれ       | 小松未可子            |                                                                                             |
| 2022       | 2022年7月20日(水)                | 森久保祥太郎     | 八代拓                |                                                                                             |
| 2022       | 2022年7月25日 - 29日(繋)         | 石川界人         | 仲村宗悟              |                                                                                             |
| 2022       | 2022年7月29日(金)                | 仲村宗悟         | 浪川大輔              |                                                                                             |
| 2022       | 2022年8月2日(火)                 | 上坂すみれ       | 徳井青空              |                                                                                             |
| 2022       | 2022年8月5日(金)                 | 仲村宗悟         | 金田朋子 石川界人     | 金田は番組の途中から出演。                                                                  |
| 2022       | 2022年8月5日(繋)                 | 石川界人         | 岡本信彦              |                                                                                             |
| 2022       | 2022年8月9日(火)                 | たかはし智秋     | 関智一                | 番組初の両MC欠席。                                                                          |
| 2022       | 2022年8月9日(火)                 | 上坂すみれ       | 金田朋子              | 番組初の両MC欠席。                                                                          |
| 2022       | 2022年8月16日(火)                | 上坂すみれ       | 徳井青空              |                                                                                             |
| 2022       | 2022年8月17日(水)                | 蒼井翔太         | 仲村宗悟              |                                                                                             |
| 2022       | 2022年8月19日(金)                | 関智一           | 石川界人              |                                                                                             |
| 2022       | 2022年8月30日(火)                | 上坂すみれ       | 五十嵐裕美            |                                                                                             |
| 2022       | 2022年9月6日(火)                 | 上坂すみれ       | 金田朋子              |                                                                                             |
| 2022       | 2022年9月21日(水)                | 蒼井翔太         | 岩田光央              |                                                                                             |
| 2022       | 2022年11月10日(木)               | 細谷佳正         | 林勇                  |                                                                                             |
| 2022       | 2022年12月2日(金)                | 関智一           | （不在）              | ゲスト：白井悠介                                                                            |
| 2022       | 2022年12月7日(水)                | 蒼井翔太         | 仲村宗悟              |                                                                                             |
| 2022       | 2023年1月23日(月)                | 岡本信彦         | 代永翼                |                                                                                             |
| 2022       | 2023年2月28日(火)                | たかはし智秋     | 田所あずさ            |                                                                                             |
| 2022       | 2023年3月13日 - 17日(繋)         | 石川界人         | 仲村宗悟              |                                                                                             |
| 2023       | 2023年4月17日(月)                | 白井悠介         | （不在）              | ゲスト：逢坂良太                                                                            |
| 2023       | 2023年5月3日(水)                 | 上坂すみれ       | 大森日雅              |                                                                                             |
| 2023       | 2023年5月12日(金)                | 岡本信彦         | ファイルーズあい      |                                                                                             |
| 2023       | 2023年6月28日(水)                | 鈴木愛奈         | （不在）              | ゲスト：上田麗奈                                                                            |
| 2023       | 2023年7月12日(水)                | 鈴木愛奈         | （不在）              | ゲスト：Machico、天海由利奈、遠野ひかる                                                     |
| 2023       | 2023年7月19日(水)                | 鈴木愛奈         | 高森奈津美            |                                                                                             |
| 2023       | 2023年8月23日(水)                | 鈴木愛奈         | 三上枝織              |                                                                                             |
| 2023       | 2023年8月30日(水)                | 鈴木愛奈         | 夏吉ゆうこ            |                                                                                             |
| 2023       | 2023年9月6日 - 27日(水)          | 鈴木愛奈         | 洲崎綾                |                                                                                             |
| 2023       | 2023年10月4日 - 25日(水)         | 鈴木愛奈         | 安野希世乃            | 2回目となる両MC欠席。（10月4日のみ）                                                        |
| 2023       | 2023年10月4日(水)                | 上坂すみれ       | 徳井青空              | 2回目となる両MC欠席。（10月4日のみ）                                                        |
| 2023       | 2023年11月1日 - 29日(水)         | 鈴木愛奈         | 三上枝織              |                                                                                             |
| 2023       | 2023年11月13日(月)               | 八代拓           | 浦和希                |                                                                                             |
| 2023       | 2023年12月13日(水)               | 鈴木愛奈         | 大坪由佳              |                                                                                             |
| 2023       | 2024年3月6日(水)                 | 上坂すみれ       | （不在）              | ゲスト：駒形友梨                                                                            |
| 2024       | 2024年5年3日(金)                 | 関智一           | （不在）              | コーナーゲスト：石見舞菜香                                                                  |
| 2024       | 2024年5月14日(火)                | 上坂すみれ       | 和氣あず未            |                                                                                             |
| 2024       | 2024年6月10日(WEEKEND)           | 石川界人         | 森久保祥太郎 仲村宗悟 |                                                                                             |
| 2024       | 2024年7月4日(木)                 | 花江夏樹         | 小山剛志 仲村宗悟     |                                                                                             |
| 2024       | 2024年7月9日(火)                 | 上坂すみれ       | 大橋彩香              |                                                                                             |
| 2024       | 2024年7月11日(木)                | 花江夏樹         | 沢城千春 野津山幸宏   |                                                                                             |
| 2024       | 2024年8月8日(木)                 | 花江夏樹         | 谷山紀章              |                                                                                             |
| 2024       | 2024年8月13日(火)                | 上坂すみれ       | 黒沢ともよ            |                                                                                             |
| 2024       | 2024年8月15日(木)                | 花江夏樹         | 仲村宗悟              |                                                                                             |
| 2024       | 2024年10月4日(金)                | 関智一           | 上田瞳                |                                                                                             |
| 2024       | 2024年11月11日 - 15日(繋)        | 畠中祐           | 代永翼                |                                                                                             |
| 2024       | 2025年1月10日 - 3月7日・21日(金) | ファイルーズあい | 岡本信彦              |                                                                                             |
| 2024       | 2025年2月4日(火)                 | 芹澤優           | （不在）              | ゲスト：小林愛香                                                                            |
| 2024       | 2025年2月11日(火)                | 上坂すみれ       | 徳井青空              |                                                                                             |
| 2024       | 2025年3月14日(金)                | ファイルーズあい | そびー                |                                                                                             |
| 2025       | 2025年7月3日(木)                 | 花江夏樹         | 仲村宗悟              |                                                                                             |
| 2025       | 2025年7月24日(木)                | 花江夏樹         | 細谷佳正              |                                                                                             |
| 2025       | 2025年8月1日(金)                 | 川島零士         | 置鮎龍太郎            |                                                                                             |
| 2025       | 2025年8月22日(金)                | 川島零士         | 緑川光                |                                                                                             |
| 2025       | 2025年8月24日(日)                | 長縄まりあ       | 遠野ひかる            |                                                                                             |
| 2025       | 2025年8月26日(火)                | 入野自由         | 小野大輔              |                                                                                             |

## テーマソング
- 森久保祥太郎・仲村宗悟「夜あそびしようぜ」（2022年1月17日 - ）
  - 『2021』のWEEKENDで森久保と仲村が制作した楽曲。
  - 2022年1月15日（土）のWEEKENDでウルトラ寿司ふぁいやーによるアレンジが加えられた完成版がお披露目され、翌週月曜からエンディングテーマとして流れている。
  - 2022年8月12日（金）より配信開始。
  - 2023年2月28日週の繋で振付稼業air:manによって振り付けがつけられた。
  - 2023年6月10日（土）のWEEKENDにて、ウォーカーズの部分を追加するなどサビの歌詞をアップデートした。

## スタッフ(エンドクレジット表示分)
|                                    | 月                                | 火                                | 水                                | 木                                | 金                                | 繋(コネクト)                      | ウォーカーズ                        | WEEKEND                           | 声優とフィギュる                  |
| ---------------------------------- | --------------------------------- | --------------------------------- | --------------------------------- | --------------------------------- | --------------------------------- | --------------------------------- | ----------------------------------- | --------------------------------- | --------------------------------- |
| 総合演出                           | 笠井秀樹                          | 笠井秀樹                          | 笠井秀樹                          | 笠井秀樹                          | 笠井秀樹                          | 笠井秀樹                          | 笠井秀樹                            | 笠井秀樹                          | 笠井秀樹                          |
| 構成                               | 宮地ケンスケ                      | 溝端隆三                          | 吉川スミス                        | 溝端隆三                          | 吉田総                            | 吉川スミス                        | 吉川スミス                          | 吉川スミス                        | 吉川スミス                        |
| チーフディレクター                 | （不在）                          | （不在）                          | （不在）                          | （不在）                          | （不在）                          | （不在）                          | 羽生千詠美                          | （不在）                          | （不在）                          |
| ディレクター                       | 宇津圭太                          | 桑原星二                          | 高橋咲菜                          | 林隆一朗                          | 小島和也                          | 辻井俊                            | 増田友裕 小山昌裕                   | 林隆一朗 高橋咲菜                 | 宇津圭太 高橋咲菜                 |
| アシスタントディレクター           | 佐藤央望                          | 佐藤央望                          | 佐藤央望                          | 佐藤央望                          | 佐藤央望                          | 佐藤央望                          | 金水正                              | 佐藤央望                          | 佐藤央望                          |
| アシスタントディレクター           | 倉田紗希 君島歩美                 | 為成真子                          | 石田里穂                          | 江波戸峻                          | 吉田理子                          | 田中琴美                          | 久保田愛理 清水真織                 | 金水正 田中琴美                   | 倉田紗希 為成真子                 |
| アシスタントプロデューサー         | 内野和佳子                        | 内野和佳子                        | 内野和佳子                        | 内野和佳子                        | 内野和佳子                        | 内野和佳子                        | 高山香織                            | 内野和佳子                        | 高山香織                          |
| カメラ                             | 不定                              | 不定                              | 不定                              | 不定                              | 不定                              | 不定                              | 不定                                | 不定                              | 不定                              |
| 音声                               | 福地弘恭 藤井順也                 | 竹内秀樹                          | 藤井順也                          | 角田彰久 矢作佳祐                 | 角田彰久                          | 藤井順也 岩田彩                   | （不在）                            | 角田彰久 仲村心 岩田彩            | 角田彰久                          |
| CA                                 | （不在）                          | （不在）                          | （不在）                          | （不在）                          | （不在）                          | （不在）                          | （不在）                            | 飯塚幸子                          | （不在）                          |
| SW                                 | 不定                              | 不定                              | 不定                              | 不定                              | 不定                              | 不定                              | （不在）                            | 不定                              | 不定                              |
| TD                                 | （不在）                          | （不在）                          | （不在）                          | （不在）                          | （不在）                          | （不在）                          | （不在）                            | 矢川祐介                          | （不在）                          |
| 収録                               | （不在）                          | （不在）                          | （不在）                          | （不在）                          | （不在）                          | 福地弘恭                          | （不在）                            | 六本木拓匡                        | （不在）                          |
| ロケ技術                           | （不在）                          | （不在）                          | （不在）                          | （不在）                          | （不在）                          | （不在）                          | 松永大佑 谷口知己 山本彩可 上野篤史 | （不在）                          | （不在）                          |
| スタジオ技術                       | （不在）                          | （不在）                          | （不在）                          | （不在）                          | （不在）                          | （不在）                          | 矢川祐介 小堀則之                   | （不在）                          | （不在）                          |
| 音効                               | 細川慶太                          | 細川慶太                          | 細川慶太                          | 細川慶太                          | 細川慶太                          | 細川慶太                          | （不在）                            | 岸有紗                            | 細川慶太                          |
| アートディレクター                 | ミショー樹梨亜                    | ミショー樹梨亜                    | ミショー樹梨亜                    | ミショー樹梨亜                    | ミショー樹梨亜                    | ミショー樹梨亜                    | ミショー樹梨亜                      | ミショー樹梨亜                    | 奥迫春香                          |
| デザイナー                         | 風間諒                            | 風間諒                            | 風間諒                            | 風間諒                            | 風間諒                            | 風間諒                            | 風間諒                              | 風間諒                            | 多田瑛利                          |
| フォトグラファー                   | 高木亜麗 三宅祐介                 | 高木亜麗 三宅祐介                 | 高木亜麗 三宅祐介                 | 高木亜麗 三宅祐介                 | 高木亜麗 三宅祐介                 | 高木亜麗 三宅祐介                 | 高木亜麗 三宅祐介                   | 高木亜麗 三宅祐介                 | （不在）                          |
| オープニング/tムービーディレクター | 黒岡萌奈                          | 黒岡萌奈                          | 黒岡萌奈                          | 黒岡萌奈                          | 黒岡萌奈                          | 黒岡萌奈                          | 黒岡萌奈                            | 黒岡萌奈                          | 黒岡萌奈                          |
| オープニング音楽                   | 吉田ゐさお                        | 吉田ゐさお                        | 吉田ゐさお                        | 吉田ゐさお                        | 吉田ゐさお                        | 吉田ゐさお                        | 吉田ゐさお                          | 吉田ゐさお                        | 吉田ゐさお                        |
| オープニングCG                     | 涌井嶺                            | 涌井嶺                            | 涌井嶺                            | 涌井嶺                            | 涌井嶺                            | 涌井嶺                            | 涌井嶺                              | 涌井嶺                            | （不在）                          |
| 美術                               | （不在）                          | （不在）                          | （不在）                          | （不在）                          | （不在）                          | （不在）                          | （不在）                            | フジアール                        | （不在）                          |
| 照明                               | （不在）                          | （不在）                          | （不在）                          | （不在）                          | （不在）                          | （不在）                          | （不在）                            | ハートス                          | （不在）                          |
| 音楽提供                           | JOYSOUND OtoLogic(カラオケ回のみ) | JOYSOUND OtoLogic(カラオケ回のみ) | JOYSOUND OtoLogic(カラオケ回のみ) | JOYSOUND OtoLogic(カラオケ回のみ) | JOYSOUND OtoLogic(カラオケ回のみ) | JOYSOUND OtoLogic(カラオケ回のみ) | JOYSOUND OtoLogic(カラオケ回のみ)   | JOYSOUND OtoLogic(カラオケ回のみ) | JOYSOUND OtoLogic(カラオケ回のみ) |
| 衣装協力                           | 記載なし                          | 記載なし                          | EmilyTemplecute heki ほか         | 記載なし                          | 記載なし                          | 記載なし                          | 記載なし                            | 記載なし                          | 記載なし                          |
| 技術協力                           | BULL                              | BULL                              | BULL                              | 文化工房                          | 文化工房                          | BULL                              | 共同テレビジョン BULL               | BULL                              | BULL                              |
| プロデューサー                     | 山崎健詞                          | 山崎健詞                          | 山崎健詞                          | 山崎健詞                          | 山崎健詞                          | 山崎健詞                          | 山崎健詞                            | 山崎健詞                          | 山崎健詞                          |
| プロデューサー                     | 陳悠美                            | 陳悠美                            | 陳悠美 堀越玲央                   | 陳悠美 内藤香織                   | 内藤香織                          | 陳悠美 堀越玲央                   | 陳悠美 内藤香織                     | 陳悠美                            | 志村雄基                          |
| 制作協力                           | ウッドオフィス                    | ウッドオフィス                    | ウッドオフィス                    | ウッドオフィス                    | ウッドオフィス                    | ウッドオフィス                    | ウッドオフィス                      | ウッドオフィス                    | ウッドオフィス                    |
| 制作著作                           | ABEMA                             | ABEMA                             | ABEMA                             | ABEMA                             | ABEMA                             | ABEMA                             | ABEMA                               | ABEMA                             | ABEMA                             |

### 声優と夜あそび 28時間テレビ大感謝祭～Say You Thank You～（2022年8月20日・21日）

#### 5555円でGO!金田朋子の555Km旅 岩手県中継
TD
伊藤和博
カメラ
浅沼淳一
鷹觜浩司
CA
茅橋善和
AUD
工藤実徳
電源
工藤大輔
照明
小野寺廣起
技術協力
トラストネットワーク

#### 5555円でGO!金田朋子の555Km旅 千葉県中継
カメラ
菊島惇子
猪井泉彦
CA
會田萌
村重昌太
AUD
石井徹
技術協力
共同テレビジョン

#### 美しいやまびこを響かせろ！石川界人のヤッホーチャレンジ
カメラ
東城武彦
根田義功
AUD
橋本直樹
林栄良
技術協力
アポロプロダクション

#### 世紀の異種短距離レース！声優vs馬
TD
岩原正明
技術デスク
藤森亮二
SW
村田 陸彦
カメラ
寺澤由明
山内新太
金子紘之
今井建太
米澤嘉浩
甲木景
CA
橋口貫太郎
高橋一貴
松村裕太
堀菜々美
VE
八谷勇太郎
池田祐一郎
伝送
佐々木謙太
スロー
小沢俊博
松尾良次
MIX
南雲長忠
AUD
清水新太郎
芦田沙織
ドローン
高橋一徳
寺見遥希
照明
名取孝昌
山内圭
高星武志
太田温登
西田文彦
電源
白石 成一
ドライバー
海保義昭
佐久間清
上里茉莉子
東祐平
中継回線
知念哲治
木下快
技術協力
NiTRo
日本テレビアート
沖創工

#### シャトーアメーバスタジオ
TM
茅野祥子
木島洋
TP
田中優貴
総合TD
矢川祐介
TD
福地弘恭
SW
桑澤孝博
小堀則之
古谷智樹
カメラ
矢内浩一
黒田秀樹
小松忠信
五江渕勝
野田祐介
吉田剛
大内創
高橋宏明　
佐藤幸子
成毛紳
和田晋
山田洋和
杉山紀行
佐藤文哉
青木俊一
音声
竹内秀樹
正見康介
道見雄一
藤井順也
西田敬
竹内浩史
小泉一真　
天野智帆
中村心
収録
六本木拓匡
吉岡辰沖
熊倉智大
照明
磯貝大彦
古谷美明
宮脇正樹
西島亮
技術協力
BULL
文化工房
池田屋
ハートス
美術協力
フジアール

#### 制作スタッフ
総合構成
吉川スミス
構成
吉田聡
溝端隆三
宮地ケンスケ
音効
細川慶太
岸有彩
中島千奈美
編集MA
麻布プラザ レイズスタジオ
MJStudioLuck
車両
スターラインエクスプレス COM
アシスタントプロデューサー
高山香織
内野和佳子
石川栞
アシスタントディレクター
辻井俊
吉本樹
高橋咲菜
金水正
佐藤央望
倉田紗希
北谷航一
小池咲紀
田中琴美
江波戸俊
為成真子
ディレクター
宇津圭太
小島和也
林隆一朗
羽生千詠美
五味渕千明
増田友裕
高田裕治
小宮昌裕
桑原星二
斉藤健
総合演出
笠井秀樹
プロデューサー
山崎健詞
陳悠美
大塚誠
内藤香織
制作協力
ウッドオフィス
製作著作
ABEMA

## 特別番組

### 大忘年会SP
『2020』以降、毎年年末に放送される特別番組。各曜日のMCが集結し1年間の振り返りややらかし大賞を決定する。
なお、『1st』でも大忘年会が行われているが、内容が全く異なるためここでは記述しない。
やらかし大賞
大忘年会SPのメイン企画。「やらかしVTR」と題した各曜日の振り返りVTRを見た後、ノミネートされたMCがやらかしMC（YES）か否（NO）かを視聴者投票によって決定。YESのパーセンテージが最も高いMCがその年のやらかし大賞となり、キツいお仕置きを受ける。
2020
- 出演者：安元洋貴・仲村宗悟（月曜）、小松未可子・上坂すみれ（水曜）、浪川大輔・石川界人（木曜）、関智一・森久保祥太郎（金曜）、金田朋子・木村昴（繋）

| 曜日   | ノミネート | やらかし内容 | 得票率（太字はやらかし大賞） |
| ------ | ---------- | --- | ---------------------------- |
| 月曜日 | 仲村       | 油に水で煙モクモク（「安仲めし」にて、仲村が油で焦げた中華鍋に水をぶちこんだシーン）                                                                                 | 58%                          |
| 火曜日 | 下野・内田 | 勝手にイチャイチャ（『トントンボイス相撲』にて、安元人形と金田人形で取り組みさせたシーン）                                                                           | 66%                          |
| 水曜日 | 小松       | 変なツボにドハマり（「声優算」と上坂誕生日SPでの「的なバースデーソング歌ってみた」での一幕）                                                                         | 73%                          |
| 木曜日 | 浪川       | グダグダフラッシュモブ（「石川界人バースデーSP」にて、サプライズでフラッシュモブを仕掛けたが、浪川が歌詞とメロディを忘れてしまたためグダグダになってしまったシーン） | 96%                          |
| 金曜日 | 関         | 事前告知動画に出ない（スタッフのやらかしが多いため放送外から選出）                                                                                                   | 49%                          |
| 繋     | 木村       | 本当の涙は流せない（「涙と繋がろう!」という企画で木村が一滴も涙を流すことができず、金田を引かせてしまったシーン）                                                    | 65%                          |

- お仕置き：お猿さん（ほたるくん）からゴムパッチン

- 二次会企画：関智一愛車爆破ドッキリ、夜あそびMC相性診断

2021
- 出演者：安元洋貴・前野智昭（月曜）、下野紘・内田真礼（火曜）、小松未可子・上坂すみれ・徳井青空（水曜）、浪川大輔・石川界人（木曜）、関智一・畠中祐（金曜）、金田朋子・木村昴（繋）、森久保祥太郎・仲村宗悟（WEEKEND）

| 曜日    | ノミネート       | やらかし内容 | 得票率（太字はやらかし大賞） |
| ------- | ---------------- | --- | ---------------------------- |
| 月曜日  | （スタッフ）     | 8,000円缶切り事件（スタッフが購入した高級缶切りが実は数百円の安物だった）                                                       | 42.8%                        |
| 火曜日  | 下野             | しりとりで『まりも→りんご』（曜日対抗夜あそび選手権で行われたメモリーしりとりチャレンジでの下野のミス）                         | 85.7%                        |
| 水曜日  | 小松・上坂・徳井 | 食べ物で遊ぶ小松・徳井・上坂（せんべろおつまみ交換にて、肌色のソーセージを『アレ』に見立てて遊んだ3人）                         | 59.7%                        |
| 木曜日  | 浪川・石川       | ゲストをフリにするMC（東京リベンジャーズの告知ゲストの新祐樹と林勇をフリにして、おもしろヤンキーコスをしてゲストを引かせた2人） | 80.8%                        |
| 金曜日  | 畠中             | ちゃんと告知ができない（最後のアニメ告知で読み間違いが多かった畠中）                                                            | 83.1%                        |
| 繋      | 木村             | やっぱり涙は流せない（今回も「涙と繋がろう」で涙を流せなかった木村）                                                            | 75.1%                        |
| WEEKEND | 仲村             | とんでもない姿でイスに座る仲村宗悟（仲村がラブホテル内でM字開脚でつるされたポーズで出迎え）                                     | 89.7%                        |

- お仕置き：アジャコングから一斗缶攻撃

- 二次会企画：曜日対抗！夜あそびトーナメント

2022
- 出演者：安元洋貴・岡本信彦（月曜）、たかはし智秋・上坂すみれ（火曜）、森久保祥太郎（水曜）、浪川大輔（木曜）、関智一・仲村宗悟（金曜）、金田朋子・石川界人（繋）、下野紘・内田真礼（ウォーカーズ）、そびー
- 二次会ゲスト：浜口京子

| 曜日         | ノミネート | やらかし内容 | 得票率（太字はやらかし大賞） |
| ------------ | ---------- | --- | ---------------------------- |
| 月曜日       | 岡本       | 自意識過剰+先輩の巻き込み（スタッフに向けられた「かわいい」というコメントを自分に向けられたものと勘違いしたあげく安元も巻き込んだ岡本）        | 87.6%                        |
| 火曜日       | たかはし   | セクシー自由演技で曜日対抗強制終了（曜日対抗夜あそび選手権で行われたレインコート収納リレーにて、たかはしが時間を使いすぎて失格になったシーン） | 29.8%                        |
| 水曜日       | 森久保     | 太いアレを並べてあそぶ森久保（太いスペシャルにて、用意された太いアレを並べて本物の『アレ』に見立てた森久保）                                   | 92.2%                        |
| 木曜日       | 浪川・細谷 | 告知させないMC（告知ゲストで来た江口拓也・野津山幸宏を相手に告知を賭けた対決を行った際、ガチで勝ちにいった2人）                                | 76.3%                        |
| 金曜日       | 関         | 企画無視で大暴走（ミリオンカラオケにて、直前まで行われていた生電話企画を仲村が歌っている最中にも続けた関）                                     | 73.1%                        |
| 繋           | 金田       | ウニ丼に一喜一憂し過ぎる49歳一児の母（「ローションで繋がろう」にて、ご褒美のウニ丼を賭けた対決で負けた金田が悔し涙を見せたシーン）             | 49.4%                        |
| ウォーカーズ | 下野       | 一流声優なのに「プレミアム」が言えない（いろんなところで噛み、番組タイトルも噛み、プレミアムでも噛む下野）                                     | 58%                          |

- お仕置き：高所スピーチ

- 二次会企画：視聴者プレゼントを賭けた3大チャレンジ

2023
- 出演者：安元洋貴・八代拓（月曜）、谷山紀章・下野紘（火曜）、上坂すみれ（水曜）、浪川大輔・花江夏樹（木曜）、関智一・岡本信彦（金曜）、金田朋子・仲村宗悟（繋）、森久保祥太郎（ウォーカーズ）、石川界人（WEEKEND）、そびー
- 二次会ゲスト：テツandトモ

| 曜日         | ノミネート | やらかし内容 | 得票率（太字はやらかし大賞） |
| ------------ | ---------- | --- | ---------------------------- |
| 月曜日       | 白井       | 本番中に屁（直前の企画で安納芋を食べすぎて生放送中にオナラをしたシーン）                                                                                              | 47%                          |
| 火曜日       | 下野       | 勝手におでこをぶつける43歳（「クイズ！これって何年？」のコーナー中、谷山の変な動きに大笑いした下野がテーブルの上にあったお酒の瓶に頭をぶつけたシーン）                | 36%                          |
| 水曜日       | 鈴木       | おっさんに裸を強要+過激な下ネタ発言（「CM明けたら予防接種しているおっさんに転生していた件。」にて、おっさんに服を脱ぐように指示した上に、過激な下ネタを言ったシーン） | 82%                          |
| 木曜日       | 花江       | モニター破壊（「浪川VS花江」の鍋ぶた卓球対決にて、花江のフルスイングで鍋ぶたが飛んでいきモニターを破壊したシーン）                                                    | 99%                          |
| 金曜日       | 関         | うっかりミスで誕生日SPが台無し（「岡本信彦誕生日SP」にて、動画に残そうとスマホで撮影しようとしたところ、録画ボタンを押し忘れて全く撮影できていなかったシーン）        | 64%                          |
| 繋           | 仲村       | AD田中への発言（「謎解きで繋がろう！」にて、謎が解けたご褒美としてプレゼントされたAD田中のブロマイドに対してデリカシーのない発言をしたシーン）                        | 72%                          |
| ウォーカーズ | 森久保     | 酔っ払いおじさんのダル絡み3連発（「白井悠介ゲスト回」にて、ロケ地の居酒屋の女性店員にめんどくさいダル絡みをしたシーン）                                               | 71%                          |
| WEEKEND      | 石川       | 告知が早口（毎回読まれる視聴者からのメッセージ募集の告知文がいつも早口すぎる）                                                                                        | 37%                          |

- お仕置き：ウサギの着ぐるみを着てビリビリ椅子

- 二次会企画：夜あそび大ビンゴ大会

2024
- 出演者：安元洋貴・八代拓（月曜）、上坂すみれ・芹澤優（火曜）、森久保祥太郎・石川界人（水曜）、浪川大輔・花江夏樹（木曜）、関智一（金曜）、岡本信彦・仲村宗悟（土曜）、金田朋子・畠中祐（繋）、そびー
- 二次会ゲスト：ZAZY

| 曜日   | ノミネート | やらかし内容 | 得票率（太字はやらかし大賞） |
| ------ | ---------- | --- | ---------------------------- |
| 月曜日 | 安元       | 得意気にヒントをカマす安元（そびーの持ち込み企画「モモンガウォッチング」にて、答えをサンマだと思い込んだ安元が、考え中のそびーに対して得意気にヒントを出したが、正解はカマスだったシーン） | 38%                          |
| 火曜日 | 芹澤       | スタッフに生クリームを強制（「芹澤優誕生日SP」にて、生クリームを何人かのスタッフの口に直接注入したシーン）                                                                                 | 55%                          |
| 水曜日 | 石川       | クオリティの低〜いモノマネ（「全俺が泣く！うれしいが過ぎるセリフ」にて、森久保が大御所MCに言われたら嬉しい言葉を石川が言うターンで、某お笑い怪獣のモノマネが全く似ていなかったシーン）     | 67%                          |
| 木曜日 | 浪川       | 浪川、サボってない？（番組を盛り上げるためのやらかしが多い花江に対し、「フリップが逆さま」「イントロクイズなのにジェスチャー」など、全体的にやらかしが弱い）                               | 60%                          |
| 金曜日 | 関         | 超ベテラン声優なのに笑いのために新人ADをダシにする（「パイパイ3番勝負」にて、ご褒美のアップルパイを落としてしまったAD井戸向を笑いのダシにしたシーン）                                      | 64%                          |
| 土曜日 | 岡本       | 不正しまくりで反省0（「曜日対抗！夜あそび選手権」にて、歩数計のカウントを制限時間の後に増やして優勝したり、大量の風船を割る企画でボールペンを使う等のズルをした挙句、全く反省していない）  | 95%                          |
| 繋     | 金田       | ホストの前では何もできない（28時間テレビ直前、AD江波戸に恋愛のアドバイスをしたにも関わらず、当日の「ゾロ目チャレンジ」の合間のドッキリで登場した3人のホストに翻弄されたシーン）            | 16%                          |

- お仕置き：幸運の象徴・白い蛇を首に巻いて反省&来年の意気込み

- 二次会企画：1万円のプレゼント大交換会

### 声優パジャマ会議
『声優パジャマ会議』は、“今とこれから“の楽しみを出演者と視聴者で企画する特別番組である。メインMCは『声優と夜あそび』で『2nd』から月曜MCを務める安元洋貴と、『2022』で水曜MCを務めた蒼井翔太。

#### 配信日・出演者一覧
| 回数  | タイトル                                                           | 配信日                   | 配信時間（JST） | MC                | ゲスト                                                                             | 備考 |
| ----- | ------------------------------------------------------------------ | ------------------------ | --------------- | ----------------- | ---------------------------------------------------------------------------------- | --- |
| 第1弾 | 声優パジャマ会議〜今とこれからが楽しみになる生放送SP～             | 2020年5月9日（土曜日）   | 21:00 - 23:15   | 安元洋貴 蒼井翔太 | 島﨑信長 浪川大輔 津田健次郎 鳥海浩輔 小野坂昌也 前野智昭 白井悠介 仲村宗悟 八代拓 | 配信後はMCの安元洋貴、蒼井翔太によるオンライン二次会をPPVで配信。業界最大規模の声優リモート生配信を行った。                  |
| 第2弾 | 声優パジャマ会議 in WINTER♡♡                                       | 2020年11月22日（日曜日） | 21:00 - 23:15   | 安元洋貴 蒼井翔太 | 浪川大輔 江口拓也 西山宏太朗 森久保祥太郎 鈴木達央 代永翼 石川界人                 | 本編直後、夜11時15分からは、出演者全員で2次会を開催。PPVで配信を行った。小野坂昌也は新型コロナウイルスにより番組を欠席した。 |
| 第3弾 | 声優パジャマ会議 in SUMMER!!!!～一生忘れられない夏にしてやるよSP～ | 2021年9月4日（土曜日）   | 21:00 - 23:15   | 安元洋貴 蒼井翔太 | 浪川大輔 森久保祥太郎 島崎信長 谷山紀章 浅沼晋太郎 佐藤拓也                        | 本編直後は、PPVにて出演者全員で2次会を開催した。                                                                             |

### 28時間テレビ大感謝祭
2022年から放送されている長時間番組。各シーズンのMCを中心に、声優業界のみならず様々なゲストが出演する。2025年は放送なし。

#### タイムテーブル
※タイムテーブルは全て開始時点のもの。
第1回（Say You Thank you）
2022年8月20日・21日
| 時間          | 企画                                             | 出演者 | 備考                                                            |
| ------------- | ------------------------------------------------ | --- | --------------------------------------------------------------- |
| 8月20日 18:00 | オープニングステージ in サマステ                 | 浪川大輔 森久保祥太郎 安元洋貴 仲村宗悟                                                                                  |                                                                 |
| 20:00         | 声優BIG対談①                                     | 関智一 永井豪 |                                                                 |
| 21:00         | 金田朋子の555km旅                                | 金田朋子 | 縦型企画として随時中継された。                                  |
| 21:20         | 人気声優大集合祭り！                             | 浪川大輔 森久保祥太郎 安元洋貴 仲村宗悟 前野智昭 三上枝織 井上和彦 三ツ矢雄二 小西克幸 梶裕貴 明坂聡美                   |                                                                 |
| 23:00         | 細谷怪談                                         | 細谷佳正 浪川大輔 森久保祥太郎 安元洋貴 細谷佳正 仲村宗悟 三上枝織 前野智昭 小西克幸 林勇 明坂聡美                       |                                                                 |
| 8月21日 0:30  | スナック智秋～MIDNIGHT TALK&KARAOKE～            | たかはし智秋 森久保祥太郎 安元洋貴 仲村宗悟 鳥海浩輔 林勇 明坂聡美 井澤詩織 西明日香 大河元気                            | 蒼井翔太が途中電話出演した。                                    |
| 3:40          | 安元くんと愉快な夜あそびADたち                   | 安元洋貴 夜あそびAD |                                                                 |
| 5:00          | グッドモーニング！岡本信彦・予告㊙寝起きドッキリ | 岡本信彦 真壁刀義 真島茂樹 ファイルーズあい 石見舞菜香 小野友樹                                                          |                                                                 |
| 10:00         | 「声優パーク」コラボ                             | 岡本信彦 内田彩 畠中祐 岩田光央 ぺこぱ                                                                                   |                                                                 |
| 11:00         | 伝説の夜あそび初回トーク                         | 浪川大輔 森久保祥太郎 緒方恵美 内田彩 岩田光央                                                                           |                                                                 |
| 12:00         | 石川界人のヤッホーチャレンジ                     | 石川界人 浪川大輔 森久保祥太郎 岡本信彦 岩田光央                                                                         |                                                                 |
| 12:30         | スーパーレジェンド声優トーク                     | 浪川大輔 森久保祥太郎 岡本信彦 畠中祐 岩田光央 古川登志夫 神谷明                                                         |                                                                 |
| 14:30         | 声優BIG対談②                                     | 浪川大輔 那須川天心 |                                                                 |
| 15:30         | トップ声優×声優の卵55人                          | 森久保祥太郎 小野賢章 大坪由佳 保住有哉                                                                                  |                                                                 |
| 16:30         | 屋上で納涼タイム                                 | 森久保祥太郎 安元洋貴 下野紘 仲村宗悟 岩田光央 野島健児 松風雅也                                                         |                                                                 |
| 18:00         | 声優VS馬                                         | 声優スーパーカートリオ（浪川大輔、畠中祐、松本梨香） 実況：清野茂樹 解説：岩井勇気（ハライチ） VTRナレーション：内田真礼 |                                                                 |
| 19:00         | 大フィナーレ                                     | 森久保祥太郎 安元洋貴 細谷佳正 仲村宗悟 石川界人 金田朋子 浪川大輔                                                       | 夜あそび大選手権、ギネス世界記録の結果発表、555km旅のゴールなど |
| 22:00         | 【PPV】スペシャル後夜祭                          | 森久保祥太郎 安元洋貴 細谷佳正 仲村宗悟 石川界人 金田朋子 浪川大輔                                                       |                                                                 |

第2回（Challenge again）
2023年8月11日・12日
| 時間          | 企画                                                         | 出演者 | 備考                                                |
| ------------- | ------------------------------------------------------------ | --- | --------------------------------------------------- |
| 8月11日 18:00 | オープニングステージ                                         | 安元洋貴 上坂すみれ 浪川大輔 関智一 金田朋子 仲村宗悟                                                                                |                                                     |
| 18:30         | 真夏クイズ大会 第1部                                         | 安元洋貴 上坂すみれ 浪川大輔 関智一 金田朋子 仲村宗悟 山寺宏一 岩田光央 前野智昭 三上枝織 そびー                                     |                                                     |
| 20:30         | 浪川・花江が行く！常夏チャレンジ旅 in グアム                 | 浪川大輔 花江夏樹 |                                                     |
| 21:30         | 真夏クイズ大会 第2部                                         | 安元洋貴 白井悠介 下野紘 浪川大輔 関智一 岡本信彦 金田朋子 仲村宗悟 福山潤 佐藤拓也 徳井青空 畠中祐 大河元気 ファイルーズあい そびー | 金田・仲村・そびーのタイロケVTRはクイズとして出題。 |
| 23:40         | 羽佐間道夫×関智一 SP対談                                     | 関智一 羽佐間道夫 |                                                     |
| 8月12日 0:00  | 【PPV】未公開映像大放出！浪川・花江@グアム編                 | 浪川大輔 花江夏樹 |                                                     |
| 1:00          | 【PPV】未公開映像大放出！金田・仲村・そびー@タイ編           | 金田朋子 仲村宗悟 そびー |                                                     |
| 1:00          | 朝まで生ウォーカーズ！                                       | 森久保祥太郎 かかずゆみ 小西克幸 斎賀みつき 阪口大助 鳥海浩輔 野島裕史 平川大輔                                                      |                                                     |
| 3:30          | 出張！安元くんと愉快な夜あそびADたち Part1                   | 安元洋貴 夜あそびAD |                                                     |
| 6:00          | せき散歩                                                     | 関智一 そびー |                                                     |
| 8:50          | 賢章・花江・界人の朝から生サウナ                             | 小野賢章 花江夏樹 石川界人 |                                                     |
| 11:30         | 中夜祭 第1部                                                 | 安元洋貴 浪川大輔 金田朋子 仲村宗悟 森久保祥太郎 岩田光央 林勇 三上枝織 徳井青空                                                     |                                                     |
| 13:35         | 出張！安元くんと愉快な夜あそびADたち Part2                   | 安元洋貴 夜あそびAD |                                                     |
| 14:45         | トップ声優×声優の卵55人                                      | 森久保祥太郎 阿部敦 小野友樹 徳井青空                                                                                                |                                                     |
| 16:00         | 中夜祭 第2部                                                 | 安元洋貴 花江夏樹 関智一 岡本信彦 金田朋子 仲村宗悟 森久保祥太郎 石川界人 岩田光央 小野賢章 そびー                                   |                                                     |
| 18:00         | 細谷怪談 ’23夏                                               | 細谷佳正 岡本信彦 シークエンスはやとも                                                                                               |                                                     |
| 19:15         | 声優スーパー力（ちから）ートリオ集結！                       | 声優スーパー力ートリオ（浪川大輔、松本梨香、蒼井翔太） 高見盛精彦 実況：清野茂樹 解説：岩井勇気（ハライチ）                          |                                                     |
| 20:00         | 金田朋子のわんこそばチャレンジアゲイン！新記録を塗り替えろ！ | 金田朋子 見届け人：関智一 |                                                     |
| 21:00         | 大フィナーレ                                                 | 安元洋貴 浪川大輔 花江夏樹 関智一 岡本信彦 金田朋子 仲村宗悟 森久保祥太郎 石川界人                                                   |                                                     |
| 22:00         | 【PPV】後夜祭                                                | 安元洋貴 浪川大輔 花江夏樹 関智一 岡本信彦 金田朋子 仲村宗悟 石川界人                                                                |                                                     |

第3回（みんなの愛がてんこ盛り!!!!!!!）
2024年9月22日・23日
| 時間          | 企画                                                     | 出演者 |
| ------------- | -------------------------------------------------------- | --- |
| 9月22日 18:00 | オープニング                                             | 安元洋貴 関智一 仲村宗悟 畠中祐 金田朋子 そびー |
| 18:20         | クイズがてんこ盛り！声優オールスター収穫祭 第1部         | 安元洋貴 石川界人 関智一 仲村宗悟 畠中祐 金田朋子 そびー 林勇 明坂聡美 井澤詩織 日笠陽子 内田彩 三上枝織 津田美波 沢城千春                                  |
| 20:50         | アニメ愛がてんこ盛り！一夜限りのSP対談 浪川大輔×ROLAND   | 浪川大輔 ROLAND |
| 21:40         | クイズがてんこ盛り！声優オールスター収穫祭 第2部         | 安元洋貴 芹澤優 森久保祥太郎 浪川大輔 関智一 仲村宗悟 岡本信彦 畠中祐 そびー 堀内賢雄 森川智之 明坂聡美 井澤詩織 三上枝織 内田彩 津田美波 大坪由佳 川島零士 |
| 9月23日 0:00  | 【PPV】人気声優が新宿で大学生みたいに夜あそびしてみた。  | 花江夏樹 小野賢章 |
| 0:30          | ドキッ！男子禁制！深夜の声優パジャマパーティー           | たかはし智秋 明坂聡美 井口裕香 西明日香 津田美波 久保ユリカ 大坪由佳 小澤亜李 島袋美由利 夏吉ゆうこ                                                         |
| 3:30          | 変態高橋Dが選ぶ！オトナの夜・あ・そ・び♡                 | |
| 4:20          | 安元くんと愉快な夜あそびADたち in九十九里 Part1          | 安元洋貴 夜あそびAD |
| 6:00          | のぶ散歩 withたく                                        | 岡本信彦 八代拓 |
| 9:00          | 世代を超えて語り合え！ぶっちゃけ声優放談                 | 三ツ矢雄二 日髙のり子 森久保祥太郎 福山潤 髙橋ミナミ 川島零士                                                                                               |
| 10:30         | 華麗にさばけ！せりこのマグロ解体ショー                   | 芹澤優 |
| 12:00         | アニメ愛がてんこ盛り！一夜限りのSP対談 関智一×ゆでたまご | 関智一 ゆでたまご |
| 13:00         | 【PPV】人気声優大集合！カラオケ愛てんこ盛りステージ      | 仲村宗悟 林勇 佐藤拓也 内田彩 徳井青空 そびー 帆世雄一 小澤亜李 永塚拓馬 小笠原仁                                                                           |
| 13:15         | 安元くんと愉快な夜あそびADたち in九十九里 Part2          | 安元洋貴 夜あそびAD |
| 14:45         | アニメ愛がてんこ盛り！一夜限りのSP対談 上坂すみれ×えなこ | 上坂すみれ えなこ |
| 15:30         | 視聴者の愛がてんこ盛り！夜あそび愛カメラを再生してみた。 | 安元洋貴 森久保祥太郎 白井悠介 川島零士 |
| 16:40         | 爪あと残せば今日売れる!?次世代声優一芸SHOW！             | 森久保祥太郎 たかはし智秋 前野智昭 |
| 18:00         | ABEMAアニメ愛グランドフィナーレステージ                  | 安元洋貴 八代拓 森久保祥太郎 関智一 ファイルーズあい 岡本信彦 仲村宗悟 代永翼 内田彩 三上枝織 徳井青空 白井悠介 そびー                                      |
| 20:40         | 声優スーパーカートリオ集結！世紀の異種バトル             | 声優スーパーカートリオ（浪川大輔、松本梨香、蒼井翔太） 糸井嘉男 実況：清野茂樹 解説：岩井勇気（ハライチ）                                                   |
| 21:15         | 7個そろえろ！金田朋子のゾロ目チャレンジ                  | 金田朋子 |
| 21:30         | 大フィナーレ                                             | 安元洋貴 八代拓 森久保祥太郎 関智一 ファイルーズあい 岡本信彦 仲村宗悟 金田朋子 そびー                                                                      |
| 22:00         | 【PPV】後夜祭                                            | 安元洋貴 八代拓 森久保祥太郎 浪川大輔 関智一 ファイルーズあい 岡本信彦 仲村宗悟 金田朋子 そびー                                                             |

## 声優と夜あそびフェスティバル
『2021』以降行われているイベント。昼の部・夜の部の2部構成。
| シーズン | 開催日時（JST）                                                     | 会場                                | 出演者 | ゲスト                 | 備考 |
| -------- | ------------------------------------------------------------------- | ----------------------------------- | --- | ---------------------- | --- |
| 2021     | 2022年1月29日（土曜日） 昼の部：14:00 - 16:00 夜の部：18:00 - 20:00 | KT Zepp YOKOHAMA                    | 前野智昭 浪川大輔 石川界人 関智一 畠中祐 森久保祥太郎 仲村宗悟 金田朋子                                              | ウルトラ寿司ふぁいやー | 企画は各曜日で行われた企画のアレンジ。                                                                                                  |
| 2022     | 2023年3月4日（土曜日） 昼の部：14:00 - 16:00 夜の部：18:30 - 20:30  | 相模女子大学グリーンホール 大ホール | 安元洋貴 岡本信彦 上坂すみれ(夜) 森久保祥太郎 蒼井翔太 浪川大輔(昼) 仲村宗悟 金田朋子 石川界人(夜) そびー            | 振付稼業:airman        | 前回に引き続き、企画は各曜日で行われた企画のアレンジ。 今回からそびーが参加。                                                           |
| 2023     | 2024年3月3日（日曜日） 昼の部：14:30 - 16:30 夜の部：18:30 - 20:30  | ベルサーレ汐留 B1F HALL             | 安元洋貴 白井悠介 浪川大輔(昼) 関智一 岡本信彦 金田朋子 仲村宗悟 石川界人 そびー                                     | 林家ペー・林家パー子   | 桃の節句に合わせ、出演者全員がピンクの衣装を着用。 夜の部のMCを務める予定だった上坂が体調不良で欠席したため、代わりに石川がMCを務めた。 |
| 2024     | 2025年3月9日（日曜日） 昼の部：13:00 - 15:00 夜の部：16:30 - 18:30  | 江戸川区総合文化センター            | 安元洋貴 八代拓 上坂すみれ 芹澤優 森久保祥太郎 石川界人 浪川大輔(昼) 関智一 岡本信彦 仲村宗悟 金田朋子 畠中祐 そびー |                        | テーマは株主総会。出演者全員スーツを着用。                                                                                              |